# Josep Maria Subirachs i Sitjar
Josep Maria Subirachs i Sitjar (Barcelona, 11 de març de 1927 - ibídem, 7 d'abril de 2014) fou un escultor, pintor, gravador, escenògraf i crític d'art català. Va ser un dels escultors contemporanis amb més prestigi internacional, com es pot veure als seus múltiples guardons i reconeixements rebuts, així com en la presència de la seva obra en nombrosos museus i llocs públics de ciutats de tot el món, principalment Barcelona. També participà en una gran quantitat d'exposicions tant col·lectives com individuals, a museus i galeries públiques i privades. Té un museu dedicat a la seva obra des del 2017 a Barcelona, l'Espai Subirachs.
Artista polifacètic, Subirachs destacà especialment en l'escultura, però també en altres tècniques com la pintura, el dibuix, el gravat, el cartell, el tapís, la il·lustració de llibres, el disseny de joies i l'encunyació de medalles. També realitzà nombroses escenografies per prestigiosos muntatges d'obres de teatre i ballet. Exercí de professor d'art i, en el terreny teòric, com escriptor i col·laborador en revistes i diaris, crític d'art i conferenciant en universitats i acadèmies d'arreu del món. En la seva llarga trajectòria passà per diverses fases —mediterrània, expressionista, abstracta, neofigurativa—, períodes gairebé sempre caracteritzats per les formes geomètriques, les línies rectes i anguloses i les textures rugoses.
En la seva obra, Subirachs sintetitzà el mestratge tècnic i la puresa de materials i textures amb l'afany per comunicar i expressar un llenguatge simbòlic i transcendental, a través de la creació d'un univers propi de referents iconogràfics que fan de la seva producció un corpus personal i particular àmpliament reconegut a tot el món. Per l'escultor barceloní l'art era una forma de reivindicar la vida i la creació enfront de la mort i la destrucció, pel que afirmà que:
| «                       | El fet decisiu que ens mostra la raó profunda del perquè existeix l'art és la consciència que els humans tenim de la mort. L'art, pel caràcter intemporal de l'obra i pel seu valor metafísic, és el que veritablement s'oposa a la mort. L'ésser humà, davant la tràgica informació que la vida té un límit, es rebel·la i inventa l'art per defensar-se de la desesperació, en un suprem esforç per lluitar amb honor en una batalla perduda per endavant. | » |
| — Josep Maria Subirachs | |   |

## Biografia

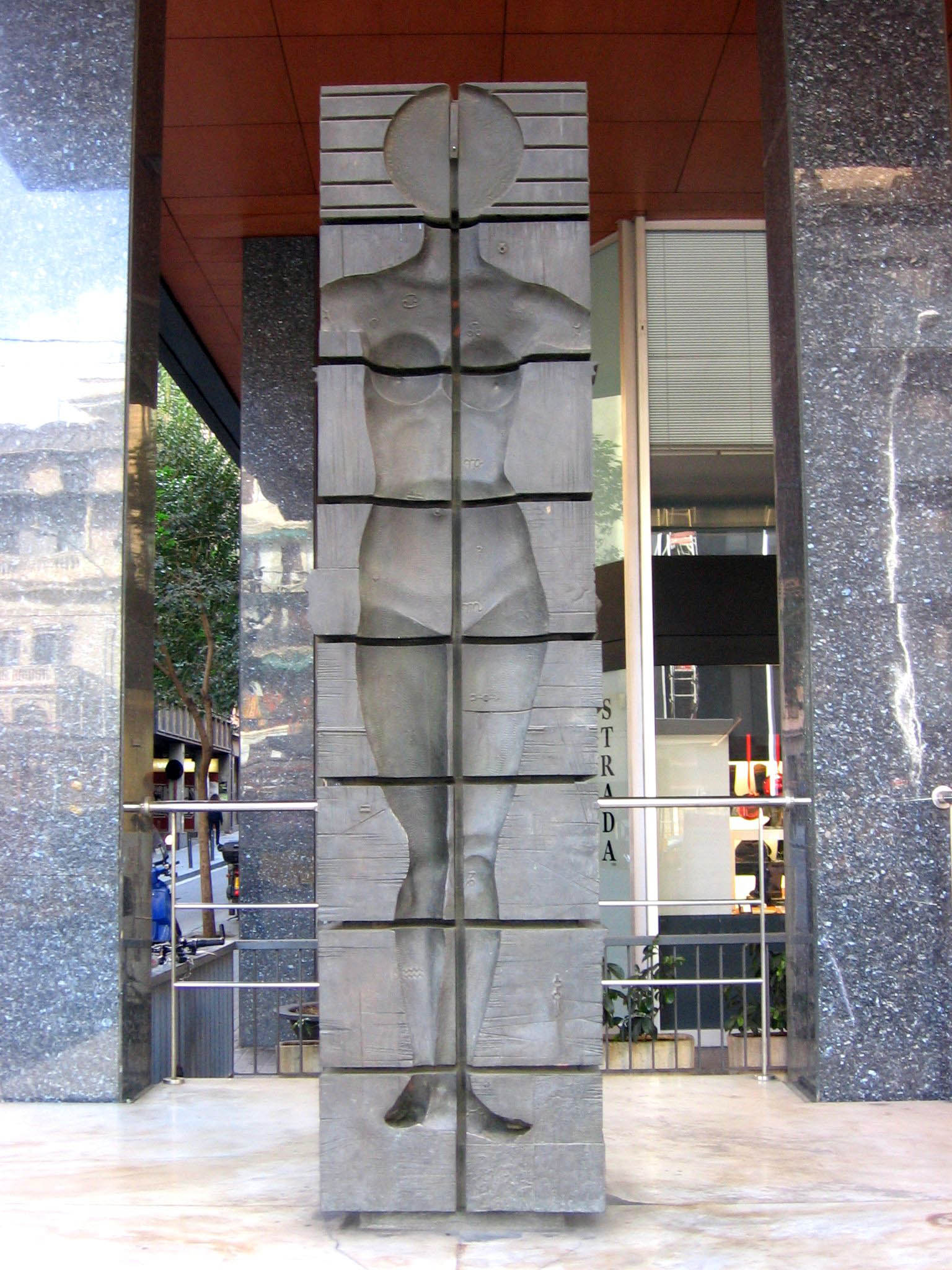
Mesura de l'espai-temps (1967), Edifici Mercuri de Barcelona.

Josep Maria Subirachs nasqué al barri barceloní de Poblenou, fill de Josep Subirachs i Casanovas, obrer en una fàbrica de tintures, i de Josepa Sitjar i Ferrer. De família humil, no disposà de recursos per a dedicar-se a l'arquitectura, la seva major vocació des de jove, tot i que com escultor tingué molt present la conjugació de la seva obra dins d'edificis o espais públics. Malgrat tot, el seu pare va alenar la seva vena artística, animant-lo en els seus dibuixos a captar diverses perspectives de la realitat, com les efectuades en negatiu o revers, exercicis que estimulen la imaginació i la creativitat.
Als catorze anys va entrar com aprenent al taller d'un daurador, on va tenir el seu primer contacte amb els processos artesanals. Posteriorment realitzà diversos treballs, com aprenent de decorador, retocador en un taller d'imatgeria, depenent d'antiquari, mecànic, fonedor de peus de llàntia i dibuixant publicitari. Entre 1942 i 1947 fou deixeble de l'escultor Enric Monjo, al mateix temps que assistia a classes nocturnes de dibuix a l'Escola Superior de Belles Arts de Barcelona. El 1947 entrà al taller d'Enric Casanovas, que, malgrat la seva mort, pocs mesos després influí poderosament en el jove escultor, al qual introduí en l'estil noucentista de moda en aquell moment a la capital catalana.
El 1948 realitzà la seva primera exposició individual a la Casa del Llibre de Barcelona, presentant deu escultures i sis dibuixos. A l'any següent participà en el II Saló d'Octubre de Barcelona, on exposà durant diversos anys seguits, fins a 1957. El 1950, juntament amb els escultors Francesc Torres Monsó i Josep Martí Sabé, i els pintors Esther Boix, Ricard Creus i Joaquim Datsira, fundà el grup Postectura, el qual fou presentat amb un manifest i una exposició a les Galeries Laietanes de Barcelona. Aquest grup, d'efímera duració, es manifestava hereu del cubisme i el purisme i, segons Subirachs, «simbolitza la tendència d'humanització de l'art actual tenint com a mestre o precursor l'estil elemental constructiu que caracteritza un dels corrents artístics de la nostra època derivada de Cézanne».
El 1951 va obtenir una beca del Cercle Maillol de l'Institut Francès de Barcelona per estudiar a París, on entrà en contacte amb l'avantguarda europea i rebé la influència de l'escultor anglès Henry Moore. El 1953 formà part de la comissió organitzadora de l'Associació d'Artistes Actuals (AAA), juntament amb Enric Planasdurà, Antoni Tàpies, Joan-Josep Tharrats, Joan Fluvià i Alexandre Cirici i Pellicer. Invitat per l'artista belga Luc Peire, s'instal·là un temps a Bèlgica (1954-1956), on començà la seva fama internacional, en rebre nombrosos encàrrecs del col·leccionista Rémy Vanhoidsenhoven. Fou llavors quan començà a considerar dedicar-se professionalment a l'escultura. El 1955 es casà a Brussel·les amb Cecília Burgaya Ibáñez, i a l'any següent va néixer el seu fill Roger, que es dedicaria al còmic; el 1959 va néixer la seva filla Judit, que exerciria com a historiadora de l'art, i el 1965 el seu fill Daniel.

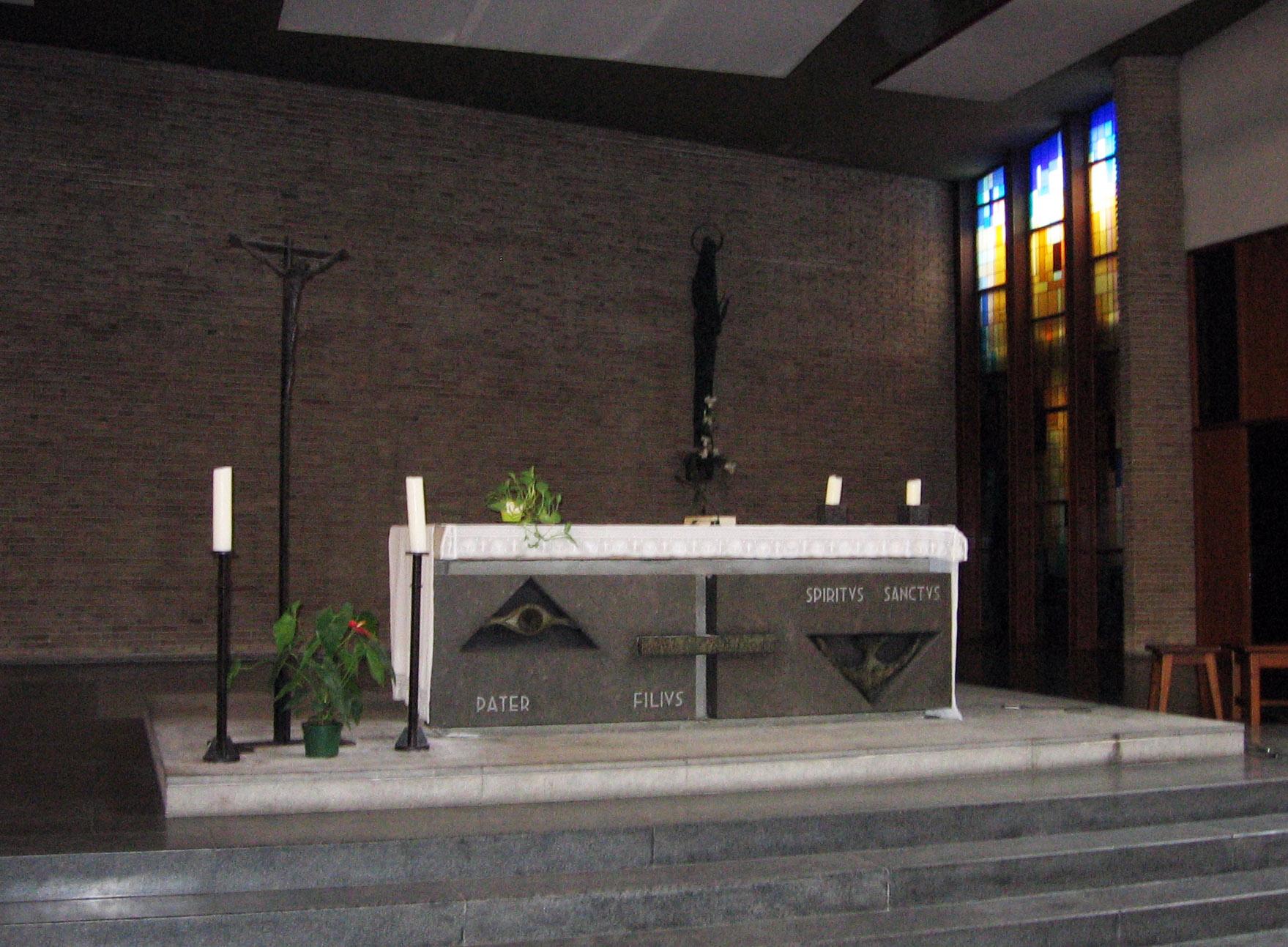
Conjunt d'altar, crucifix i escultura de Santa Cecília (al fons), de l'església de Santa Cecília de Barcelona (1964).

El 1956 començà la seva col·laboració amb l'agència publicitària Zen, fundada i dirigida per Francesca Granados i Alexandre Cirici, on va rebre nombrosos encàrrecs per empreses i entitats de tota Catalunya. Gran part de l'obra de Subirachs està col·locada en espais públics, accessibles a tothom, una preferència personal de l'artista, que sovint afirmava que «l'art sense espectador no té raó de ser. L'art deu ser per a tots i, per tant, el millor és que estigui emplaçat en espais públics». El 1957 va rebre el seu primer encàrrec per una obra pública, Forma 212, situada a les Llars Mundet de Barcelona, la qual va ser la primera obra abstracta col·locada a la via pública de Barcelona. A aquesta obra va seguir tres anys més tard Evocació marinera, situada al barri de la Barceloneta, la qual va causar certa polèmica per les seves formes abstractes —que no va tenir l'obra anterior per trobar-se a la perifèria de la ciutat. Posteriorment, entre 1959 i 1961, realitzà la façana del santuari de la Mare de Déu del Camí a Lleó, i des de llavors va rebre nombrosos encàrrecs per indrets públics de tot el món.
El 1961 començà a donar classes a l'Escola Elisava de Barcelona. Compromès políticament, el 1966 realitzà la medalla commemorativa del Sindicat Democràtic d'Estudiants de la Universitat de Barcelona, la recaptació de la qual va servir per pagar les multes imposades als participants en el tancament al convent dels Caputxins de Sarrià, conegut com la Caputxinada.
El 1980 va ser elegit acadèmic de la secció d'escultura de la Reial Acadèmia Catalana de Belles Arts de Sant Jordi. Des de llavors ha rebut innumerables distincions, entre les que es compta la consideració d'«Artista català viu més important del segle XX», segons una enquesta popular realitzada el 1997 pel diari La Vanguardia, Catalunya Ràdio i Enciclopèdia Catalana. També ha rebut, entre altres distincions, la Medalla d'Or al Mèrit en les Belles Arts atorgada pel Ministeri d'Educació i Cultura, la Creu de Sant Jordi de la Generalitat de Catalunya i la Medalla d'Or al Mèrit Artístic de l'Ajuntament de Barcelona.
L'any 2001 Subirachs va signar un acord amb la Fundació Caixa Penedès per a constituir un museu dedicat a l'obra de l'escultor que devia denominar-se Espai Subirachs, per al que va donar 137 obres representatives de tota la seva trajectòria artística. Malgrat tot, el 2011 aquesta entitat va anunciar que no podia fer front al cost d'aquesta inversió, a causa de la crisi econòmica. Finalment, els fills de Subirachs van prendre la iniciativa i van llogar un local de 300 m² en el Poblenou, el barri natal de l'artista, amb una exposició d'escultures, pintures i dibuixos, així com material documental i una videoprojecció de la seva trajectòria. L'Espai Subirachs va obrir les portes el 27 de maig de 2017.
Josep Maria Subirachs va morir a Barcelona el 7 d'abril de 2014, als 87 anys. Afectat de Parkinson, havia deixat de treballar el 2010. Segons el conseller de Cultura de la Generalitat, Ferran Mascarell, «Subirachs és un dels grans escultors que ha tingut Catalunya, molt reconegut internacionalment, i representa una figura clau en la trajectòria artística catalana del segle XX».

## Obra

### Escultura

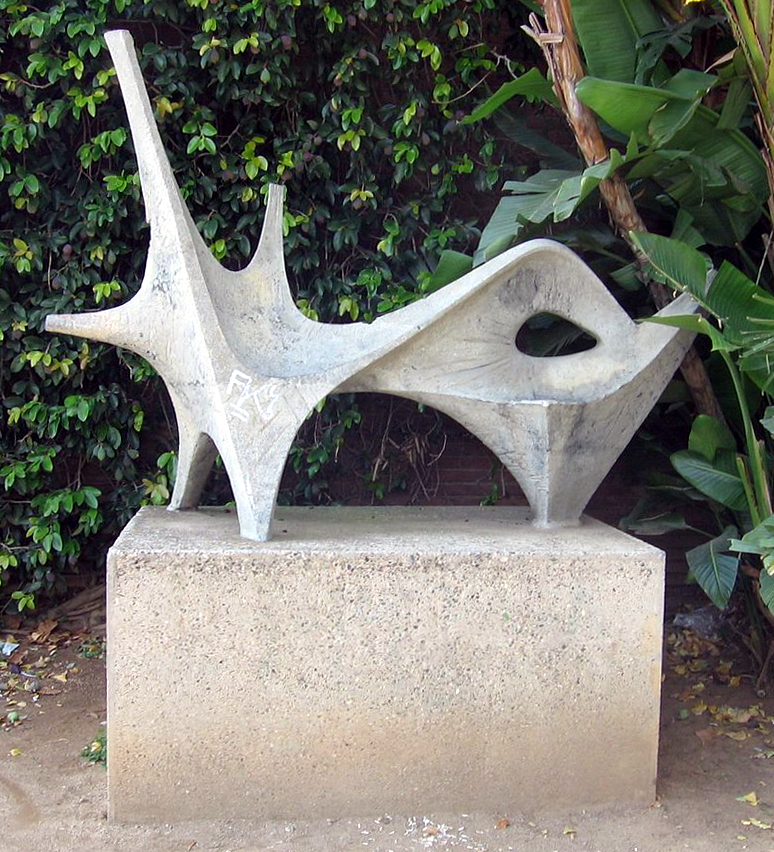
Forma 212 (1957), Llars Mundet de Barcelona, primera obra abstracta col·locada a la via pública de Barcelona.

#### Primeres obres
Subirachs va ser iniciat en el noucentisme pels seus mestres Monjo i Casanovas, un estil classicista que propugnava el predomini en l'art de l'harmonia i l'equilibri, amb gust per la temàtica mediterrània i una predilecció especial per la figura femenina, on predominava un gust estètic per la típica noia catalana procedent de La ben plantada d'Eugeni d'Ors. Les seves primeres obres denoten aquesta influència tot i que amb un estil personal, més estilitzat i expressiu que el realisme dels seus mestres, fet que apuntava ja a l'expressionisme en el qual desembocaria posteriorment. Tot i així, el gust per l'equilibri i la senzillesa, per la feina conscienciosa, que adquireix en aquesta època li acompanyarà al llarg de la seva trajectòria. Aquesta primera fase sol anomenar-se com la seva «etapa mediterrània», representada per obres com Dona i nen (1947), Cadaqués (1947), Aurora (1947), Soledat (1948), Desig (1948), Diàleg (1949), Dona mediterrània (1949), Voluptuositat (1950) o Nu jacent (1950). En elles predomina l'equilibri, la proporció, la serenitat, les formes corbes, i denoten la influència —a més dels seus dos mestres— d'escultors afins a aquest sentiment mediterranista, com Josep Clarà o Aristide Maillol.
Les seves primeres obres van ser en terrissa, degut a la precarietat de la seva situació econòmica, però més endavant emprà preferentment el ferro —generalment soldat—, el bronze (fos a la cera perduda, i sovint retocat posteriorment amb oxidacions, brunyits o banys d'àcid), l'alumini, el formigó o la pedra, en diferents varietats: granit, basalt, marbre, travertí, pedres calcàries, etc. Subirachs sempre ha valorat l'estabilitat, la durabilitat, la immutabilitat de les seves obres i la seva pervivència en el temps. Per ell una obra d'art ha de ser duradora, pel que utilitza materials resistents i cerca formes estables, que pateixin la lògica erosió del temps però no desapareguin fàcilment; com ell mateix diu: «que l'obra es converteixi en ruïna, però no en ferralla». Altra de les característiques de la seva obra és la frontalitat: li atorga més importància a la part davantera de la seva obra que a la resta, quasi com si fos un quadre, circumstància curiosa en un escultor però que ell prefereix per mantenir un punt de vista únic o privilegiat de cara a l'espectador, tenint en compte que en nombroses ocasions el caràcter simbòlic i el complex programa iconogràfic que desenvolupa Subirachs a les seves obres requereix una lectura en clau narrativa de l'obra.

#### Avantguardisme

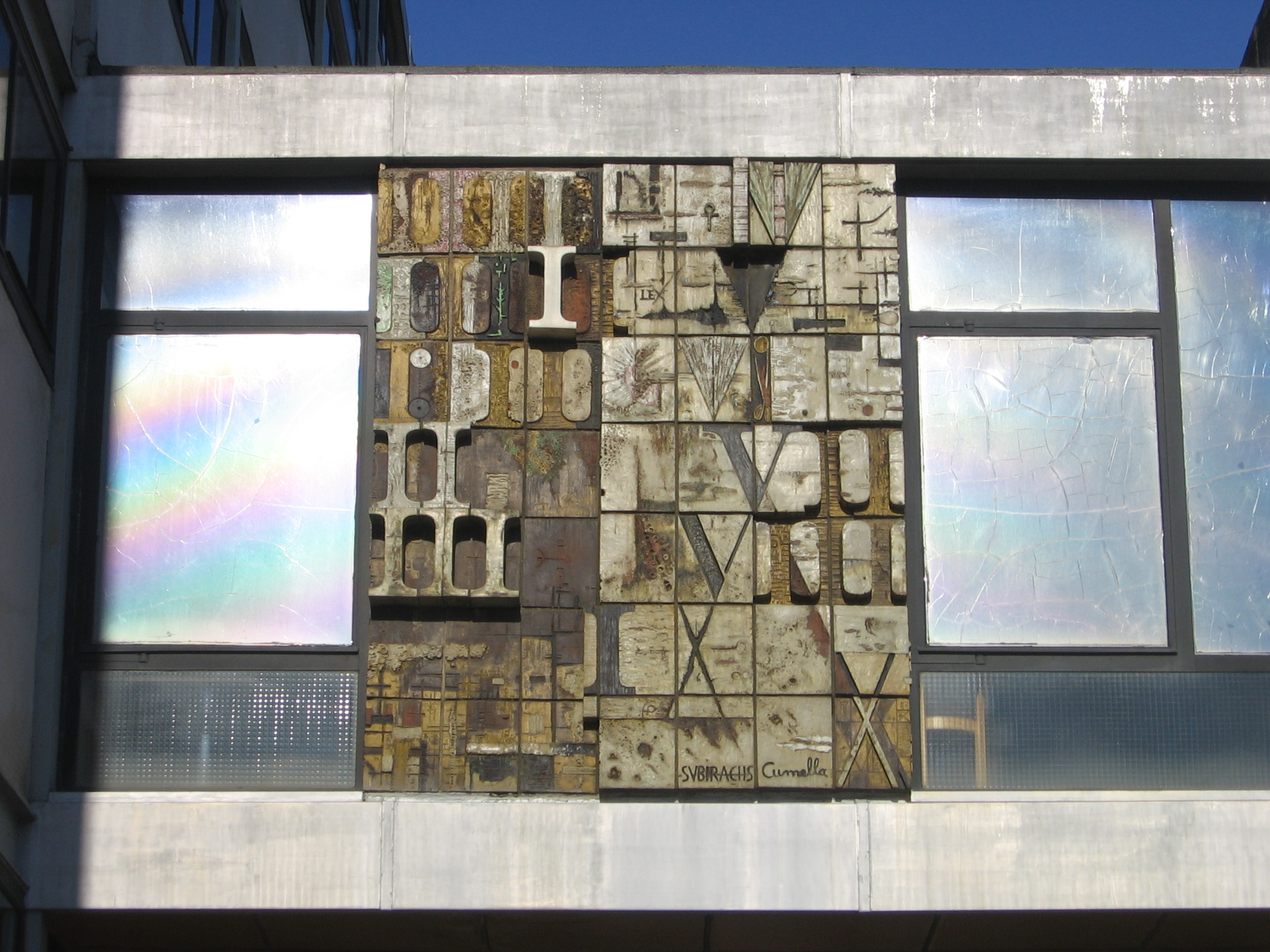
Les Taules de la Llei (1959), Facultat de Dret de la Universitat de Barcelona.

Als anys 1950 evolucionà cap a l'expressionisme, estilitzant la forma a través de la distorsió de les proporcions i de la incorporació de superfícies anguloses, a més d'un tractament inacabat de la matèria, amb superfícies rugoses i aspres, que donen una major sensació expressiva. Les seves formes una mica hieràtiques recorden l'estatuària egípcia, mentre que el tractament donat a la figura femenina, on destaca un engrossit ventre, remet a les Venus esteatopígiques prehistòriques. En aquesta època rep la influència d'escultors com Leandre Cristòfol, Ángel Ferrant o Eudald Serra, que abans de la Guerra Civil s'havien endinsat al terreny de l'avantguardisme, procés que es va veure truncat amb la guerra. També admira profundament l'obra d'Antoni Gaudí, al qual considera un gran renovador no tan sols de l'arquitectura, sinó de les arts plàstiques en general, i del qual rep la influència de construir a partir de formes basades en la geometria reglada; així com a Orson Welles, el cinema del qual li suggerí noves formes d'expressió artística. Exemples d'aquesta etapa serien Pietat (1951), Maternitat (1952), Europa (1953), Erma (1953), La família (1953), Dona davant del mar (1953), Moisès (1953), Maniquí-ídol (1954), Desesperació (1954) o Les parques (1954). El final d'aquesta etapa coincideix amb la seva estada a Bèlgica (1954-1956), on l'estilització de les figures apunta ja a l'abstracció: La dona de Putifar (1954), Èdip i Antígona (1955), Ammon (1955), Ícar (1955), Dona a la platja (1956). Als anys següents, la presència de la figura humana es donarà tan sols en obres religioses, com Ecce Homo (1957), Mare de Déu asseguda (1958), Noé (1960), Sant Pau (1960), el conjunt d'altar, crucifix i ambons de l'església de les Llars Mundet, i el magne encàrrec per al Santuari de la Mare de Déu del Camí (1958-1961).

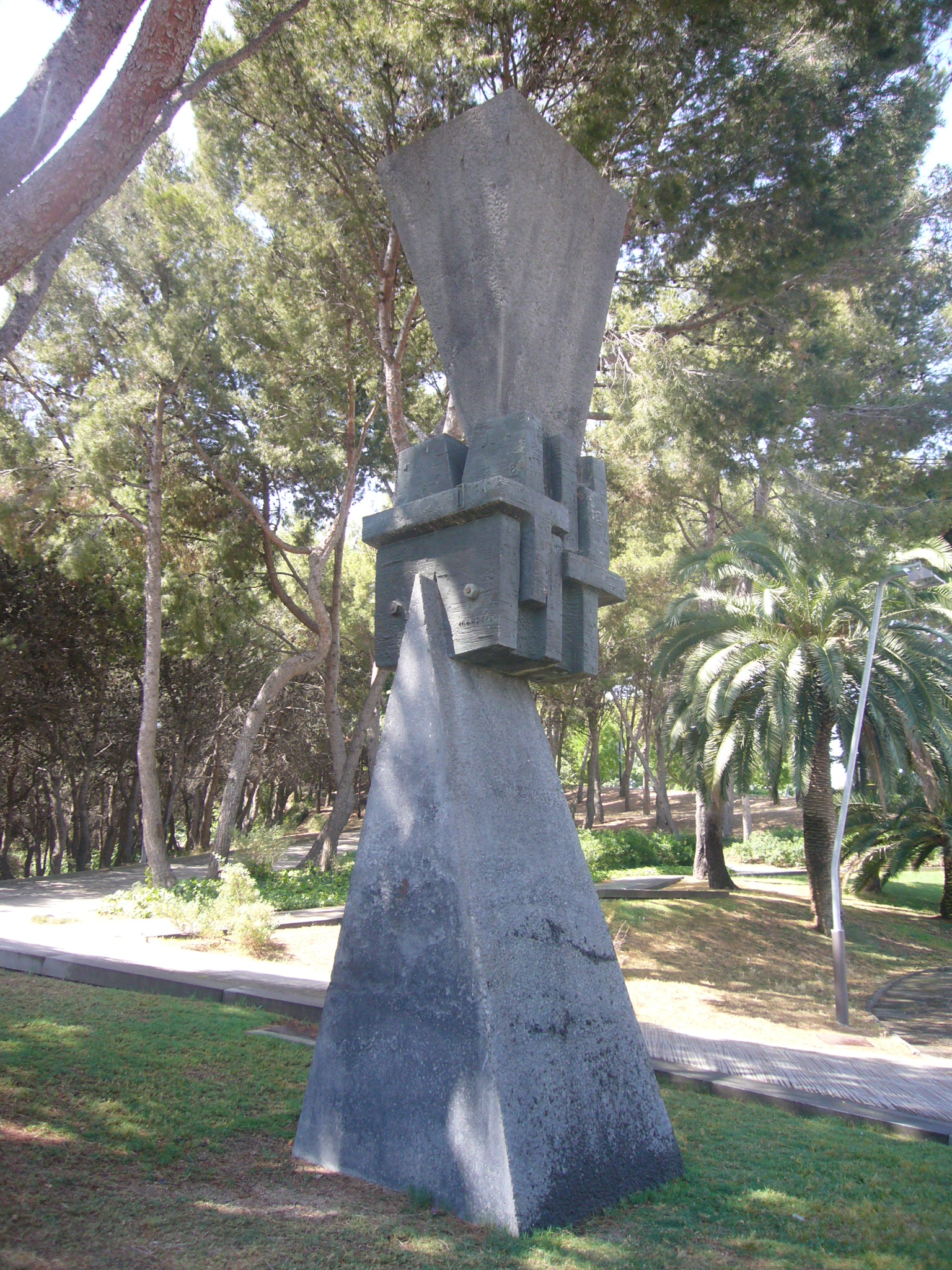
Homenatge a Barcelona (1968) als Jardins del Mirador de l'Alcalde de Barcelona.

Entre 1957 i 1961 s'endinsà en l'abstracció pura, al mateix temps que experimentà més amb les textures, especialment —en paral·lel amb la pintura matèrica practicada a l'època— amb la tècnica del grattage, amb la que creava unes superfícies rugoses i inacabades. En aquest moment va rebre la influència d'escultors avantguardistes com Juli González o Pau Gargallo. Utilitzà llavors preferentment el ferro, que treballava amb tècniques industrials com la soldadura, en peces que solien incloure elements com caragols, barres i platines, o bé bigues, planxes i elements de rebuig industrials, però també utilitzà altres materials, com la fusta, la terracota, el gres, la ceràmica, el bronze o el formigó, als que mostra el mateix interès per les textures. Quant a formes, emprava assíduament la recta i el pla, l'oposició horitzontal-vertical, com en Catedral (1958), per la que va rebre el Premi Sant Jordi de la Diputació de Barcelona. Altra important obra d'aquesta etapa és Les Taules de la Llei (1959, en col·laboració amb Antoni Cumella), a la Facultat de Dret de la Universitat de Barcelona, un relleu treballat en oposició positiu-negatiu —fet que serà recurrent a la seva obra—, i on va introduir per primer cop signes de comunicació —en aquest cas unes xifres romanes que representen els números que encapçalen el text jurídic de Moisès—, altra de les constants a la seva obra. Altres obres d'aquesta època són: Forma 212 (1957), La sirena (1957), Homenatge a Gaudí (1957), Tekel (1958), Homenatge al cinema (1958), Intimitat de la forma (1958), Vertical (1959), Evocació marinera (1960), Doble forma (1961), Cera perduda vertical (1962), Bigornia (1964) o La plomada (1964).

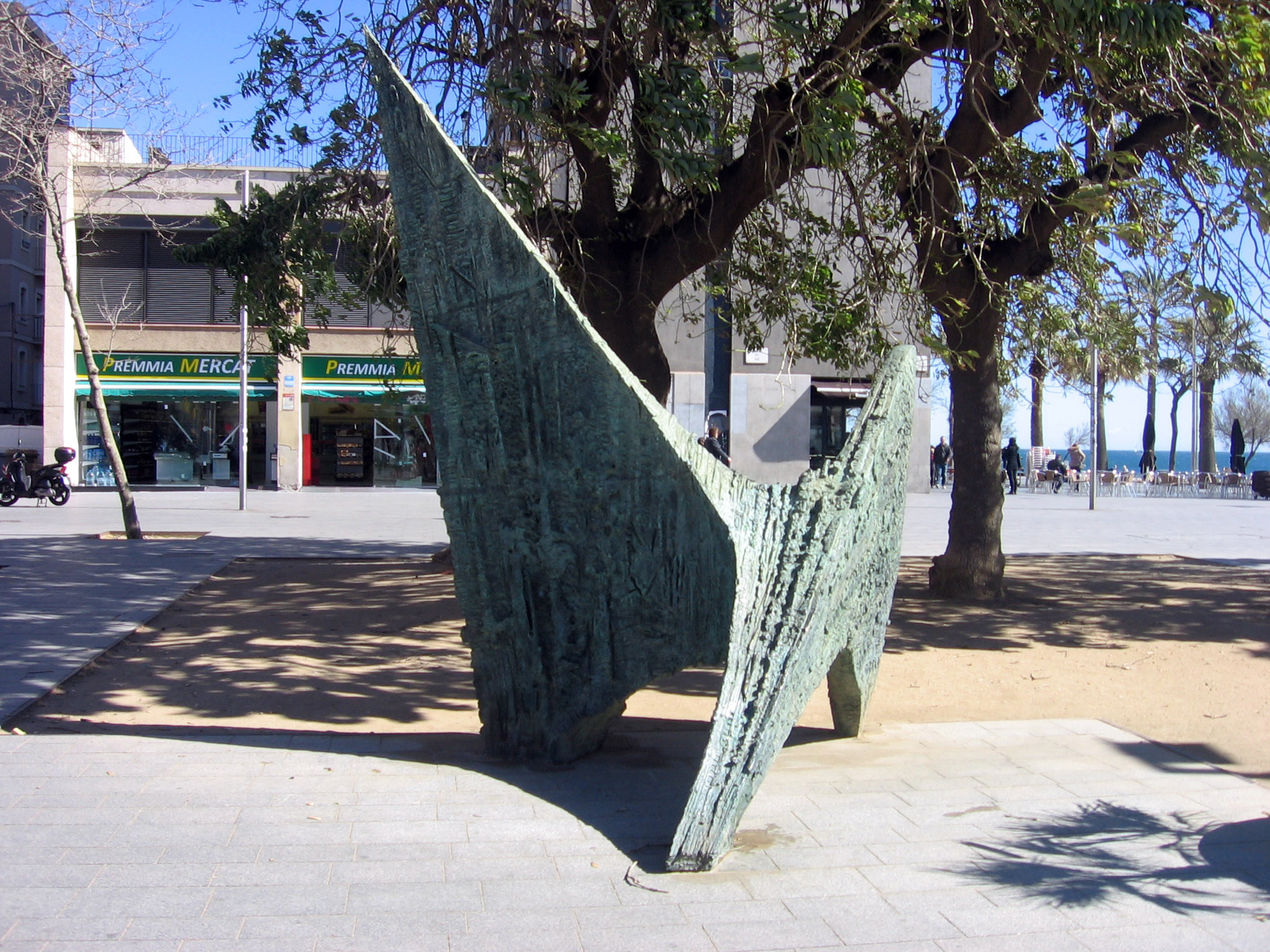
Evocació marinera (1960), Passeig de Joan de Borbó, Barcelona.

Posteriorment, als primers anys 1960 desenvolupà l'etapa anomenada «de les penetracions i les tensions» —segons denominació de Josep Corredor Matheos—, caracteritzada per l'ús de falques encaixades amb caragols i tirants de ferro, o de peces tensades amb cables o cordes, en encaixaments que jugaven amb la matèria i l'espai, amb elements oposats com matèria i forma, gravitació i contrapès, buit i ple, horitzontal i vertical. Exemples d'aquesta etapa són: Introversió (1960), Monument transportable (1961), Colmenar (1961), la Creu de Sant Miquel a Montserrat (1962), Gravitació (1962), Piràmide (1962), el Monument a les víctimes de les inundacions del Vallès (1963), Polimatèria (1964), Estabilitat (1964), Polifem (1964), el Monument a Pompeu Fabra a Planoles (1965) o l'Homenatge a Barcelona a la muntanya de Montjuïc (1968). Una de les seves últimes obres en aquest sentit fou el Monument a les Olimpiades de Mèxic (1968), situat a l'anomenada Ruta de l'Amistat realitzada per a les Olimpiades Culturals que es van desenvolupar en paral·lel a les esportives; es tracta de dues piràmides en forma de falques enfrontades i unides per un travesser a la part central, obra de formigó de 950 x 1070 x 410 cm i 160 t de pes, amb un simbolisme relatiu a la història de Mèxic: la piràmide inferior representa el Mèxic precolombí, mentre que la superior al·ludeix a la cultura hispano-americana i a la part central es conjuguen els anells olímpics amb les lletres que formen la paraula Mèxic.

#### Recerca d'un estil personal
Cap al 1965 Subirachs retornà a la figuració a causa de les majors possibilitats expressives i comunicatives d'aquest estil, tot i que mai serà una figuració realista, sinó estilitzada i de caràcter expressionista, remarcant especialment el component simbòlic de la forma i pretenent transcendir la realitat, no imitar-la. Segons l'artista, «creia que l'abstracció era el llenguatge més útil per a l'artista, més del nostre segle, però després em vaig adonar que per aquell camí no podia arribar a tothom. L'abstracció és un llenguatge massa críptic, massa elitista, i el que jo volia era facilitar el diàleg, per aquest motiu em vaig decantar per una nova figuració, que no tenia res a veure amb la de la primera etapa». Aquesta nova etapa, anomenada per Corredor Matheos de la «Nova Realitat Figurada», arrenca amb dues exposicions de gran rellevància: la celebrada a l'Ateneo de Madrid (1966) i a la Sala Gaspar de Barcelona (1967).
| «                                                                                                  | Les imatges dels artistes de la nova figuració són emprades de la mateixa manera que els artistes abstractes utilitzen les formes: transformades en signes; per això l'art abstracte no representa res però significa. Així doncs, també la nova figuració no representa res però sí significa, i per això em plau anomenar-la figuració significativa. | » |
| — Subirachs, L'artista de la segona meitat del segle XX, a Qüestions d'Art, nº 1, Barcelona, 1967. | |   |

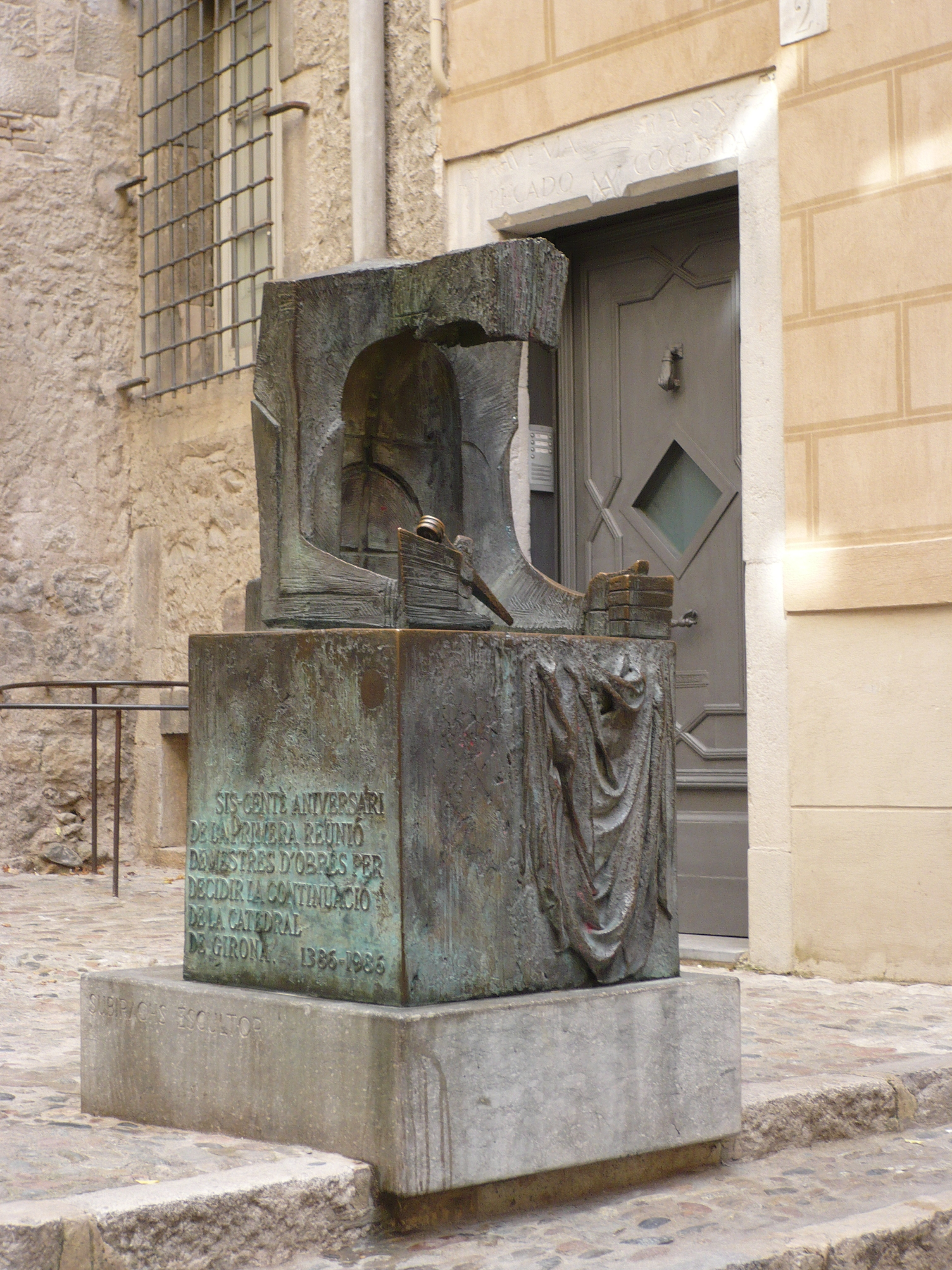
L'arquitecte (Monument als constructors de la Catedral de Girona) (1986), al call d'aquesta ciutat.

En aquesta nova etapa sorten alguns dels principals elements iconogràfics que caracteritzen l'obra de Subirachs i que seran constants en tota la seva producció posterior, com el laberint, l'escala, la piràmide, la calavera, la torre de Babel, l'obelisc fàl·lic, l'arbre púbic, la cinta de Möbius, etc. Altra de les seves principals característiques seria la confrontació de dualitats, l'oposició d'elements que es contraposen però es complementen: horitzontal-vertical, ple-buit, positiu-negatiu, còncau-convex, masculí-femení, espaitemps, matèria-forma, vida-mort, nit-dia, alfa-omega, etc. Al temps, incorpora elements del llenguatge arquitectònic, com motllures i buidats, o bé amb la inclusió de referències mitològiques o elements clàssics com capitells, cariàtides, fornícules, balustrades (que considera un símbol andrògin), drapejats, etc. A vegades té tendència a desplaçar una figura en forma de motllura en línies corregudes cap a un lateral, que s'interromp bruscament per escantellat de la pedra. També recupera formats com el díptic o el tríptic, generalment units per frontisses, com al seu Autoretrat de 1966. Quant a formes, té preferència per formes geomètriques simples, com cercles, quadrats, triangles, esferes, etc. La figura humana està tractada d'una forma arquitectònica, integrada en l'espai que l'envolta, generalment en relleu, no en embalum rodó, en buidats o en jocs positiu-negatiu, sent figures impersonals, sense faccions remarcables, mostrant a vegades els òrgans sexuals. També s'interessa amb més intensitat pel color, donant a les seves obres un aspecte més policrom, així com pel temps, amb superfícies treballades com si per elles hagués transcorregut ja un perllongat període. A mitjans dels anys 1970 introduí igualment un nou repertori iconogràfic procedent del Renaixement i el Barroc, a través d'homenatges o al·lusions a artistes com Miquel Àngel, Leonardo, Rafael, Dürer, Bernini o Rembrandt.

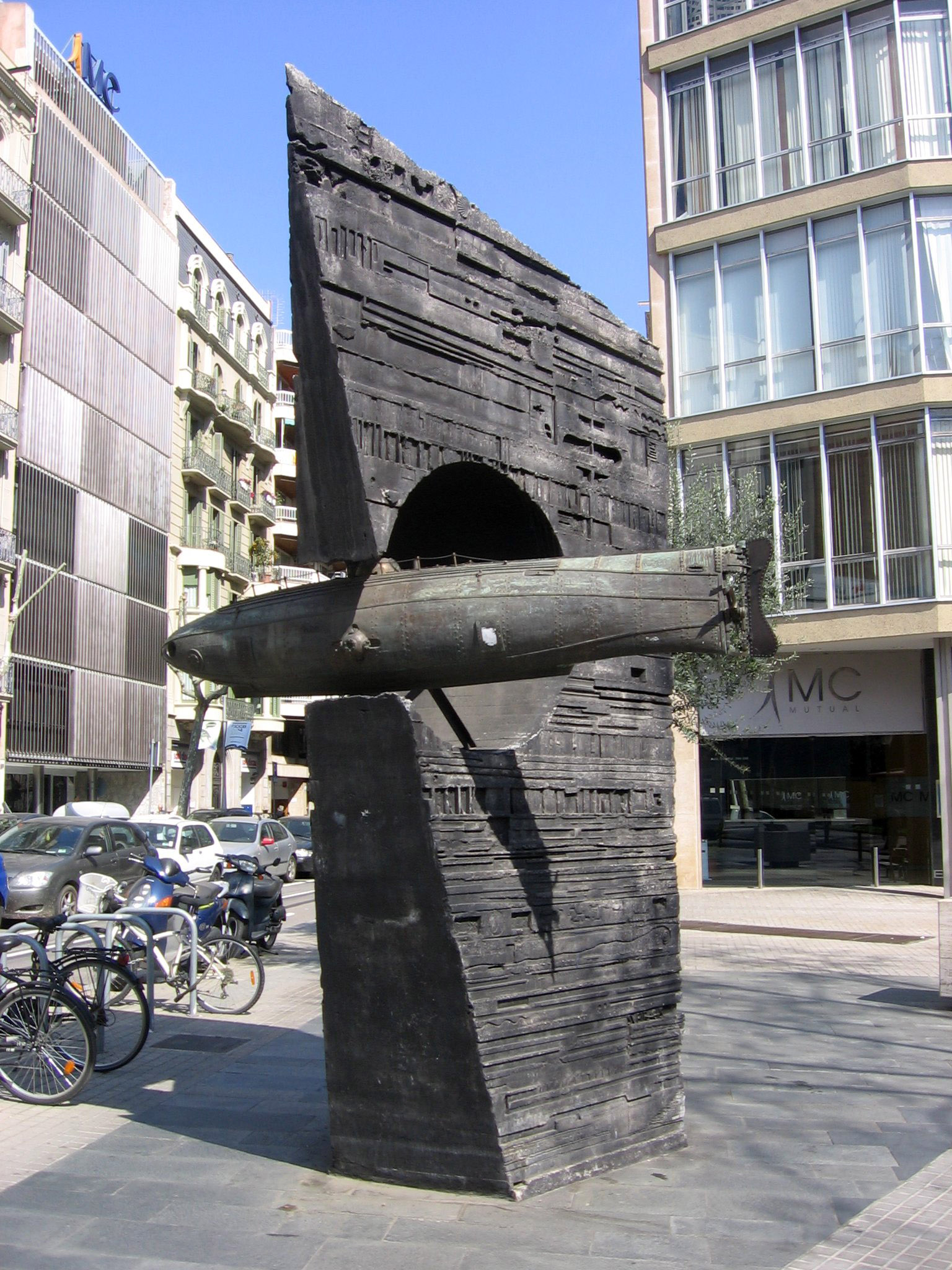
Monument a Narcís Monturiol (1963), Barcelona.

Una de les primeres obres en aquest sentit fou el Monument a Narcís Monturiol (1963), on incorpora una rèplica de l'Ictineu (a escala 1:7), el submarí creat per l'inventor català. El 1966 va rebre l'encàrrec d'uns relleus per a la façana del nou edifici de l'Ajuntament de Barcelona, on va desenvolupar un programa relatiu a la història de la ciutat. Altres obres en aquest estil serien: La mesura de l'espaitemps (1967), Venus de Peníscola (1967), Homenatge a Leonardo (1968-1972), Figura metafísica (1968), L'esfinx (1969), Santa Àgata (1969), Home i dona (1969), Deessa (1971), Gènesi (1972), Introversió (1973), A la Barcelona romana (1975), Gal·la Placídia (1975), la Porta de Sant Jordi al Palau del Lloctinent (1975), el relleu de Sant Jordi-Teseu al Palau de la Generalitat de Catalunya (1976), Babel (1977), la Capella del Santíssim a Montserrat (1977), Galatea (1978), Comunicació (1983), Matèria-Forma (1984), el Sant Jordi de Montserrat (1986), L'arquitecte (Monument als constructors de la Catedral de Girona) (1986), etc. Un detall curiós fou la seva intervenció en el disseny de les instal·lacions de tigres i lleons al Parc zoològic de Madrid (1970). Cal destacar que des de 1966 inicià una fructífera relació amb l'entitat General Óptica, per la que realitzà diverses obres —entre escultures, relleus, grafisme i murals— en 21 establiments d'aquesta cadena a ciutats de tot Espanya, on desenvolupà una gran varietat de continguts temàtics, des de l'anagrama GO present a tots els tiradors de porta de les botigues, passant pel seu habitual repertori iconogràfic —incloent-hi ulls, com no podia ser menys en aquest tipus d'establiments— fins a temàtiques específiques segons la localització, com Ramon Llull a Palma, un Homenatge a Goya a Saragossa, Las Meninas a Madrid, una al·lusió a la ciutat romana de Tàrraco a Tarragona, un brau a Pamplona, etc.

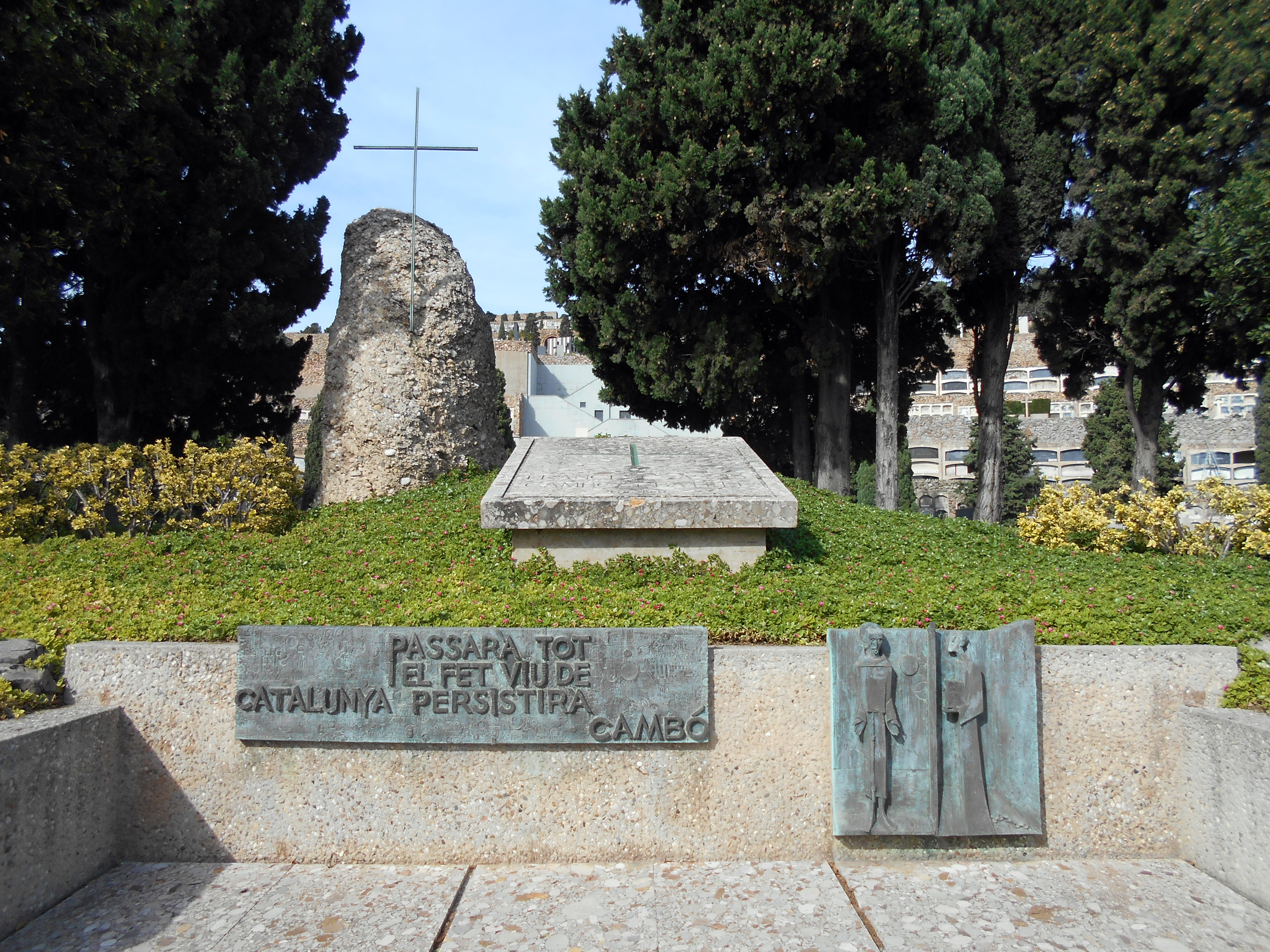
Sant Francesc i Bernat Metge, panteó de Francesc Cambó, cementiri de Montjuïc (1977).

A vegades, realitza obres en què conjuga l'escultura i la pintura, combinant plafons que solen ser de bronze i de fusta pintada, generalment a l'oli, amb un tipus de pintura llisa, de colors suaus i aspecte quasi renaixentista, on té especial rellevància el dibuix, de contorns ben marcats (Loundun, 1971; Mona Lisa 820, 1976; Moebius, 1977; Leda, 1977; L'arbre, 1978; Núria-Fedra, 1979). En alguns casos la pintura es realitza directament sobre el bronze —els anomenats «quadres de bronze»—, efectuats principalment entre 1982 i 1983, i que denoten una certa inspiració surrealista, ja que recorden obres de Magritte o De Chirico (Dues figures, 1982; Del Giocondo, 1982; Agnès Sorel, 1983; La banyera, 1983). Un dels seus temes preferits en aquesta etapa segueix sent la figura femenina, la fisonomia de la qual respon generalment a un cànon una mica manierista (Maternitat, 1979; L'esfinx, 1980; Dafne 81, 1981; Europa, 1984). També reprèn gèneres tradicionals com el retrat, la natura morta, o inclús l'escultura eqüestre, sempre reinterpretats sota el seu prisma personal: així, la natura morta —que tracta preferentment entre 1985 i 1987— no conté com al gènere tradicional caça, fruites o flors, sinó diversos objectes agafats de la seva peculiar iconografia, disposats sobre pedestals a manera de taula (El pedestal, 1985; Natura morta 1025, 1985; A Giorgio Morandi, 1985; Racó de taller, 1986; Piràmides, 1986).

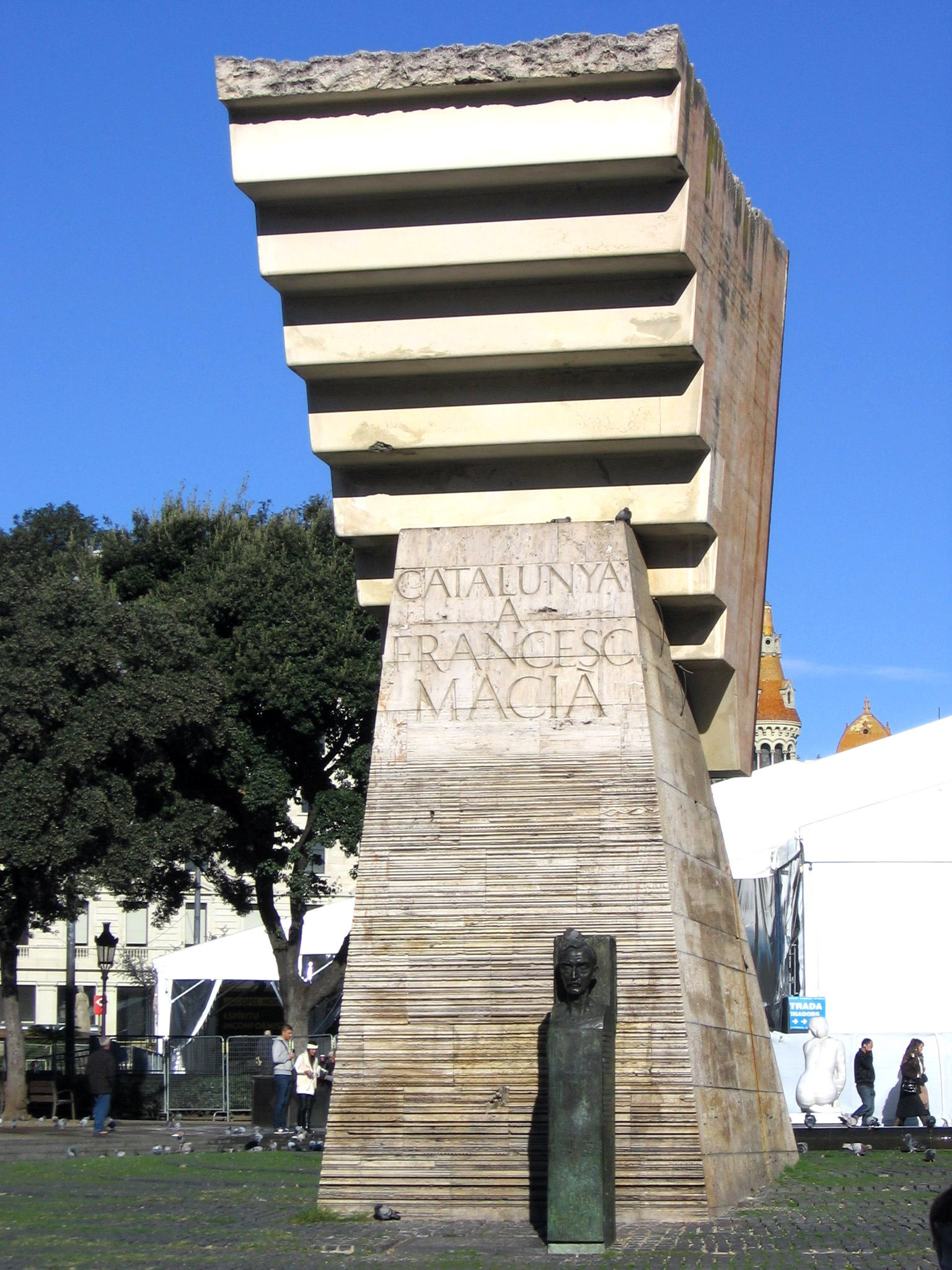
Monument a Francesc Macià (1991), Plaça de Catalunya de Barcelona. El pedestal representa la història de Catalunya, mentre que l'escala invertida i inacabada simbolitza el futur del país, que es va construint dia a dia, esglaó a esglaó.

El 1986, en rebre l'encàrrec de la Façana de la Passió del Temple Expiatori de la Sagrada Família, inicià una nova etapa en la qual recuperà dos dels estils anteriorment practicats, l'expressionisme i l'abstracció metafísica, manifestant que «la característica més destacada d'aquest nou camí, que acaba de començar, és que constitueix una síntesi de les meves etapes anteriors, el que accentua una de les particularitats de la meva escultura i la constatació d'un cert eclecticisme». El primer el desenvolupa al cicle passional del temple gaudinià, ja que és més adient per emfatitzar el patetisme del tema, mentre que el segoelho desenvolupa de forma paral·lela al seu treball al temple, en obres on predomina la forma geomètrica i un llenguatge de referències arquitectòniques, en obres com: A Imhotep (1989), El mur (1991), Champollion (1993), Pinacle (1994), Fonaments (1994), A Djeser (1999) o Arc de Triomf (2000).

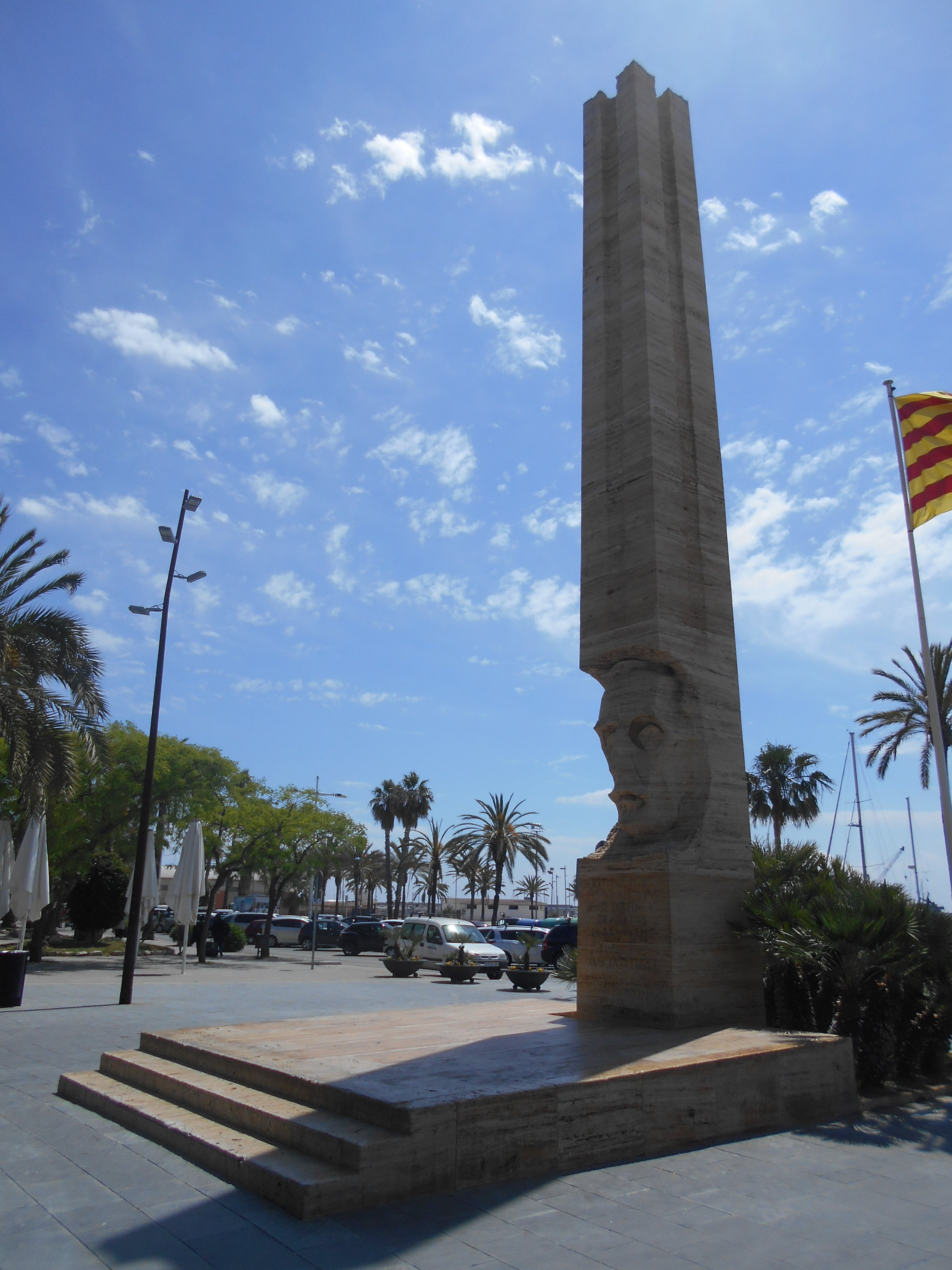
Monument a Macià (1983), Vilanova i la Geltrú.

Altra de les característiques en l'obra de Subirachs ha sigut la reivindicació identitària, l'evocació de la història i cultura de Catalunya, la qual ha recreat constantment a la seva obra, ja que segons declaracions seves «m'agradaria ser un artista que ajudés a crear els símbols d'identitat del meu país». Així, a la seva obra abunden els monuments de caràcter nacionalista, com l'Homenatge a la Resistència Catalana (1981), el Monument al restabliment de la Generalitat de Catalunya (1982), el Monument al mil·lenari de Catalunya (1990), els realitzats en homenatge a diverses poblacions catalanes (Barcelona, Manresa, L'Hospitalet de Llobregat), o a personatges catalans: Pompeu Fabra, Ramon Llull, Borrell II, Pau Casals, Salvador Espriu, Francesc Macià, Lluís Companys, Josep Irla, Josep Tarradellas, etc. En aquest sentit se situa igualment la figura de Sant Jordi, patró de Catalunya, al que l'artista ha representat en nombroses ocasions, des de les figures individuals situades a la seu de la Caixa d'Estalvis de Catalunya a Barcelona, al monestir de Montserrat o al temple de la Sagrada Família, fins a la seva presència en escenes i relleus de més diversa temàtica, com al Sant Jordi-Teseu de la loggia del Palau de la Generalitat, la porta de la sagristia de la capella de Sant Jordi al mateix palau, la porta de Sant Jordi al Palau del Lloctinent de Barcelona, o el fris de la capella del Santíssim a Montserrat.
Tanmateix, altra de les constants en l'obra de l'escultor és la presència de lletres i números, com a símbol de la comunicació i del progrés intel·lectual. Al llarg de la seva obra ha emprat diverses tipografies, i en nombroses ocasions ha donat forma geomètrica a les lletres, com cubs o esferes, o bé les ha representat com piràmides o escales. En altres ocasions ha elaborat anagrames, com el creat per a Parkings de Barcelona (1967), que alterna la P i la B de forma senzilla però original, o els passamans amb forma de G i O per a General Óptica (1966). Obres on apareixen lletres o números són: Les Taules de la Llei (1959), Tele-eXprés (1966), Comunicació i Computació (1971), el fris de la façana de l'Estació de Sants (1979), Als socis i a les penyes del Barça (1999), Hotel (2002), Estela (2003), i les portes de bronze del temple de la Sagrada Família (1987-2010).

### Altres facetes

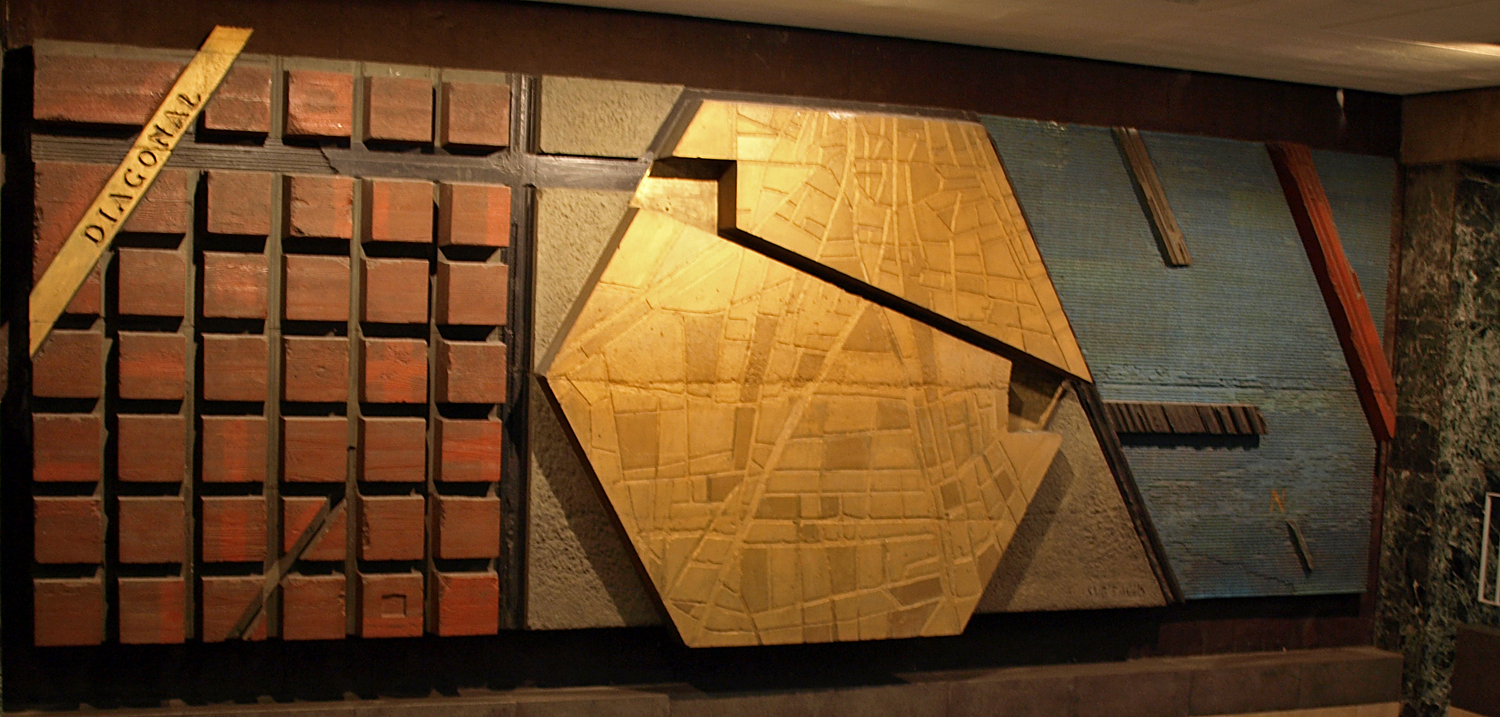
Diagonal (1969), mural per l'estació homònima del Metro de Barcelona.

A més de l'escultura, Subirachs conreà esporàdicament la pintura, generalment en la mateixa línia d'un realisme màgic que practicà amb la seva escultura neofigurativa, on abunden elements iconogràfics com laberints, torres de Babel, referències clàssiques i mitològiques i, com no podia ser d'altra manera, la figura humana, amb preferència per la femenina, generalment amb connotacions sexuals. Les seves primeres obres en aquest sentit foren en els anys 1970, realitzades generalment a l'oli sobre llenç, destacant la qualitat del dibuix i la pulcritud de la pinzellada: Tors (1973), L'arbre (1974), L'obelisc (1974), La cúpula (1974). Als anys 1980 i 1990 continuà en la mateixa línia: El laberint (1988), Gaudir Gaudí (1988), Cerebral (1997), Dànae (1998), Clàssica (1998). Des del 2004 es dedicà més preferentment a la pintura, variant la tècnica, que solia ser pintura acrílica: Dèdal (2004), Tercer mil·lenni (2004), Imhotep (2005), Malenconia (2005), Memòria del 66 (2006), Vuit esglaons II (2007), La guerra dels mons (2008), Les glòries (2009).
També fou extensa la seva tasca com a gravador —primer esporàdicament, i de forma regular des de 1970—, faceta on utilitzà preferentment tècniques com l'aiguafort, la punta seca, la serigrafia i la litografia, amb dissenys que transcriuen a les arts gràfiques el seu peculiar món iconogràfic: Viceversa (1970), Fragment d'infinit II (1972), El rapte d'Europa (1974), Adam, Homenatge a Miquel Àngel (1975), Homenatge a Damià Campeny (1977), A Fortuny i a Gaudí (1979), La pluja (1980), Barcelona II (1985), Sagrada Família (1987), Dànae (1988), Barcelona'92 (1989), L'escala de Ramon Llull (1990), Paulina Borghese (1992), El cavall de Troia (1996), Montserrat (2001), Sant Jordi i la princesa (2005), Tirant lo Blanc (2007), etc.
Igualment abundant fou la seva producció com a dibuixant, generalment en esbossos preparatoris de les seves escultures, però també dibuixos individuals i amb disseny propi, amb especial rellevància en el terreny de la il·lustració de llibres —on compaginava el dibuix i el gravat—, com: Aproximació a tres escultures de Subirachs de Salvador Espriu (1960), Poemes de Kavafis de Carles Riba (1962), Obra poètica de Salvador Espriu (1963), La pneumologia a Catalunya i els seus homes de Josep M. Cornudella (1975), Néixer de nou, cada dia de Robert Saladrigas (1979), D'una vella i encerclada terra de Salvador Espriu (1980), Álbum de taller de Camilo José Cela (1981), Poemes. Dibuixos de Salvador Espriu i Subirachs (1984), Les flors del mal de Charles Baudelaire (1985), Narcís de Paul Valéry (1986), Epinicis de Píndar (1987), Punica Barcino de Francesco Giunta (1988), La Torre de Babel i altres textos de Subirachs (1989), El ingenioso hidalgo Don Quijote de la Mancha de Miguel de Cervantes (1990), XXV odas a Horacio d'Enrique Badosa (1992), La sima de las penúltimas inocencias de Camilo José Cela (1993), etc.
Altra faceta àmpliament desenvolupada per l'artista fou el disseny de medalles, generalment en coure, bronze, or o plata, en col·laboració amb diverses empreses d'encunyació de medalles: de 1956 a 1966 col·laborà amb Isidre Cistaré, en medalles com les realitzades per a les Llars Mundet (1957), el medalló en terracota per a l'Associació d'Artistes Actuals (1957, primera medalla realitzada en art abstracte a Barcelona), la de la Passió de Cervera (1958) o la placa del Premi FAD d'Arquitectura i Interiorisme (1958); de 1966 a 1970 treballà amb Manuel Parellada, fonedor de Lliçà d'Amunt amb el que col·laborà habitualment en les seves escultures de bronze, destacant la medalla commemorativa del Sindicat Democràtic d'Estudiants de la Universitat de Barcelona (1966) i la de l'Edifici Mercuri (1967); de 1970 a 1984 encunyà medalles als Tallers Vallmitjana (Institut d'Investigació Tèxtil de Terrassa, 1971; Seda de Barcelona, 1975; Cinquantenari de Miquel Àngel, 1975; Centre Excursionista de Catalunya, 1976; Jaume I, 1976; Homenatge a Salvador Espriu, 1978; Medalla d'Honor de la Universitat Autònoma de Barcelona, 1979; A Kavafis, 1983); i des de 1984 col·laborà amb Miquel Pelegrín, amb exemples com el Premi Olympia de Filatèlia (1984), Homenatge a Xavier Benguerel (1985), Centenari de Narcís Monturiol (1985), II Congrés Internacional de la Llengua Catalana (1986), Gaudí (1987), Mil·lenari de Catalunya (1988), Centenari de les Bases de Manresa (1992), Sant Longí i Criptograma (1994), VI Bienal Internacional Esportistes en l'Art (1996), Guifré I el Pilós (1997), Unió de Federacions Esportives de Catalunya (1999), Cap a l'infinit (2004), Centenari de l'Institut d'Estudis Catalans (2007), etc.

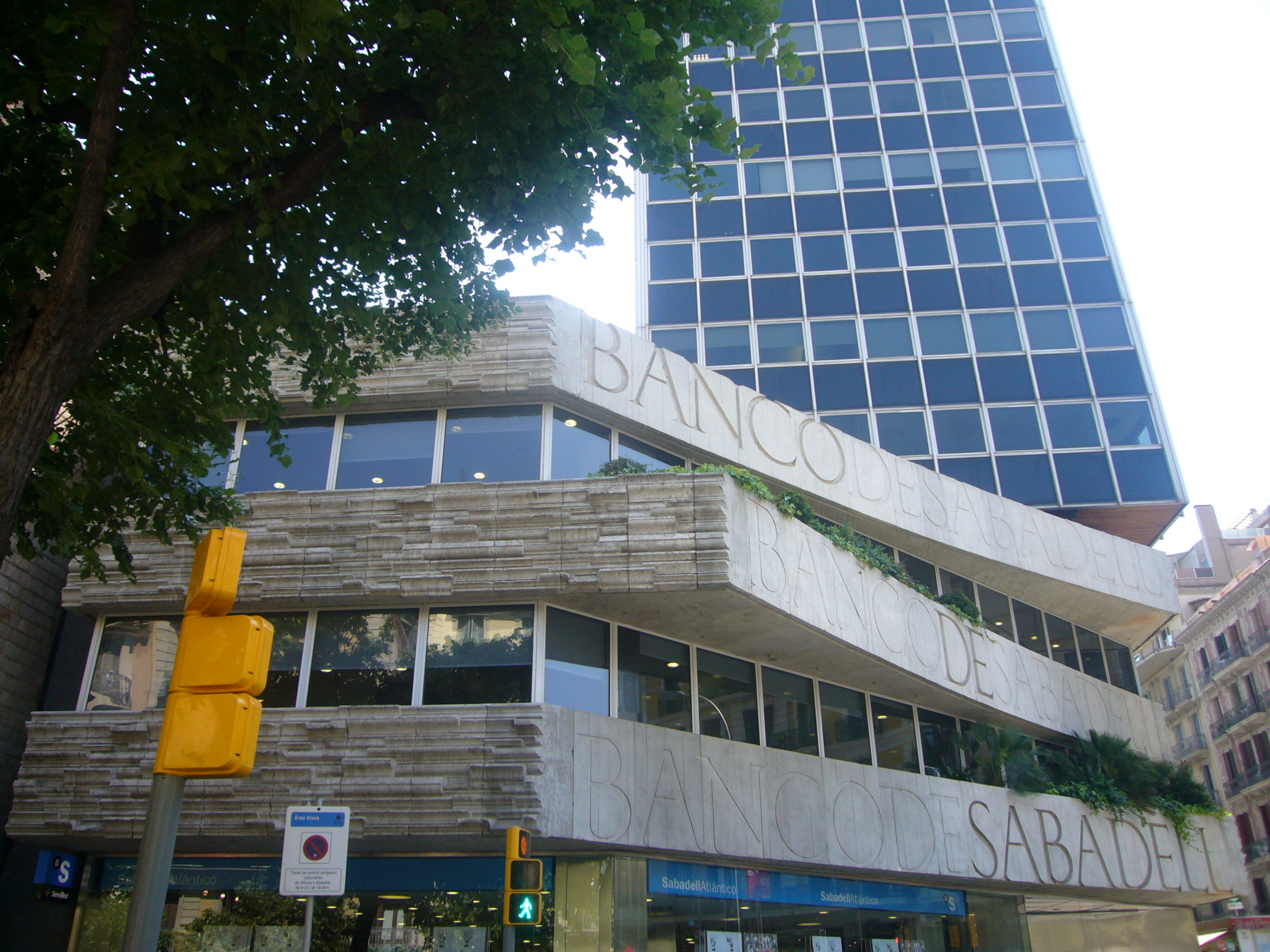
Relleus del Banc de Sabadell (1971), Barcelona.

Subirachs també conreà d'altres gèneres com el tapís i el cartell, el primer dissenyant cartons per la confecció d'aquestes teles, realitzades generalment a Tapissos Aymat, la casa dirigida per Josep Grau-Garriga, el gran renovador del tapís contemporani: Barcelona (1961), Catalunya i Balears (1962), Cap, cor, carn (1965), Punt central (1965), Del punt (1967), La creació (1987), Éboli (1988); i el segon en cartells per exposicions o bé per diversos esdeveniments, congressos o conferències: Œuvres de Subirachs (1954), Subirachs (1962), Subirachs. Schetsen + Sculpturen (1974), Subirachs, obra gràfica (1975), Record del Saló d'Octubre (1975), Subirachs esculturas, dibujos y obra gráfica (1981), 5ª Semana del cava (1986), 135a Feria de la Candelera (1986), XIe Congrès Internationel des Néo-Hellénistes Francophones (1987), Fifth Conference of the European Society for Engineering and Medicine (1998), XVIII Semana del Cava (1999), Vuelta ciclista España 2000 (2000), XVII Congrés d'Història de la Corona d'Aragó. El món urbà del 1137 als decrets de Nova Planta (2000).
Pel que fa a escenografia, entre els seus treballs destaquen: La pell de brau, de Salvador Espriu, representada a la Cúpula del Coliseum, seu de l'efímer Museu d'Art Contemporani creat per Alexandre Cirici i Pellicer (1960); Primera Història d'Esther, de Salvador Espriu, dirigida per Ricard Salvat al Teatre Romea de Barcelona (1962) i al Teatro Banderas de Bilbao (1968); Èdip rei, de Sòfocles, representada al Teatre Grec de Barcelona per la Companyia de Teatre La Roda (1977); Esperando a Godot, de Samuel Beckett, dirigida per Vicente Sáinz de la Peña, Compañía María Paz Ballesteros de Madrid (1978); Les Bacants, d'Eurípides, dirigida per Ricard Salvat (1980); el ballet Phèdre, acte II, scène 5, amb coreografia d'Alain Marty, Opéra Comique de París (1981); Cavalls de mar, de Josep Lluís i Rodolf Sirera, dirigida per Josep Maria Flotats i Ignasi Camprodon, Teatre Poliorama de Barcelona (1992).
En darrer lloc, com a crític i teòric de l'art Subirachs desenvolupà una teoria de l'art (principalment en L'art, per què? , 1985) que es basa en quatre factors fonamentals: la seva qualitat expressiva i comunicativa («tota la meva feina tendeix a la comunicació amb els altres, ser al temps una conseqüència d'una societat en què visc i dirigir-se a ella»), la seva historicitat («sense la presència del temps, l'art no tindria cap raó de ser»), la seva oposició a la natura («l'home fa jardins en lloc de selves, estàtues en lloc de pedres i piràmides en lloc de muntanyes») i la seva conversió dels instints en erotisme («l'art és l'erotisme de la història»). També ha destacat sempre tres qualitats fonamentals que deu tenir tot artista: contemporanitat, intencionalitat i creativitat. A més, ha escrit diversos assajos (Quadern de taller 1954-1987, 1987; La torre de Babel i altres textos, 1989; El arte, esta inutilidad imprescindible, 1992; La perdurabilidad de la forma, 2002), textos per catàlegs (El que estàs fent, fes-ho de pressa, per l'exposició Dibuixos per a la Sagrada Família, 1991), conferències (Seis pensamientos sobre la escultura, discurs d'ingrés a la Reial Acadèmia Catalana de Belles Arts de Sant Jordi, 1982; Arte y deporte, 1989; Gaudí, Welles, Steinberg, discurs d'ingrés a la Real Academia de Bellas Artes de San Fernando, 1990) i articles per publicacions com Temple, El Correo Catalán, Avui, La Vanguardia, Serra d'Or, Made in Catalunya, El Observador, etc.
Articles
- Paisatge després de la batalla. Sabadell. 1991. Revista Quadern, número 77, pàgina 223.
- París fi de secle. Sabadell. 1991. Revista Quadern, número 78, pàgina 271.
- Barcelona entre el seny i la rauxa. Sabadell: 1991. Revista Quadern, número 79, pàgina 297.
- Barreres arquitectòniques. Sabadell: 1991. Revista Quadern, número 81, pàgina 401.
- Gaudir Gaudí. Sabadell: 1991. Revista Quadern, número 80, pàgina 445.
- Catalunya a Francesc Macià. Sabadell. 1992. Revista Quadern, número 84, pàgines 76-77.
- A Marilyn, in memòriam. Sabadell. 1992. Revista Quadern, número 85, pàgines 103.
- Un detall de la façana de Ponent. Sabadell. 1992. Revista Quadern, número 87, pàgines 139.
- Gaudí, arquitecte. Sabadell: 1993. Revista Quadern, número 89, pàgina 186.
- La Torre de Collserola. Sabadell: 1993. Revista Quadern, número 90, pàgina 235.
- En el centenari de Frederic Marés. Sabadell: 1993. Revista Quadern, número 92, pàgines 266-267.
- L'equivocació de Goya. Sabadell: 1995. Revista Quadern, número 100, pàgines 604-605.
- La imaginació i la creativitat. Sabadell: 1996. Revista Quadern, número 108, pàgines 360-361.

### Obres destacades

#### Santuari de la Mare de Déu del Camí

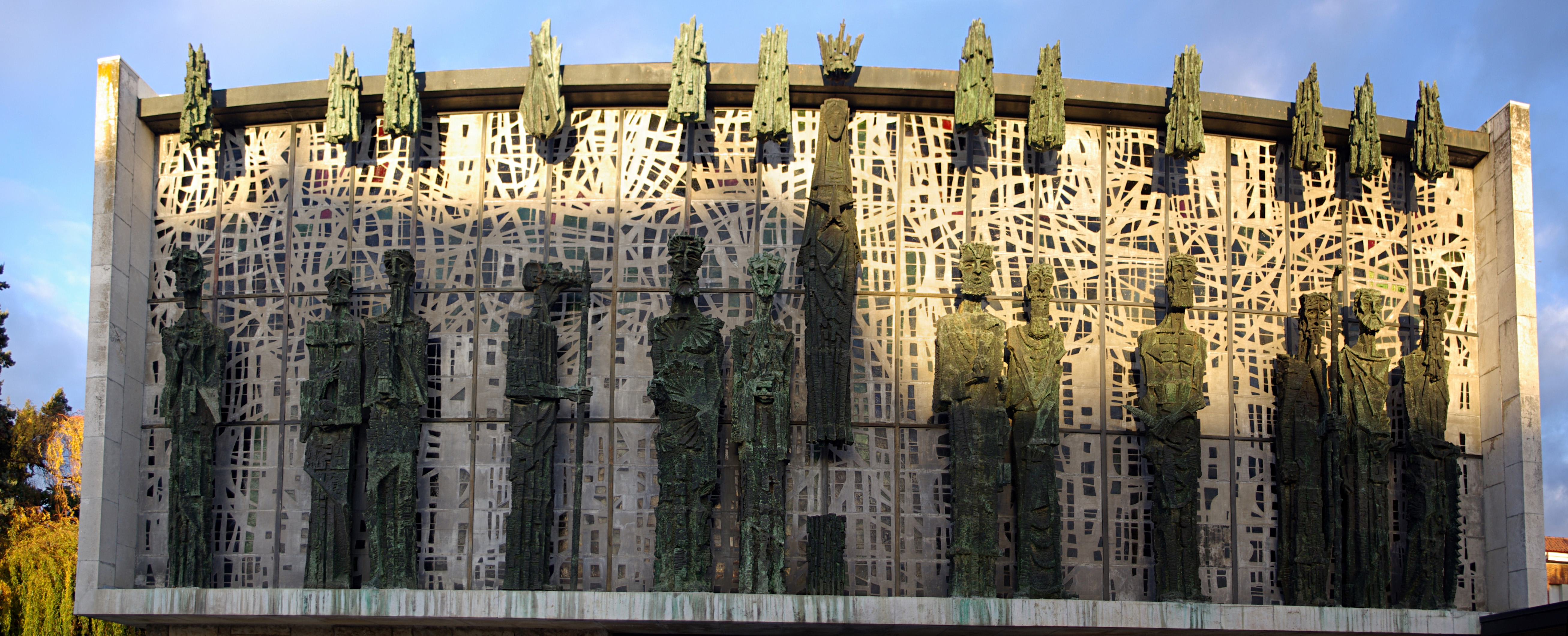
Façana del Santuari de la Mare de Déu del Camí.

El 1957 guanyà per concurs l'encàrrec de la decoració escultòrica del Santuari de la Mare de Déu del Camí a Lleó, la qual va culminar el 1961. Va ser una de les seves majors obres de joventut, i va iniciar el camí d'una llarga sèrie d'encàrrecs públics per nombroses ciutats espanyoles i de la resta del món. Per aquest temple realitzà la monumental façana amb les figures dels Apòstols, així com quatre portes, un altar a l'esplanada exterior i diversos elements de l'interior, com el sagrari, crucifixs, canelobres, ambons, llànties i la pila baptismal. Aquesta obra va marcar la culminació de l'etapa expressionista de l'escultor, qui posteriorment s'emmarcà en una més pura abstracció.
A la façana es troba un gran fris amb tretze figures (la Mare de Déu i els dotze Apòstols), de sis metres d'alçada i realitzades en bronze. D'esquerra a dreta hi figuren: Sant Maties —qui substitueix com apòstol a Judes Iscariot—, amb una pedra en les mans, ja que va ser lapidat, i una cicatriu al coll, al·ludint a la seva decapitació; Sant Felip, amb una creu —símbol del seu martiri— al pit, i uns peixos a la mà esquerra, en al·lusió al miracle de la multiplicació; Sant Mateu, que com evangelista mostra un llibre en les seves mans; Sant Tomàs, l'apòstol incrèdul, està mirant cap al cel, mentre que en la mà sosté una llança, símbol de la seva fe corroborada després de tocar les nafres de Crist; Jaume el Major apareix ple de petxines, símbol de la peregrinació, i amb la seva mà dreta assenyala el Camí de Sant Jaume; Sant Joan custodia el calze del Sant Sopar; al centre, Maria es mostra després de la seva Assumpció i Coronació; Sant Pere ofereix amb les seves mans la benedicció papal, i figura amb les claus del cel, la gran creu invertida en la qual fou crucificat i l'orella que tallà al servent del Summe Sacerdot a l'hort de Getsemaní; Sant Andreu adopta amb els seus braços la forma d'una creu en aspa, exemplificant el seu martiri; Sant Bartomeu presenta en les seves mans un ganivet, ja que va ser escorxat; Jaume el Menor, que va ser bisbe de Jerusalem, mostra els atributs de la seva dignitat: mitra, bàcul i anell; Sant Judes Tadeu mostra en la seva mà dreta la destral de la seva decapitació i en l'esquerra una carta canònica; en darrer lloc, Sant Simó apareix recolzat sobre una serra, instrument del seu martiri. Sobre aquestes figures apareixen unes llengües de foc, que simbolitzen la Pentecosta, mentre que els vitralls del fons són obra d'Albert Ràfols Casamada.
Altre element destacat en l'obra subiraquiana a Lleó són les portes, realitzades en bronze: la principal amida tres metres d'alt per cinc d'ample, i es representen els misteris de Goig de la Mare de Déu (Anunciació, Visitació, Naixement de Jesús, Presentació al Temple i Jesús davant dels Doctors de la Llei), juntament amb referències a l'Antic i Nou Testament i la frase Ora pro nobis gravada insistentment en tota la superfície de la porta; la porta de Sant Froilà (façana sud) està dedicada al patró de la diòcesi de Lleó, i conté escenes de la seva vida, juntament amb la planta de la Catedral de Lleó; la porta del Pastor està situada en el lateral dret, donant accés al Cambril de la Mare de Déu, i s'hi representa l'aparició de la Mare de Déu del Camí al pastor Alvar Simón Fernández, així com una inscripció que relata la llegenda; i la porta de Sant Pau, situada a la part nord, està dedicada a l'apòstol que predicà als gentils, en un ullet al mecenes del santuari, Pablo Díez, amb l'efígie del sant, que sosté una espasa i un llibre, i una cita de la Primera carta als Corintis (1Co, 13:1).

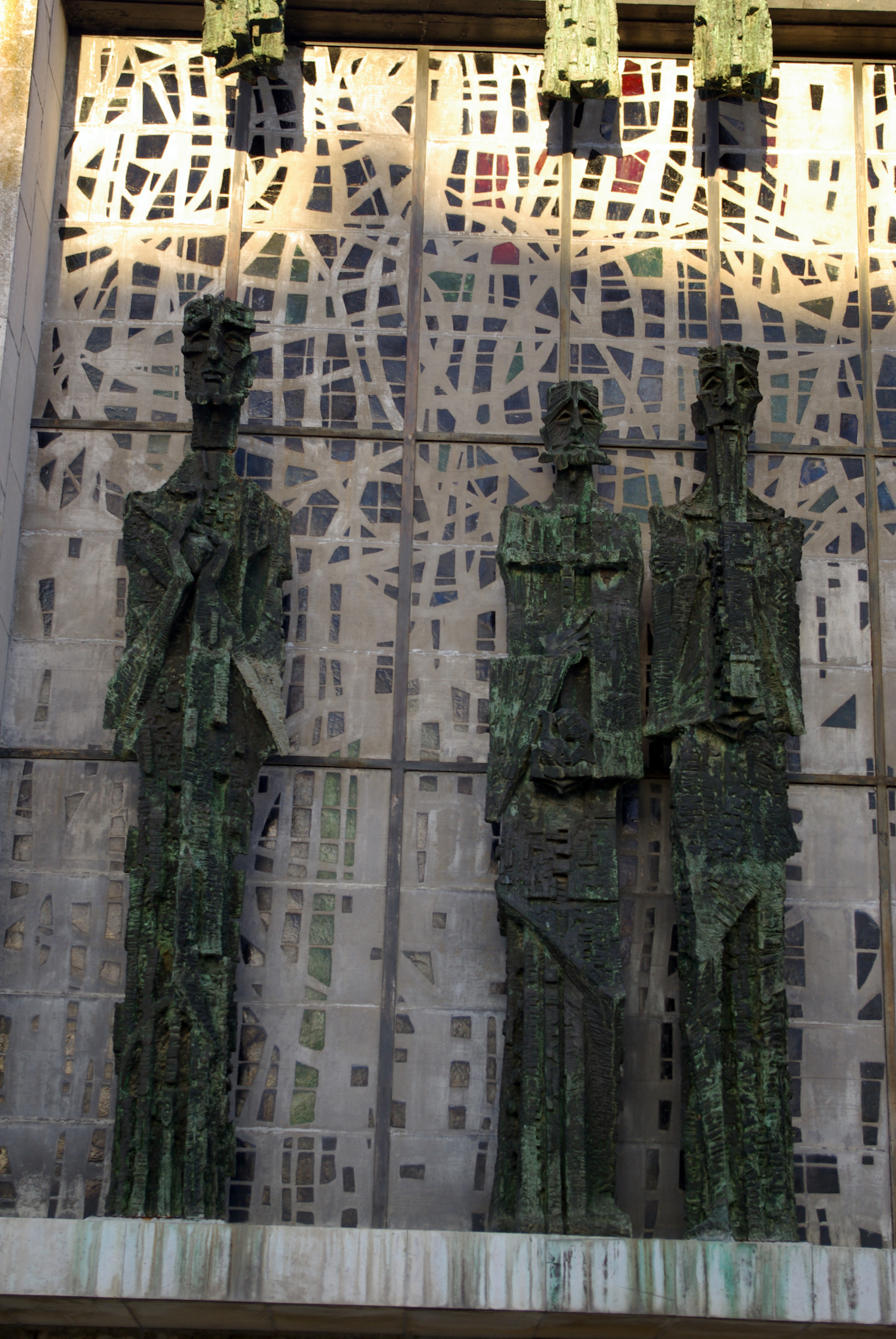
Els apòstols Maties, Felip i Mateu.
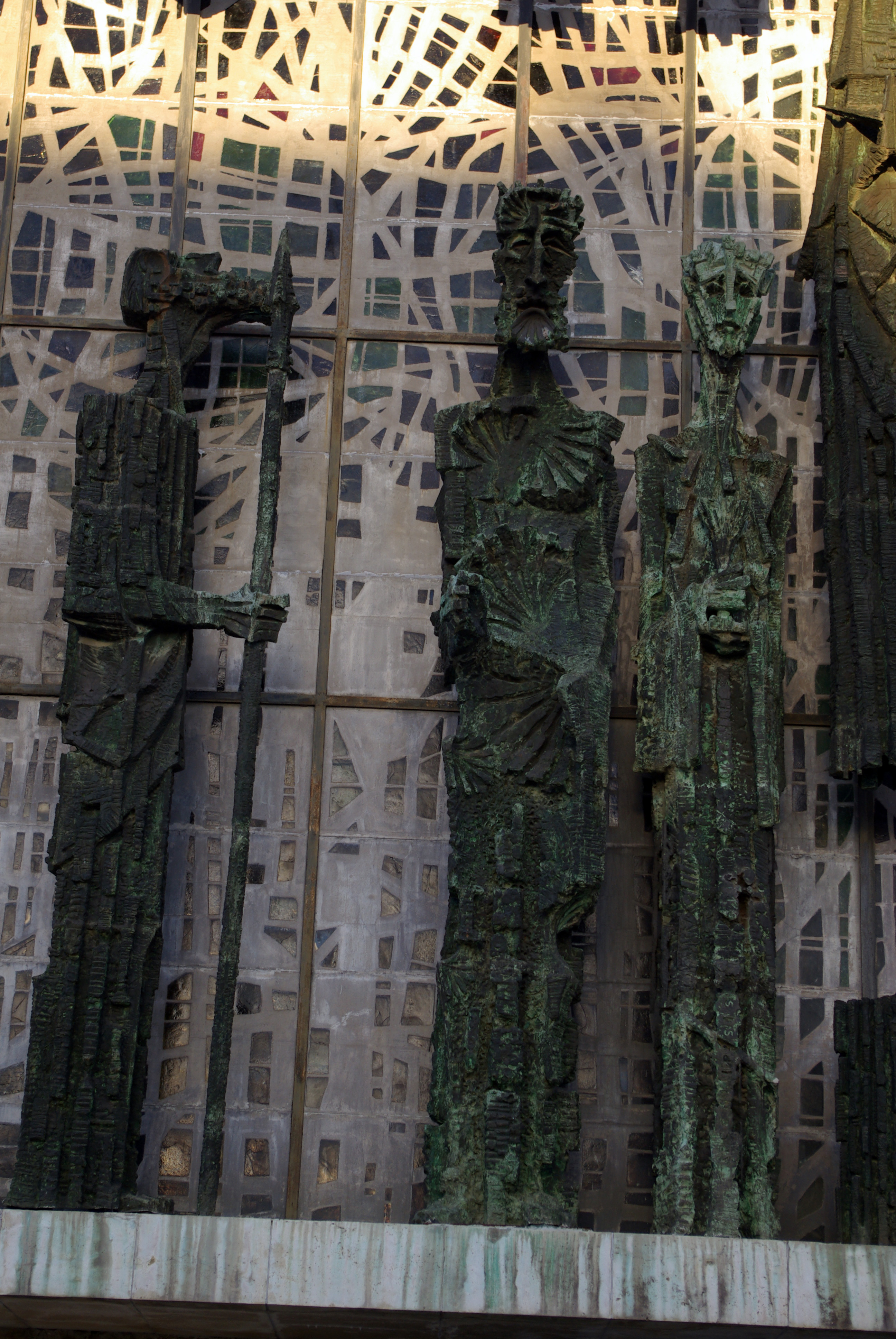
Tomàs, Jaume el Major i Joan.
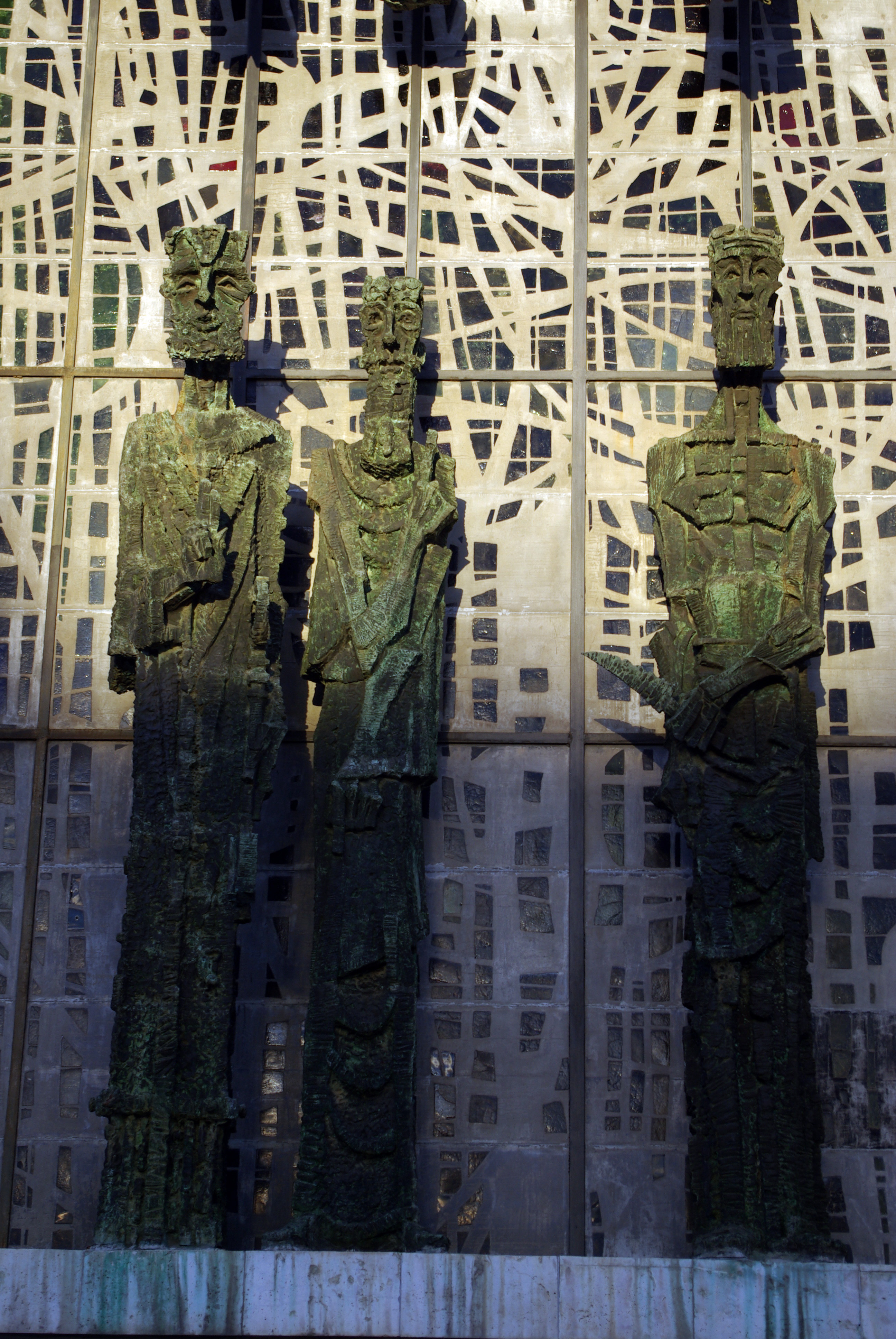
Pere, Andreu i Bartomeu.
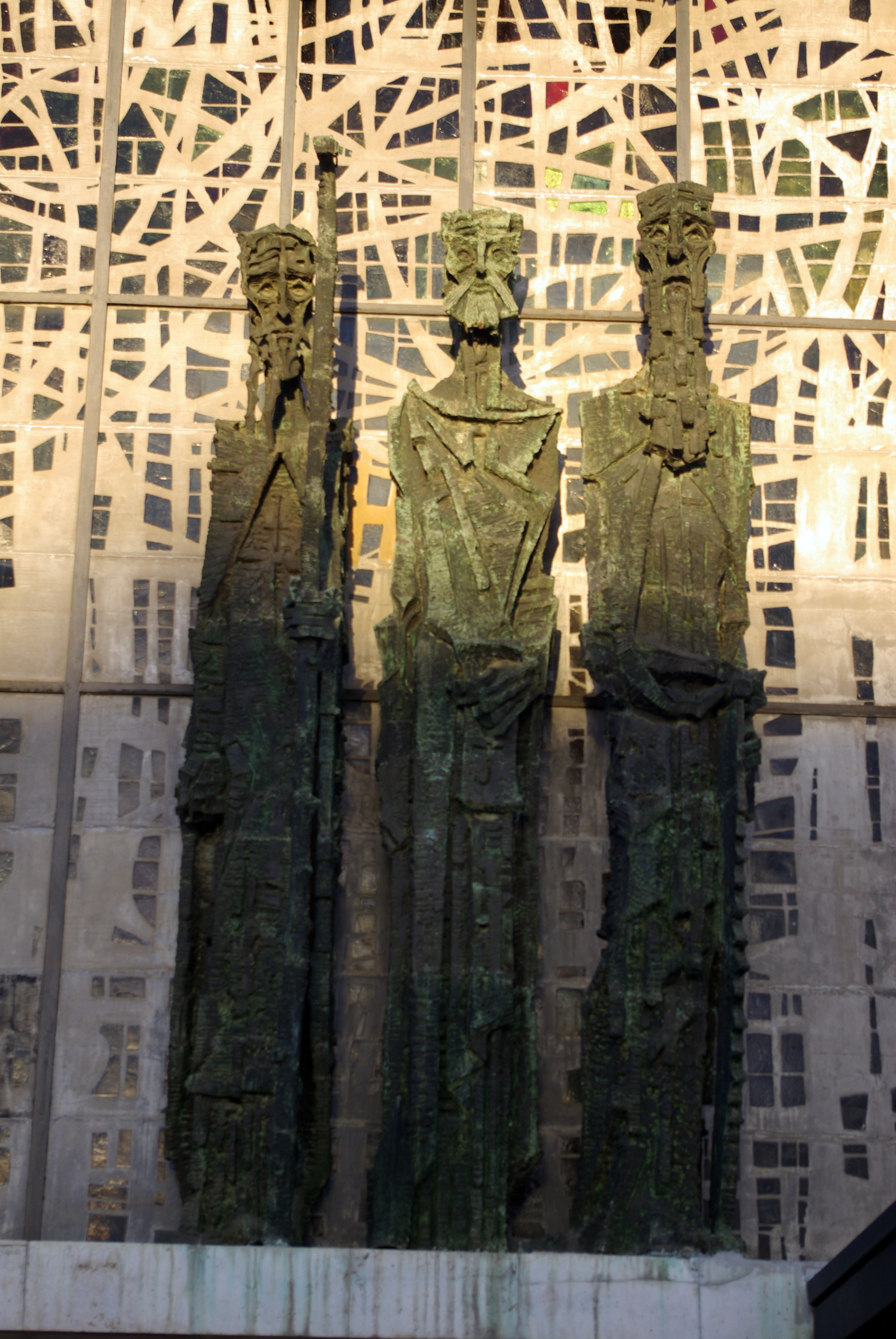
Jaume el Menor, Judes Tadeu i Simó.

#### Monestir de Montserrat

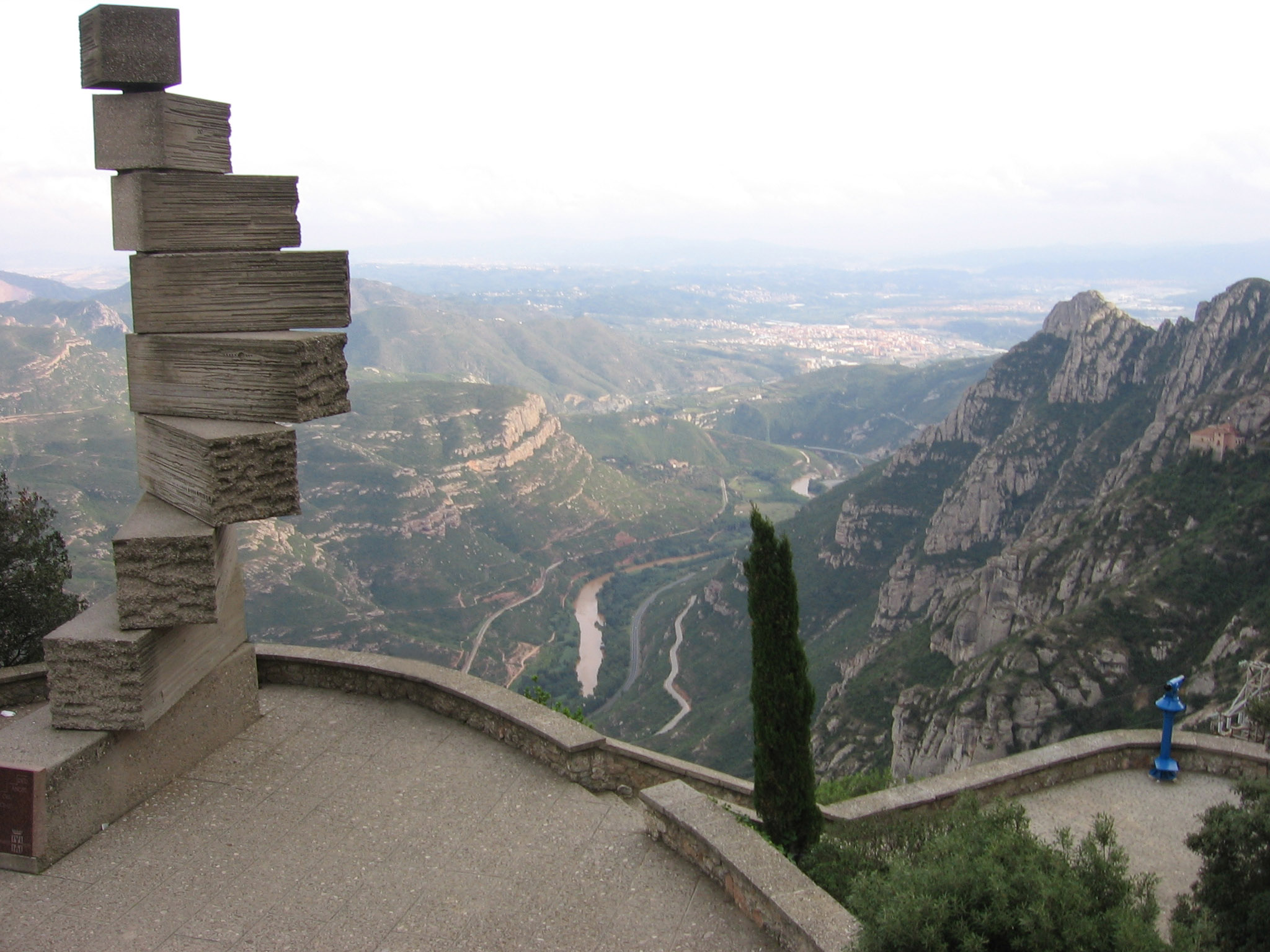
Monument a Ramon Llull (Escala de l'enteniment) (1976).

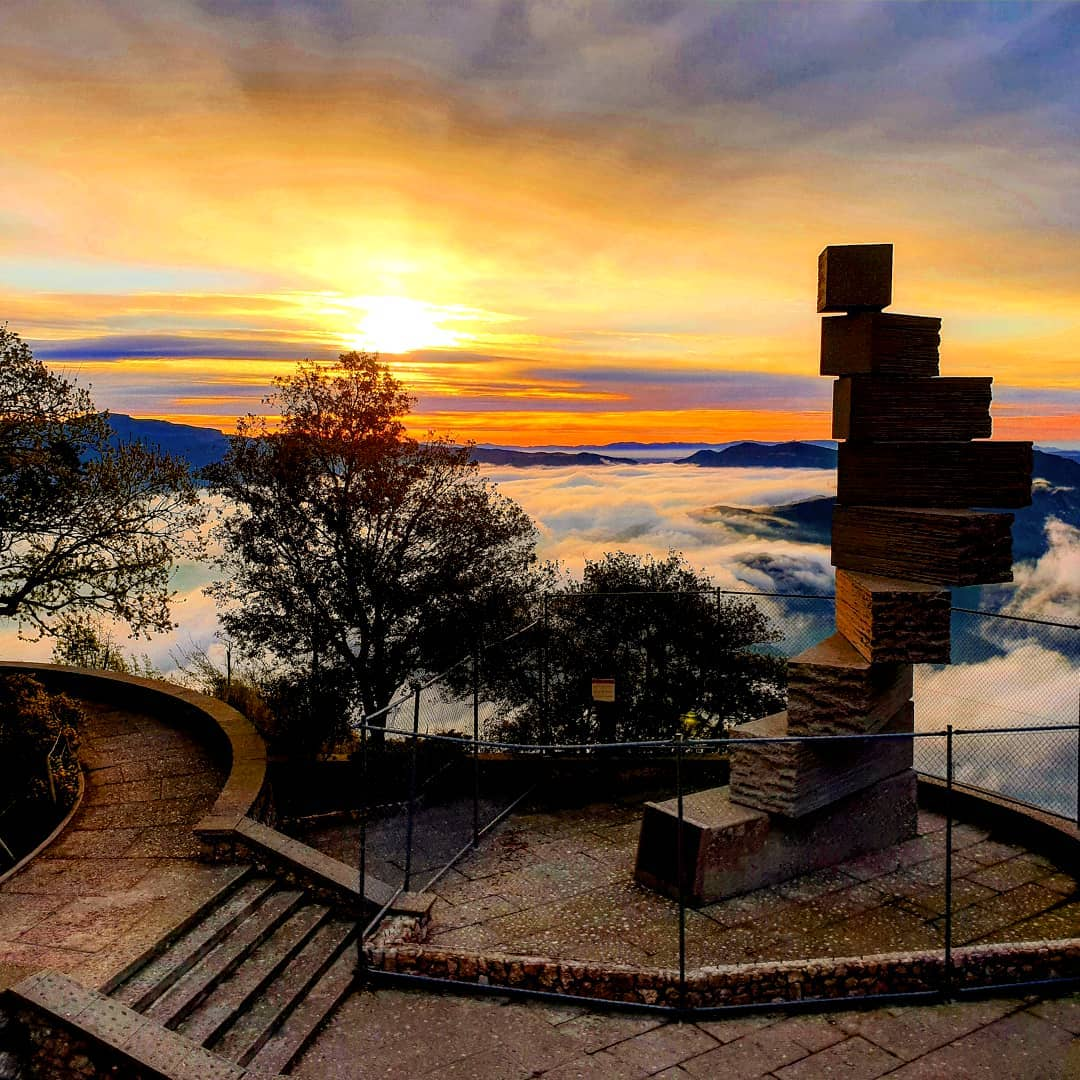
Escala de l'enteniment amb mar de boira al fons

Al llarg dels anys Subirachs realitzà diverses obres per al Monestir de Montserrat, situades en diversos llocs emblemàtics del seu recinte eclesiàstic: la primera fou la Creu de Sant Miquel (1962), situada a la plaça de la Santa Creu, al costat de l'estació del tren cremallera; està realitzada en bronze, travertí i pedra de Sant Vicenç (530 cm d'alçada), i pertany a la seva etapa «de les penetracions i les tensions», fet pel qual la creu està confeccionada a través d'una falca inserida en la pedra que forma el monòlit. En la base apareix la inscripció Sant Miquel, juntament amb la frase «qui com Déu» escrita en diversos idiomes.
A aquesta obra li seguí l'estàtua de Sant Domènec de Guzmán (1970), al camí que porta a la Santa Cova. Està confeccionada en travertí, de 3 metres d'alçada, realitzada en vuit blocs que adquireixen la forma d'un monòlit d'aspecte totèmic, al qual només es veuen del sant el rostre i les mans, a més dels comptes i la creu d'un rosari al costat. En la base figura la inscripció «Domingo de Guzmán, 1170-1970».
El 1976 elaborà el Monument a Ramon Llull, situat en una esplanada sota la plaça dels Apòstols, en un lloc obert a un ampli i impressionant panorama. És de formigó, de 870 cm d'alçada, i està realitzat en nou peces paral·lelepipèdiques en forma d'esglaons ascendents, que es van obrint com un ventall, i que representen l'Escala de l'enteniment ideada pel beat mallorquí: pedra, flama, planta, bèstia, home, cel, àngel, Déu; tots els esglaons són de formes irregulars excepte l'últim, que és un cub perfecte, ja que representa a Déu.
A l'any següent va rebre l'encàrrec per a decorar una de les capelles interiors de la basílica montserratina, la Capella del Santíssim, situada en un espai auster i intimista que invita a la reflexió. La intervenció de Subirachs se centrà en un conjunt d'altar, sagrari i retaule realitzat en formigó, sobri i adust, on tan sols apareixen un fèmur (símbol de la mort) en el frontal de l'altar i la figura en negatiu de Crist en el retaule, del qual tan sols es percep el rostre, les mans i els peus, així com les nafres que va rebre en el Calvari, que són unes simples incisions en el formigó; aquesta figura està il·luminada amb un potent focus de llum que contrasta amb la tenebra circumdant, creant un gran efecte expressiu. En les portes de la capella confeccionà tanmateix dos frisos que fan de passamans, realitzats en bronze, amb unes mesures de 40 x 430 x 12 cm: al de l'esquerra apareix l'escala de l'enteniment tal com la va realitzar al Monument a Ramon Llull, juntament amb el perfil de la muntanya de Montserrat, un arc de Sant Martí com unió entre l'humà i el diví, Sant Jordi vencent al drac i la princesa; al de la dreta s'aprecia un laberint (la Terra), el sol posant-se (la llibertat en declivi), una calavera (la mort) i la torre de Babel (caos i incomunicació). Així, els elements del bé s'oposen als del mal, la vida a la mort, aconseguint-se un equilibri accentuat per la confecció del fris en alt i baix relleu, en positiu i negatiu. A la part central, ocupant l'últim plafó de l'esquerra i el primer de la dreta, hi ha un text de Salvador Espriu, l'Oració al Senyor Sant Jordi: «Senyor sant Jordi, patró, cavaller sense por, guarda'ns sempre del crim de la guerra civil, allibera'ns dels nostres pecats d'avarícia i enveja, del drac de la ira i de l'odi entre germans, de tot altre mal, ajuda'ns a merèixer la pau i salva la parla de la gent catalana, amén».
Posteriorment va realitzar l'estàtua de Sant Jordi (1986), en travertí, de 2 m d'alçada, situada en una fornícula a la Pujada de Nostra Senyora que antecedeix a la plaça central davant del monestir. Hi figura de cos sencer amb un escut al costat esquerre, amb un joc de volums que alternen alt i baix relleu: el cap i el tors figuren en negatiu, mentre que els braços, les cames i l'escut apareixen en positiu. Un dels trets més distintius d'aquesta figura són els ulls, els quals semblen seguir-te amb la mirada a mesura que et desplaces davant d'aquesta estàtua.
El 2001 va efectuar la imatge de la Mare de Déu de Montserrat, conservada al museu del monestir, realitzada en fusta policromada (70 x 25 x 25 cm). Es tracta d'una versió de la famosa talla medieval de la Mare de Déu de Montserrat reinterpretada des d'una perspectiva moderna, amb certes reminiscències cubistes.
En darrer lloc, el 2013 es va col·locar en un mur del Passeig de l'Escolania, al peu de la torre abacial, el relleu Ariadna i Hermes, original de 1985, confeccionat per al Banc de Sabadell i ubicat originalment a la seu d'aquesta institució al Passeig de Gràcia barceloní. El 2013 el banc va donar l'obra al monestir. El conjunt presenta dos relleus, realitzats en travertí i amb unes mesures de 2,25 x 2,10 metres. El primer està dedicat a Ariadna, com a personificació de la vida, l'amor i l'art; hi figuren una efígie de l'heroïna mitològica juntament amb un laberint, el Sol com a símbol de llibertat i unes arquitectures que assenyalen l'esdevenir històric. El segon és protagonitzat per Hermes, com a símbol de la unió entre les ciències divina i humana, i està representat per una figura femenina modulada com expressió de l'harmonia i la proporció, una torre de les aigües —la del Poblenou, barri natal de l'artista— com a símbol del domini de la natura mitjançant l'enginy humà, un arc de Sant Martí i dues serps entrellaçades, com a via de comunicació entre els homes i els déus.

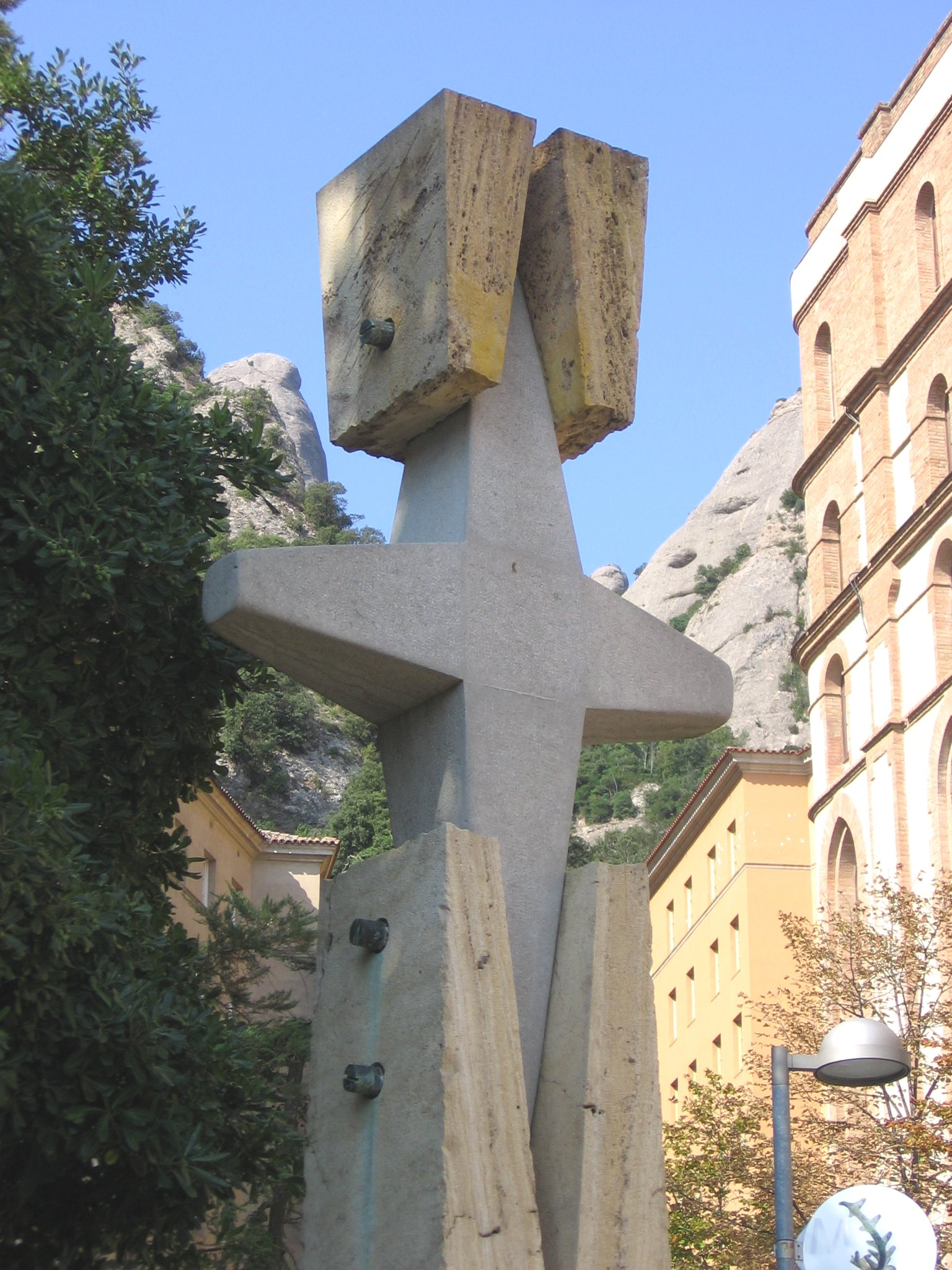
Creu de Sant Miquel (1962).
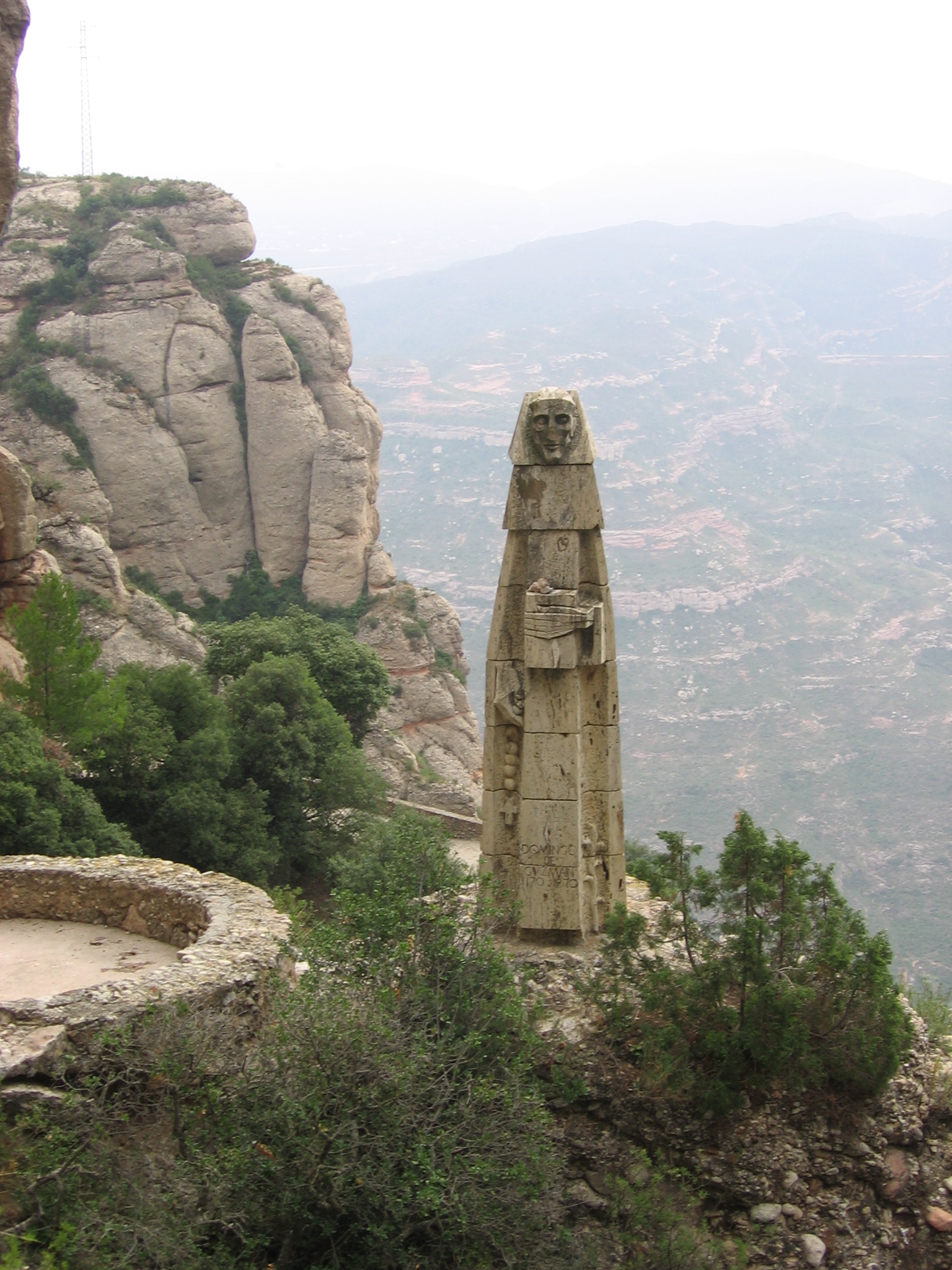
Sant Domènec (1970).
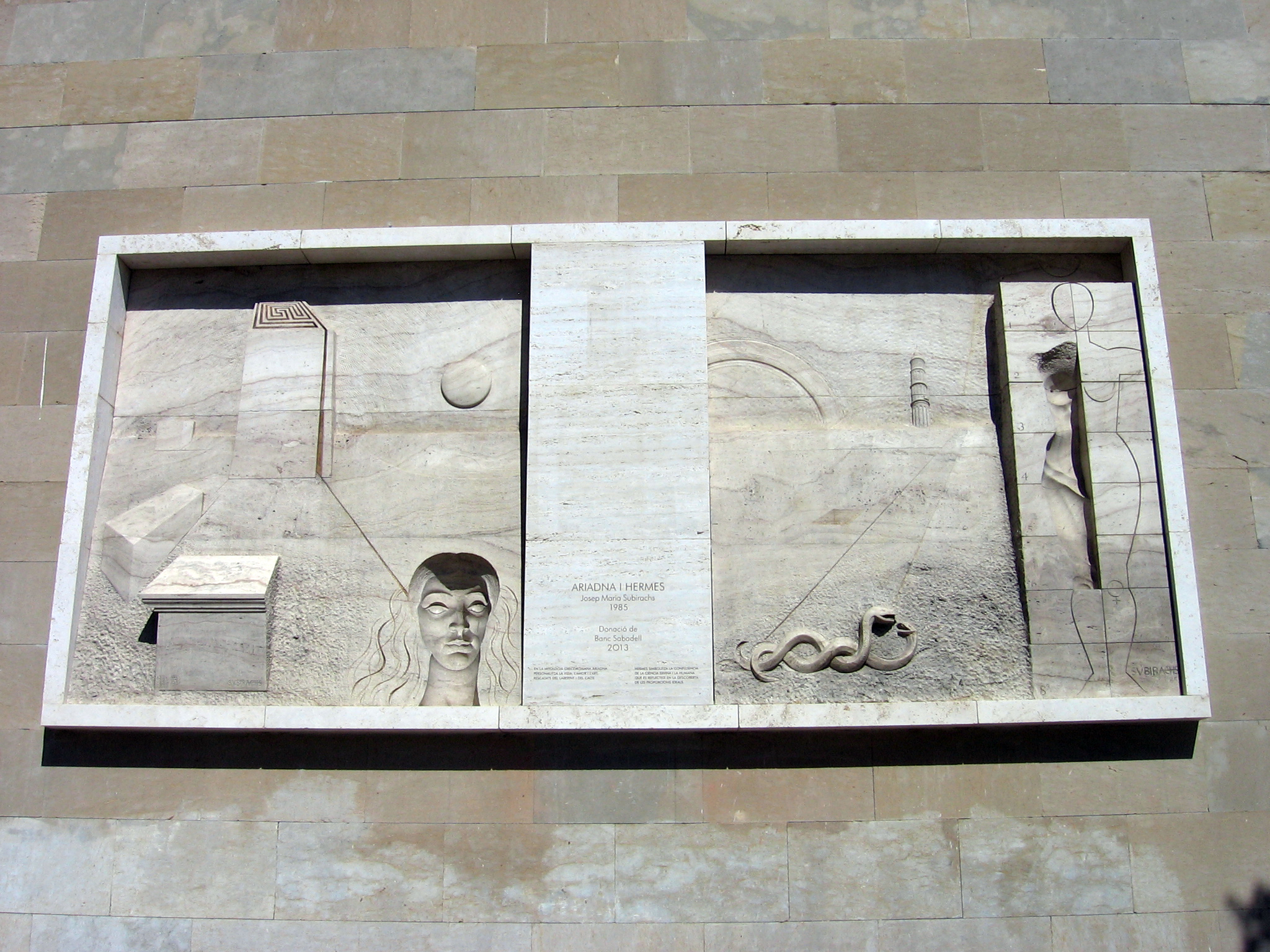
Ariadna i Hermes (1985).
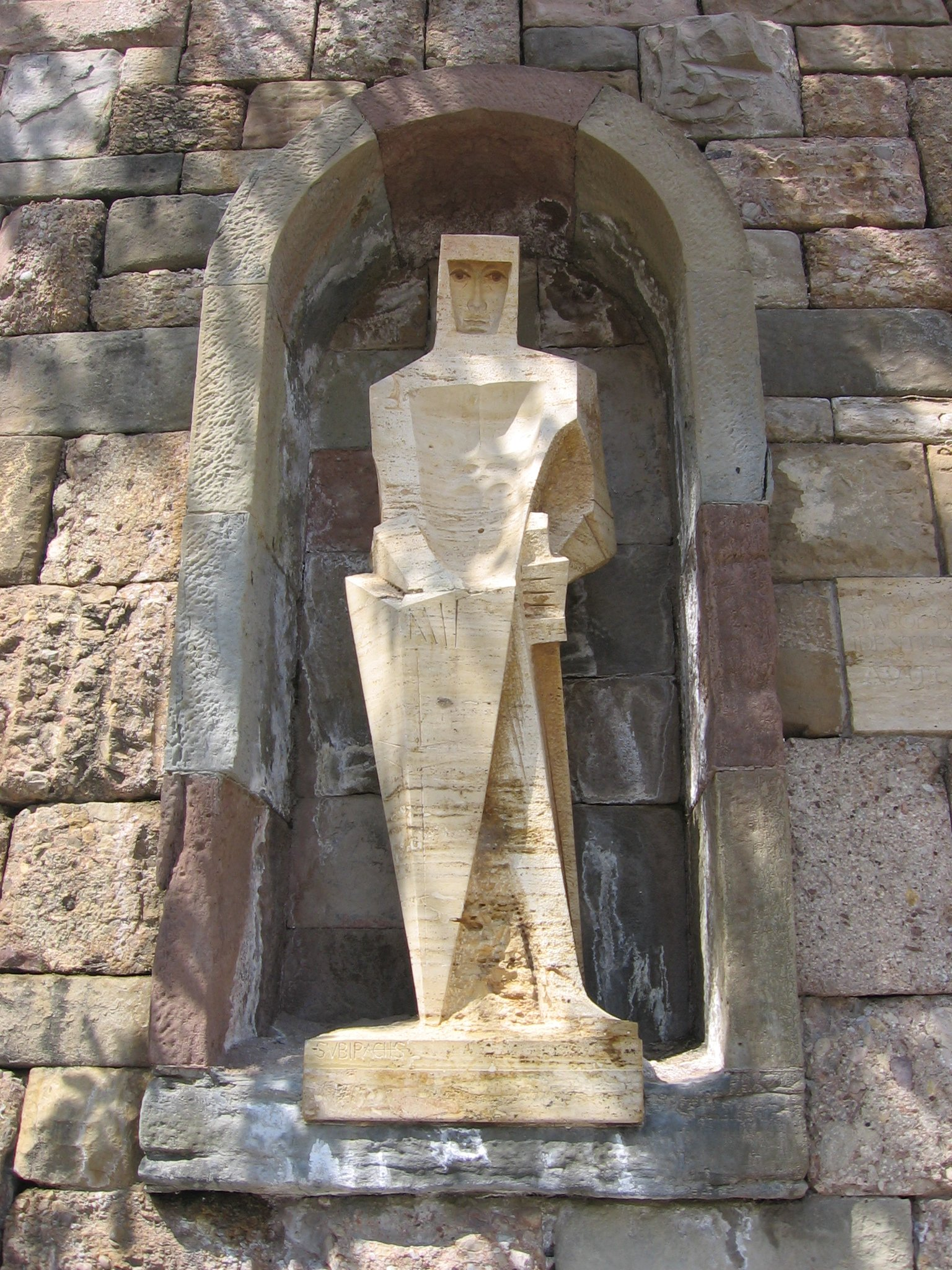
Sant Jordi (1986).

#### Ajuntament de Barcelona

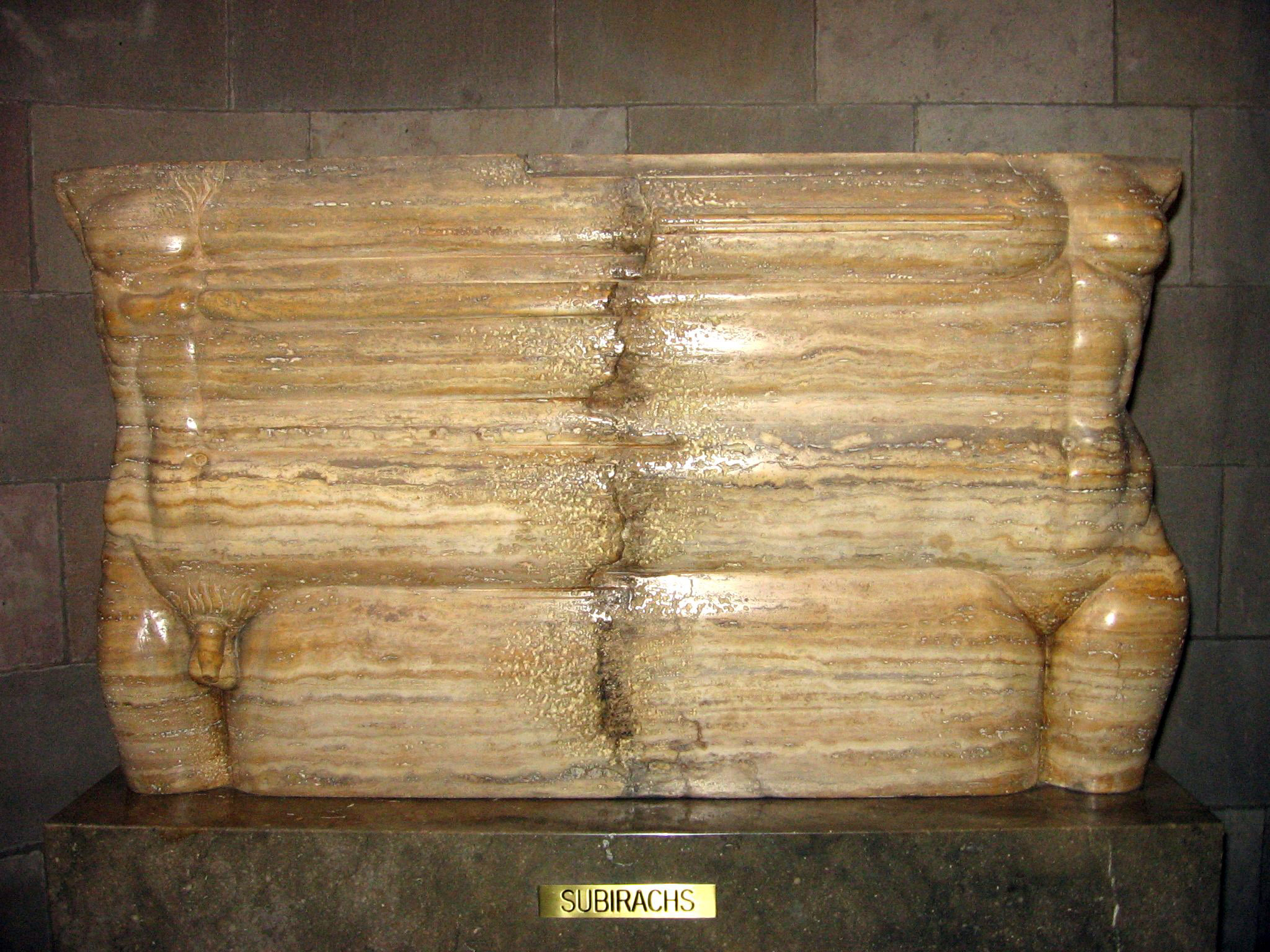
Matèria-Forma (1982-1984).

El 1966 Subirachs va rebre l'encàrrec d'uns relleus per a la nova façana de l'Ajuntament de Barcelona (edifici Novíssim) a la plaça de Sant Miquel. Per l'edifici principal va dissenyar uns plafons amb l'escut de Barcelona en dotze dissenys diferents, realitzats en alumini amb unes mesures de 185 x 124 cm cada escut. El 2001 alguns d'aquests plafons van ser retirats per enderrocar les últimes quatre plantes de l'edifici, a causa d'una nova normativa sobre altura d'edificis al Barri Gòtic, els quals van ser subhastats i la recaptació destinada a la urbanització del Fossar de les Moreres.
Per altra banda, al pis de planta baixa de l'edifici va situar un fris anomenat Fris Barcelona, de 256 x 4500 cm i elaborat en formigó. És d'estil abstracte geomètric, amb diverses inscripcions i elements figuratius i simbòlics, com és habitual en l'obra de l'escultor, i amb una temàtica que pot llegir-se d'esquerra a dreta, com a la Columna Trajana en la qual es va inspirar l'artista: l'inici és la teoria hilemorfista d'Aristòtil (matèria i forma); a continuació figura una al·lusió a Gal·la Placídia, que representa la Barcelona romana i visigoda, alhora que simbolitza la política; posteriorment es troben les Taules de la Llei, que prefiguren la Barcelona jueva i el dret; la posterior representació és la del Comtat de Barcelona, amb les armes de la ciutat i l'origen de la llengua catalana, seguida de Sant Miquel, per la plaça on s'ubica l'edifici Novíssim; després hi ha Santa Eulàlia, patrona de Barcelona; apareixen a continuació diversos elements que simbolitzen les lletres (l'Oda a Barcelona de Jacint Verdaguer), les arts (una figura femenina), les ciències i la filosofia (medalló de Ramon Llull), el comerç (una moneda) i la indústria (una roda dentada), juntament amb la paraula Barcelona; a la part central se situa el sol (que és un rellotge) i diverses fases de la lluna, i finalitza el fris amb un plànol de l'Eixample barceloní i altres parts de la ciutat, com el nucli antic, el port o la muntanya de Montjuïc, mentre que una agulla assenyala al nord com a símbol de la vocació europeista de la ciutat.
Al pati interior de la Casa de la Ciutat es troba igualment l'escultura Matèria-Forma (1982-1984), realitzada en travertí sobre base de pedra calcària, amb unes dimensions d'1,67 x 1,20 x 0,30 m. Representa a Adam i Eva, dels que tan sols apareix mig tors en cada costat de l'obra, units per un fris corregut, i s'emmarca en la freqüent contraposició de binomis enfrontats (home-dona, espaitemps, vida-mort) constant en l'obra de l'artista, conceptes que s'oposen però també es complementen, que no existirien l'un sense l'altre.

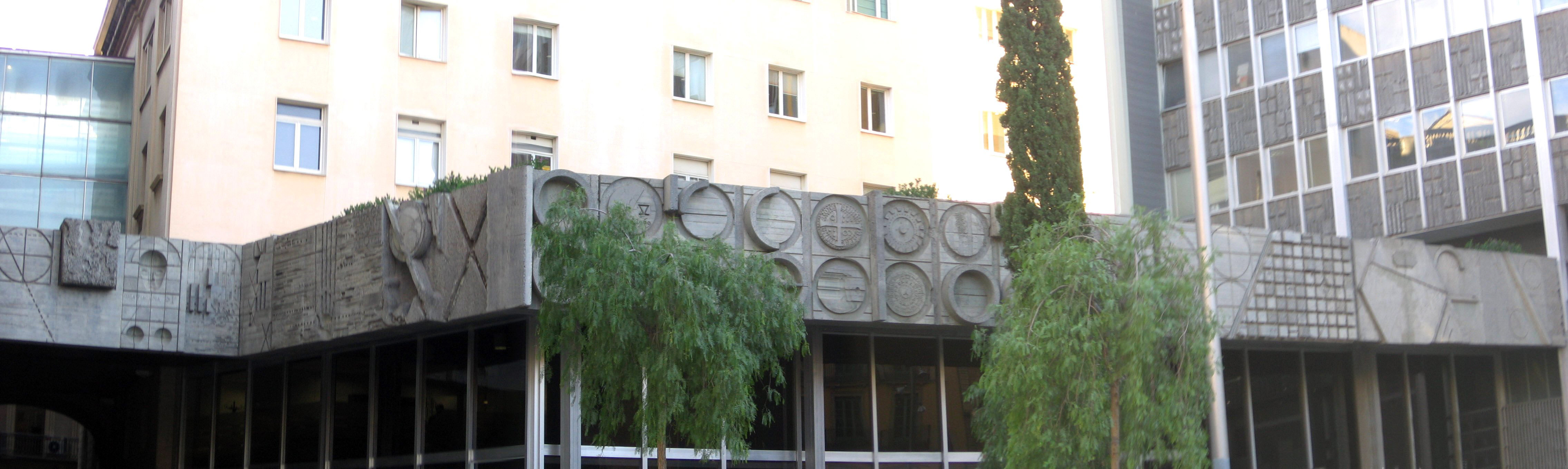
Fris Barcelona a l'Edifici Novíssim de l'Ajuntament de Barcelona.

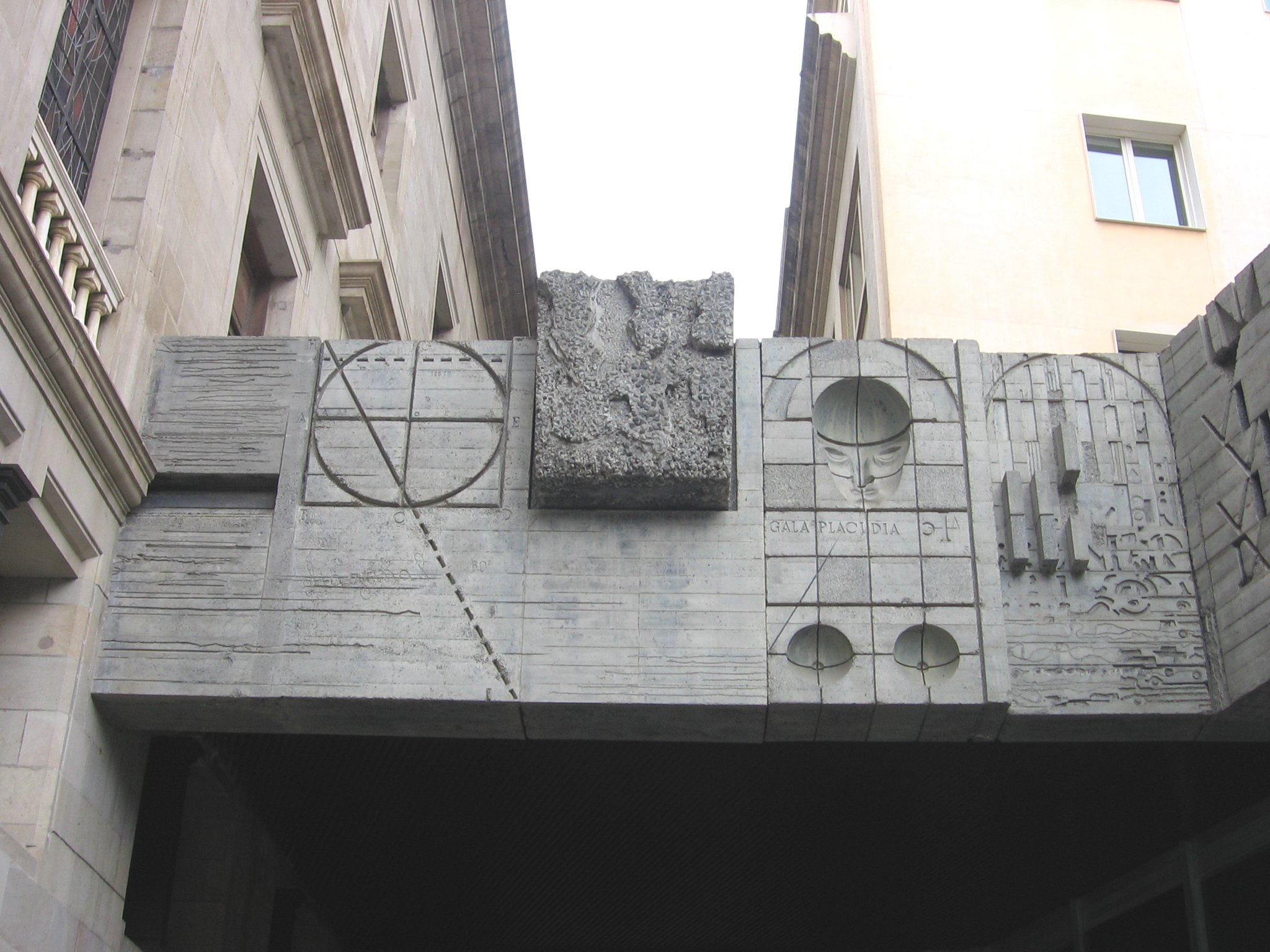
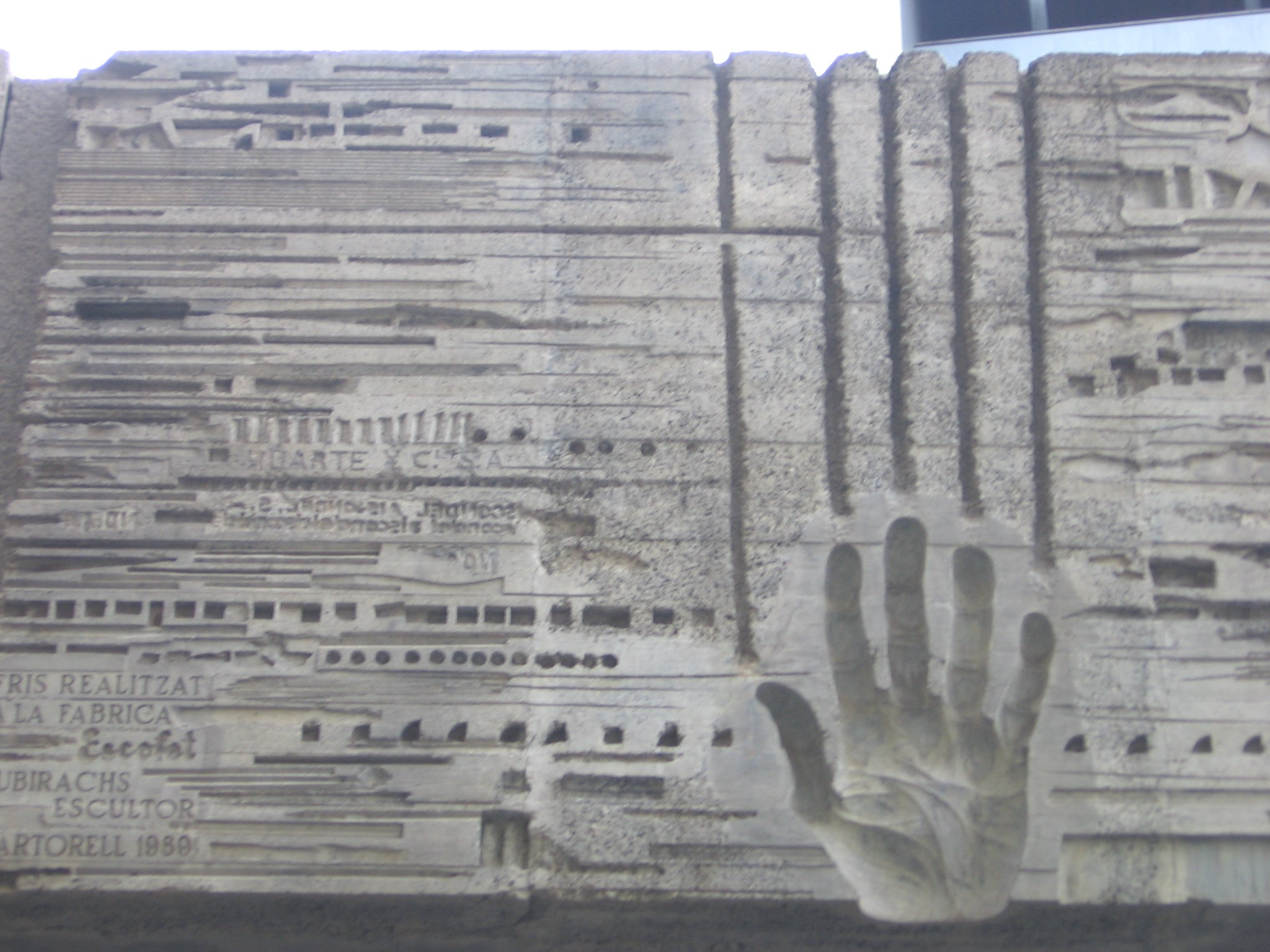
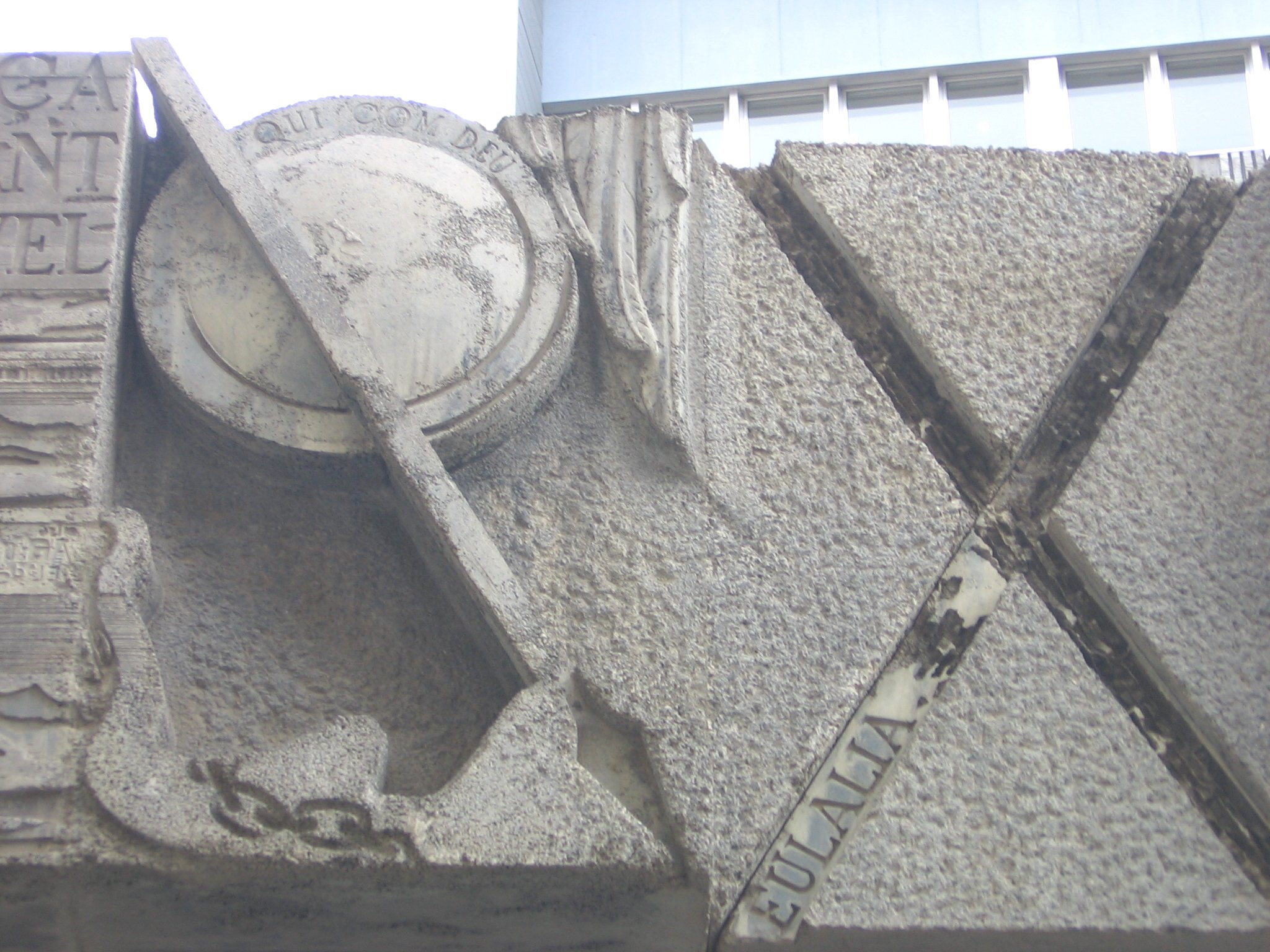
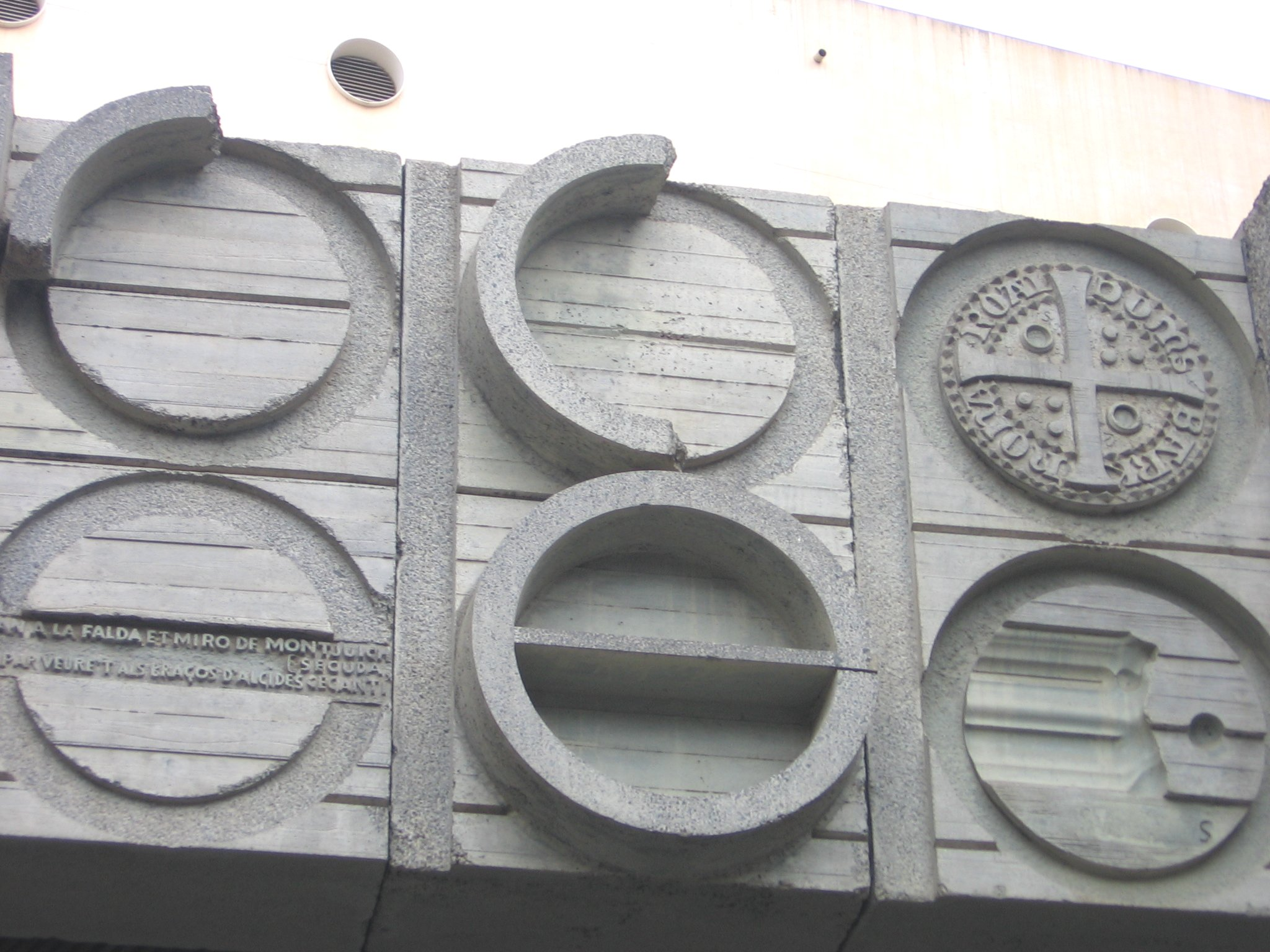
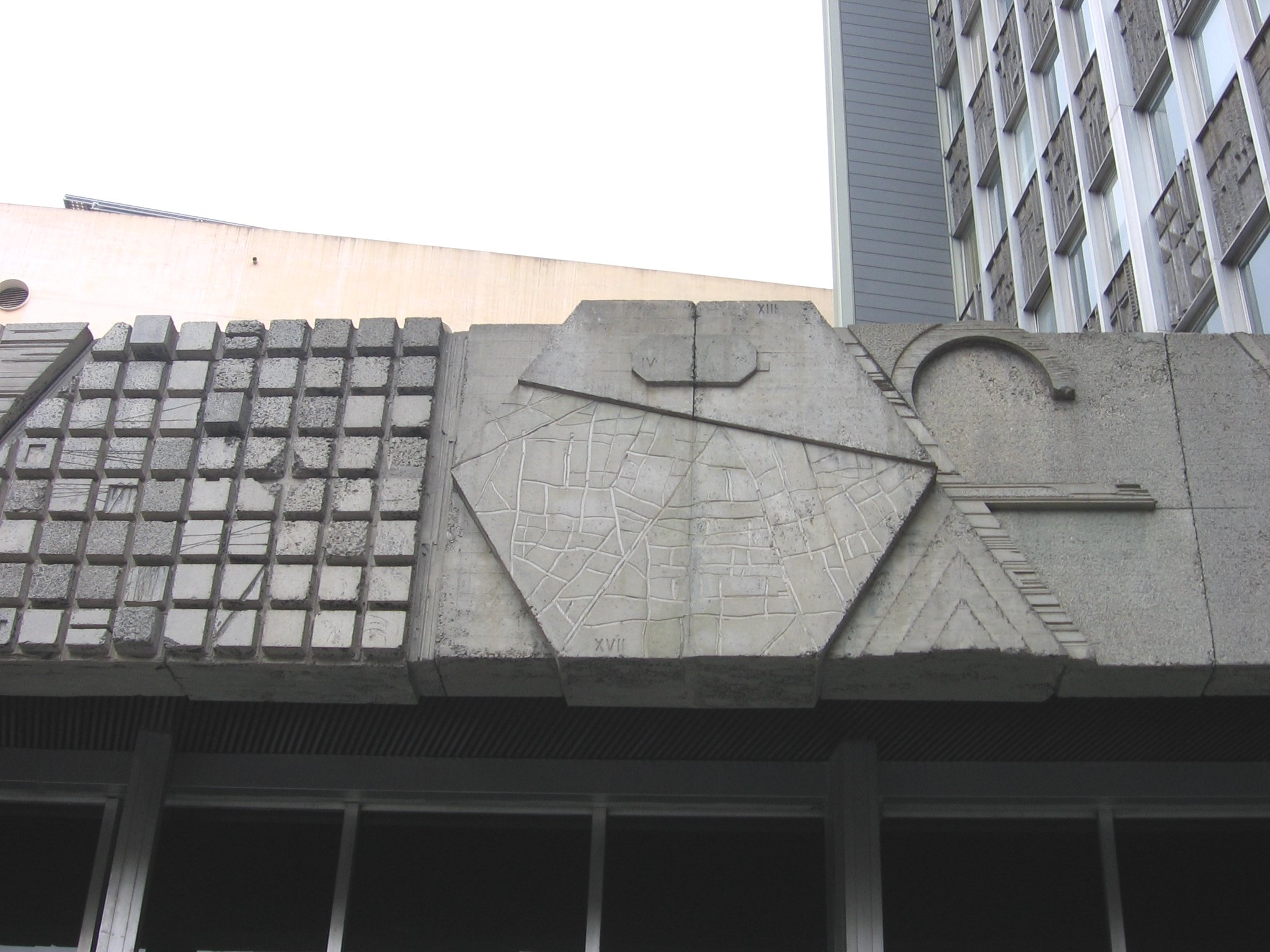

#### Palau del Lloctinent

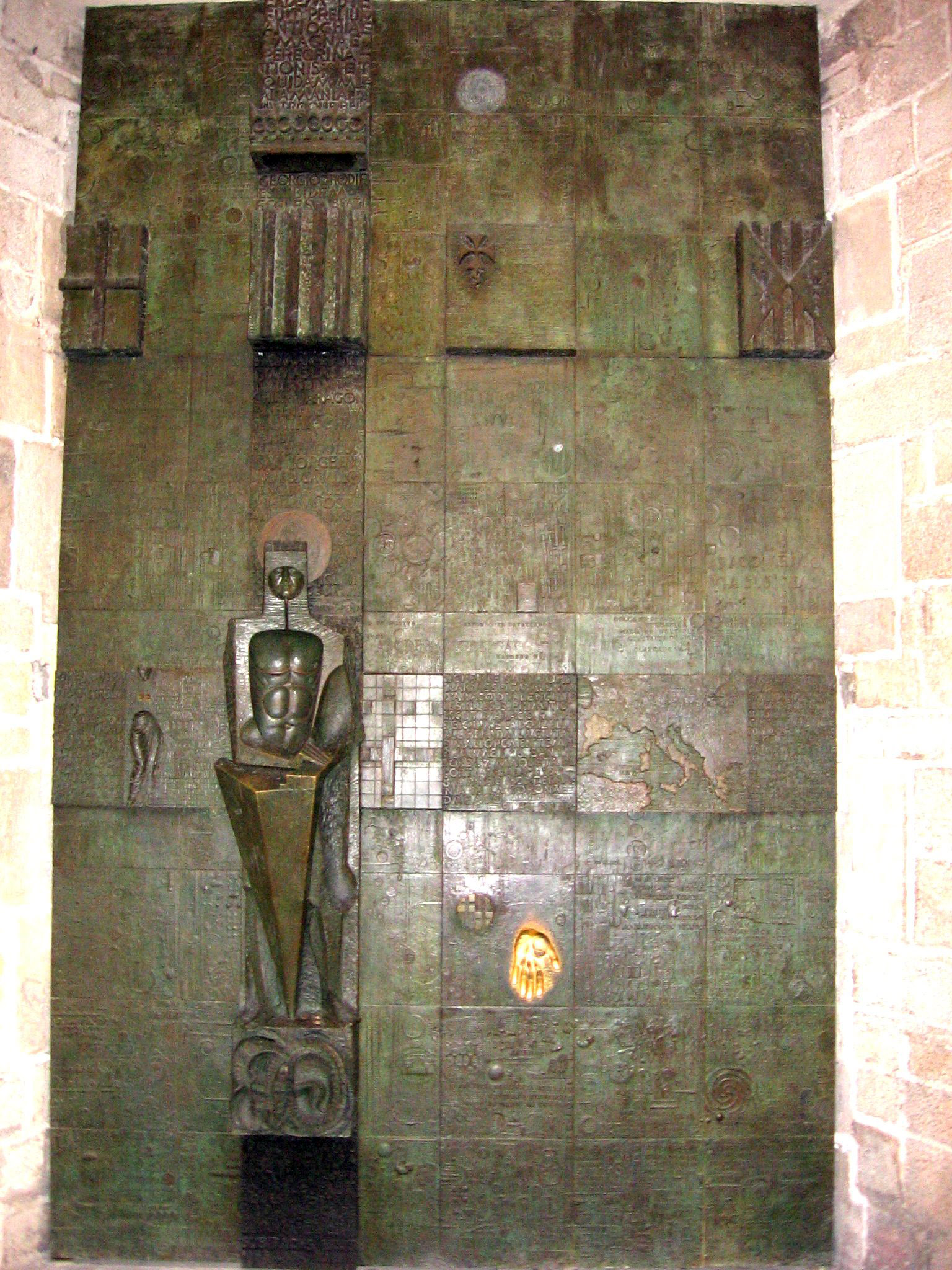
Porta de Sant Jordi del Palau Reial Major de Barcelona (1975).

El 1975 realitzà la Porta de Sant Jordi per al Palau del Lloctinent (seu de l'Arxiu de la Corona d'Aragó), que connecta aquest palau amb el Saló del Tinell del Palau Reial Major de Barcelona. Es tracta d'una porta de bronze de dues batents, de 345 x 210 cm, presidida per la figura del sant patró de Catalunya que venç al drac situat als seus peus, mentre que al seu costat apareix la princesa a la qual salva. El sant es troba a la confluència d'una línia de plafons vertical i altra horitzontal, formant una creu que malgrat això no és uniforme ni es troba al centre de la porta, sinó que està desplaçada cap a la part inferior esquerra. La resta de la representació mostra una sèrie de símbols relacionats amb la història de la Corona d'Aragó, com els escuts d'armes de Catalunya, Aragó, València, Balears i Sicília, l'escut primitiu d'Aragó, la creu de Sant Jordi, una imatge de la ciutat de Palma en temps de Jaume I i un mapa de la Mediterrània que al·ludeix a l'expansió territorial d'aquest regne durant l'edat mitjana. A més d'aquestes imatges, apareixen escrites diverses frases en llatí, català i aragonès, procedents del Llibre dels feits (una crònica sobre Jaume I), de la crònica de Sant Joan de la Penya sobre Sant Jordi, i d'una carta de Jaume II al papa Climent V en resposta a una petició del pontífex per iniciar una croada a Terra Santa. També apareixen noms de personatges històrics catalans, així com els dels autors (escultor i fonedor, en aquest cas Manuel Parellada) i la data de la seva inauguració. Per altra banda, l'artista va deixar la seva pròpia empremta en daurat, al costat del pom de la porta que representa l'escut de Barcelona. En darrer lloc, un dels plafons és un plànol a escala de la mateixa porta, un curiós detall d'autorepresentació.

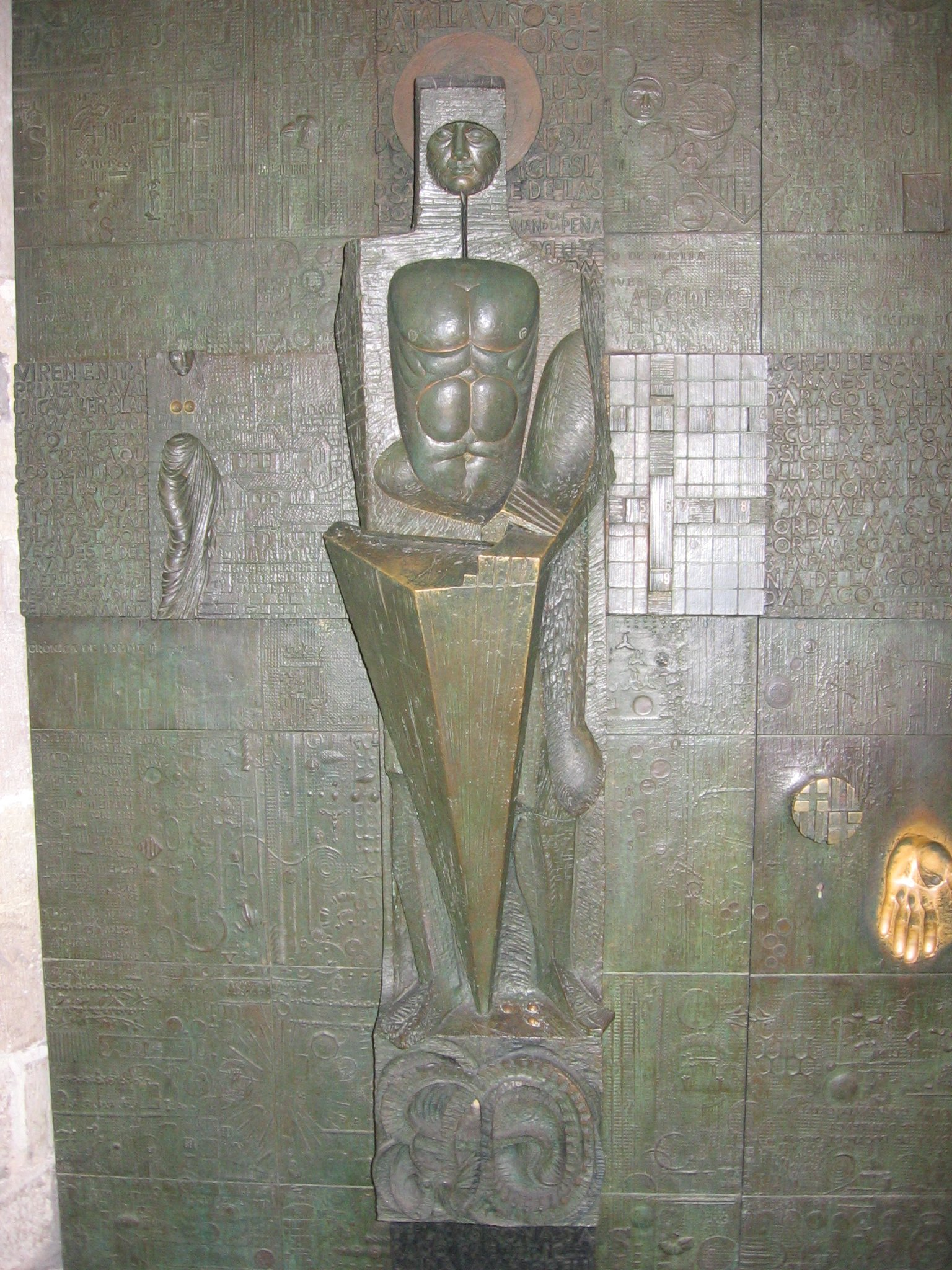
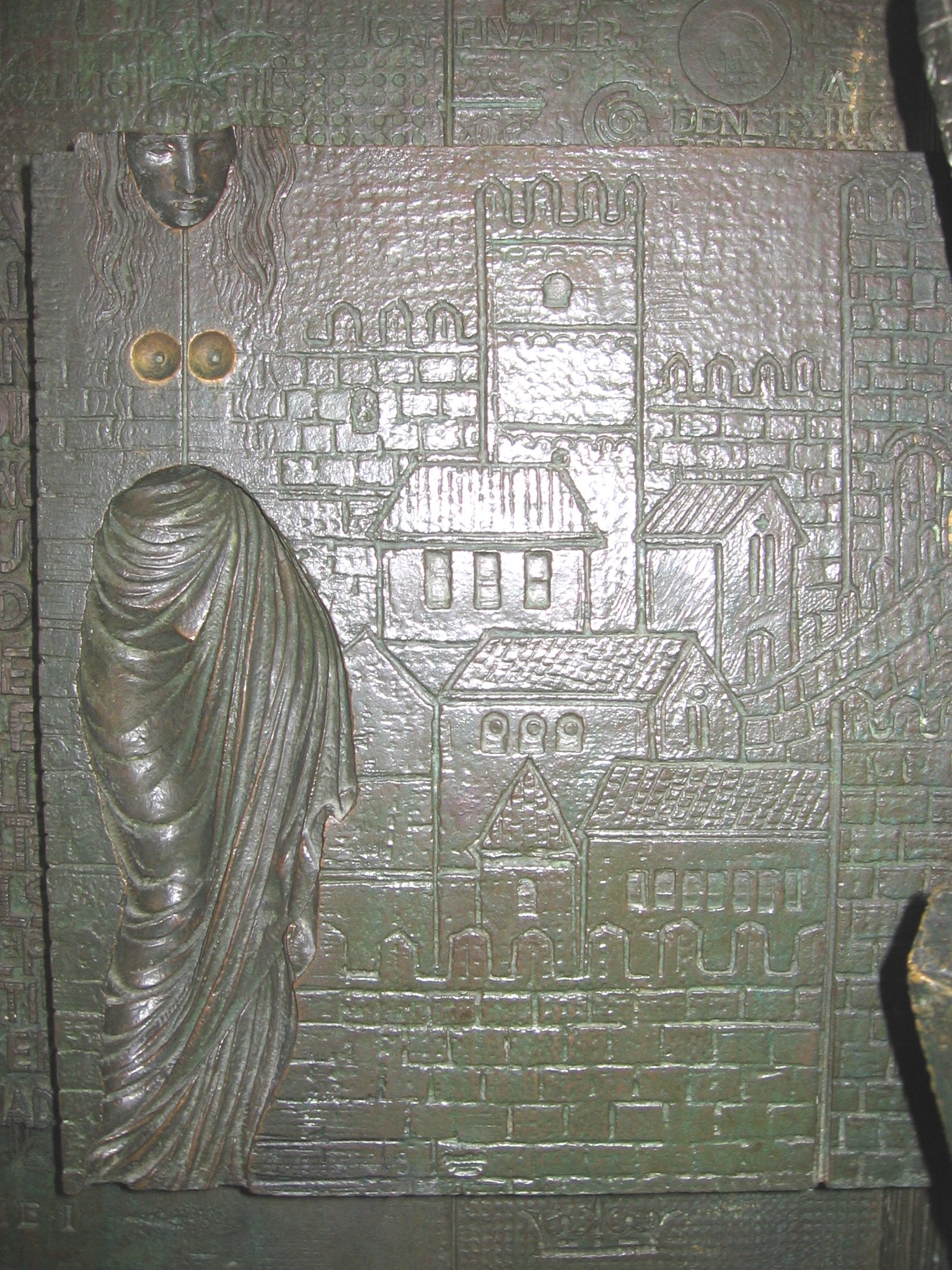
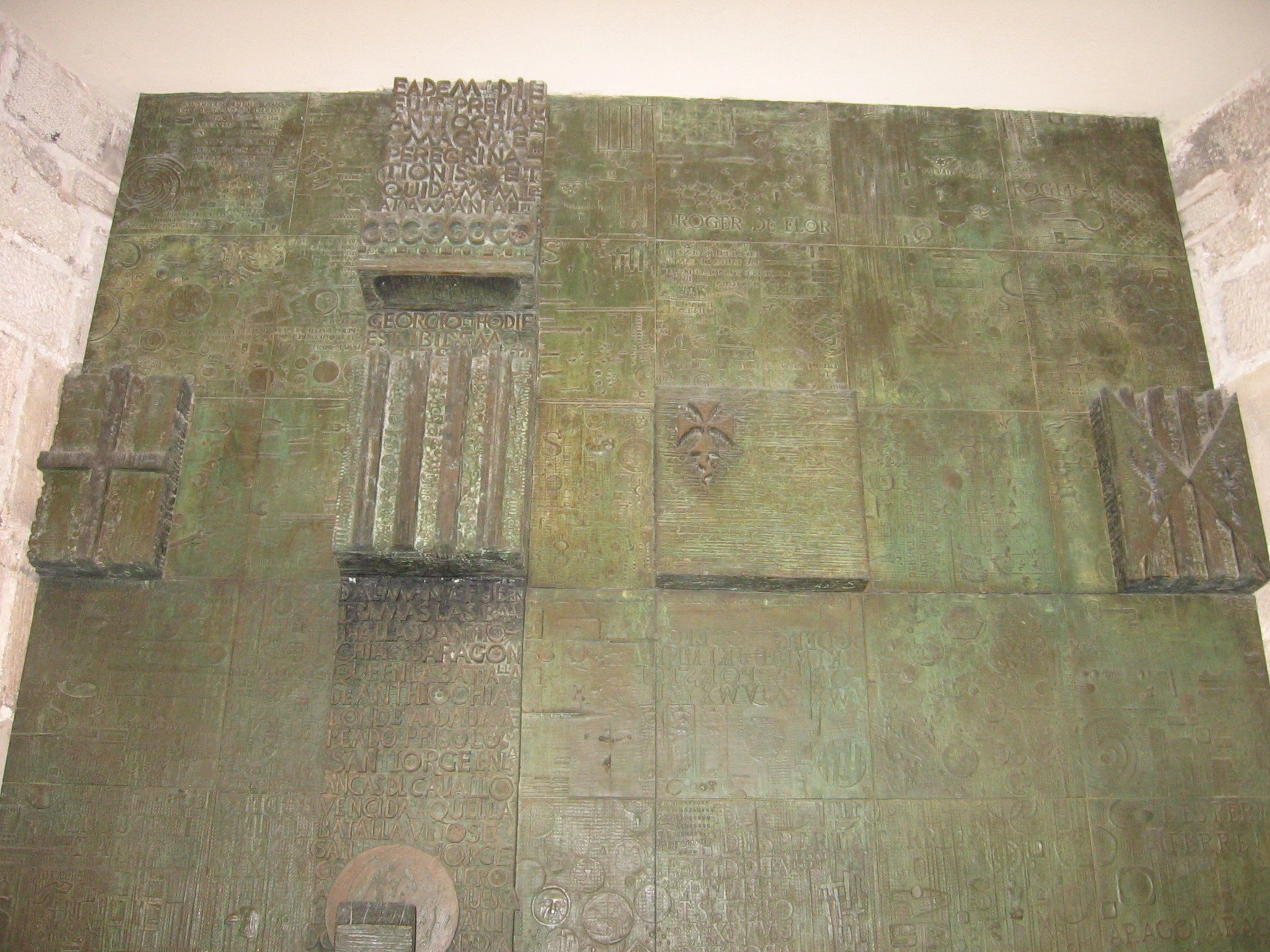
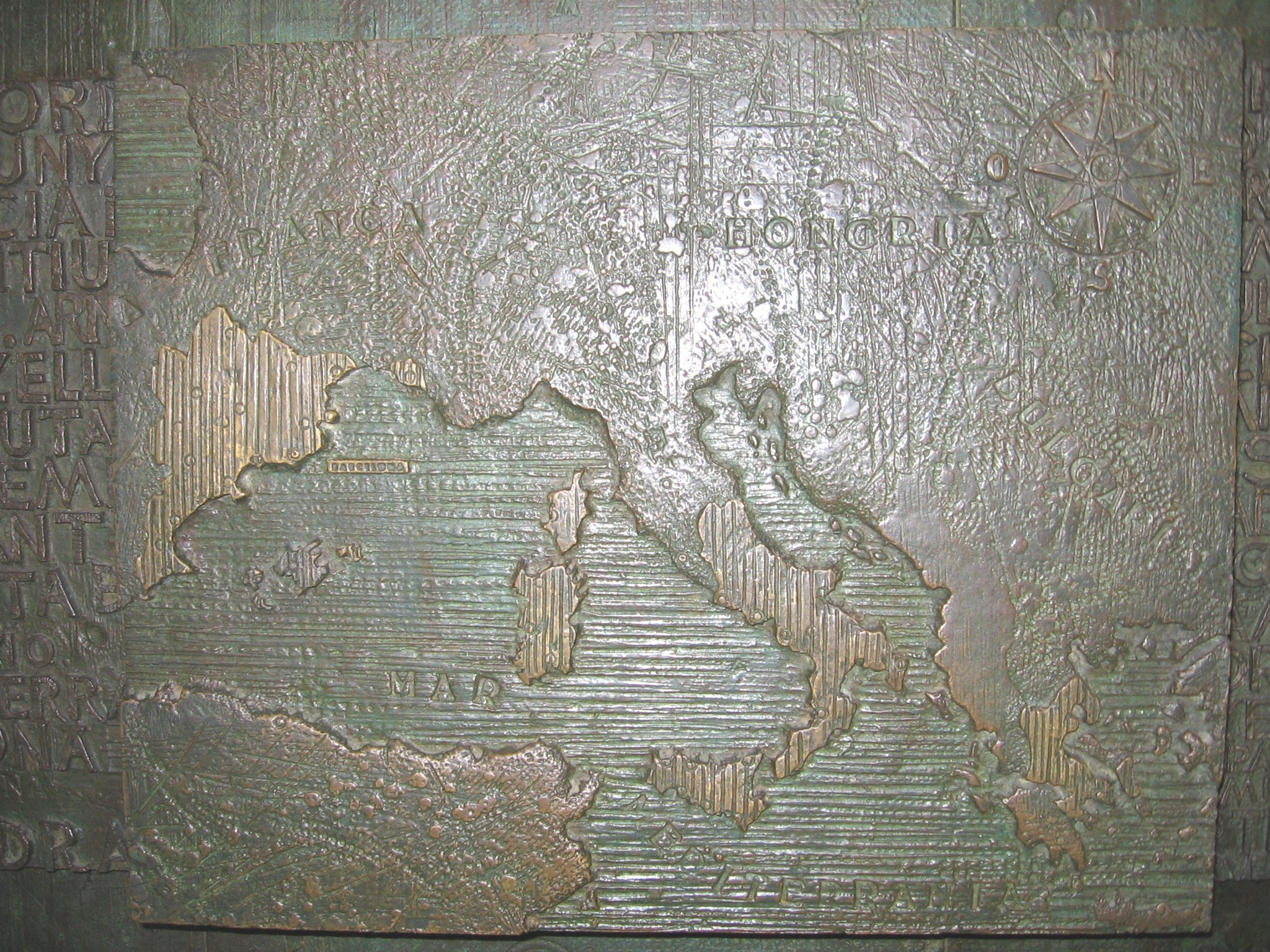
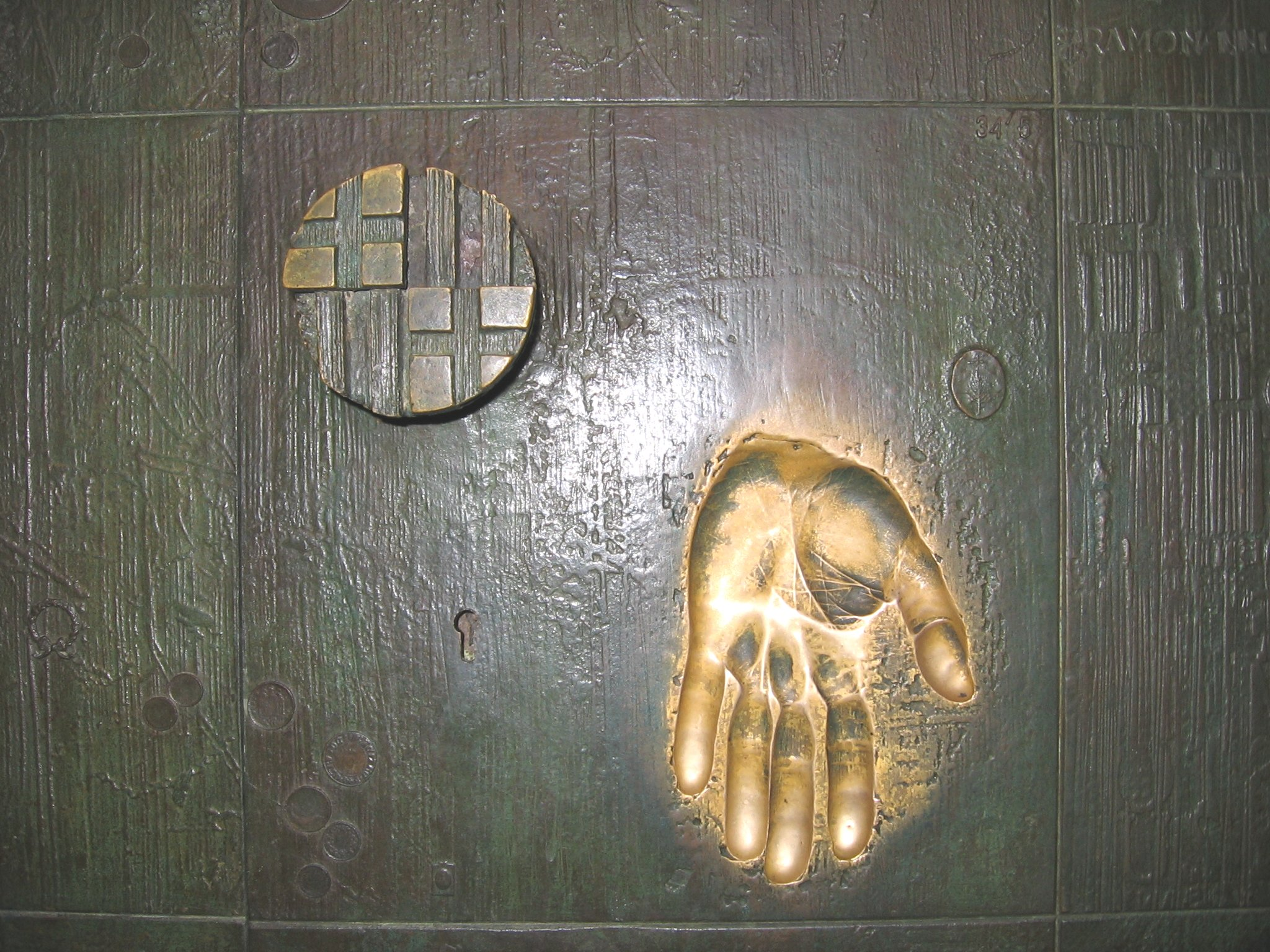

#### Palau de la Generalitat

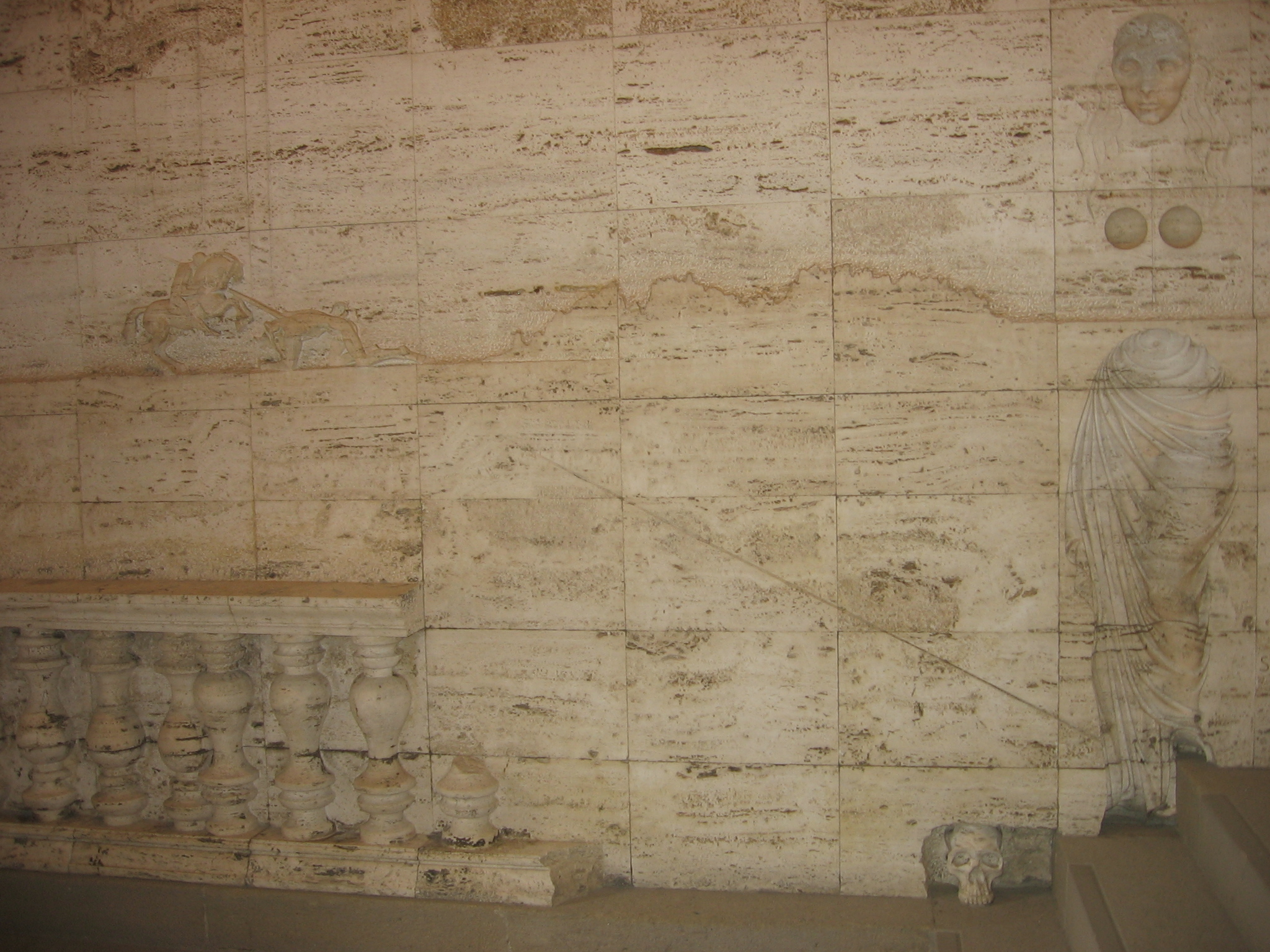
Relleu de Sant Jordi-Teseu (1976).

Al Palau de la Generalitat de Catalunya Subirachs hi feu diverses obres: el 1976 dissenyà la porta per a la sagristia de la capella de Sant Jordi, així com el Relleu de Sant Jordi-Teseu a la galeria que uneix el Palau amb la Casa dels Canonges. La porta de la sagristia està confeccionada en bronze, amb unes mesures de 233 x 101 x 12 cm. Consta de la creu de Sant Jordi, juntament amb les quatre barres de l'escut de Catalunya, a més de la planta de la catedral de Barcelona i unes cadenes que simbolitzen l'esclavitud. El Relleu de Sant Jordi-Teseu consta de dos plafons de pedra travertí, amb una mida total de 380 x 480 x 30 cm. Aquí l'artista desenvolupà un programa iconogràfic que equiparava la llegenda cristiana del sant capadoci amb el mite grec del laberint de Creta, on Sant Jordi s'equipara a Teseu, el drac al Minotaure, i la princesa a Ariadna. A més, situà diversos elements del seu repertori figuratiu, posats en oposició com és habitual a la seva obra: el sol com a símbol de la llibertat, oposat a la lluna —amb forma de laberint—, que representa la soledat; una balustrada, com a materialització de l'art, contraposada a una calavera, clara al·lusió a la mort. En darrer lloc, al fons d'aquestes escenes s'albira el perfil de la muntanya de Montserrat. Per altra banda, a la porta que comunica amb la Casa dels Canonges creà un tirador de bronze de 21 x 22 x 4 cm amb l'empremta d'una mà i la inscripció «Jaume I, 1276-1976».
Per la Generalitat elaborà també quatre busts amb els retrats dels presidents d'aquesta institució des de la Segona República fins a la restauració democràtica, situats al Pati dels Tarongers del palau: Francesc Macià (1984, bronze, 60 x 27 x 32 cm), Lluís Companys (1990, bronze, 58 x 24 x 30 cm), Josep Irla (2001, bronze, 54 x 24 x 27 cm) i Josep Tarradellas (1999, bronze, 57 x 26 x 30 cm).

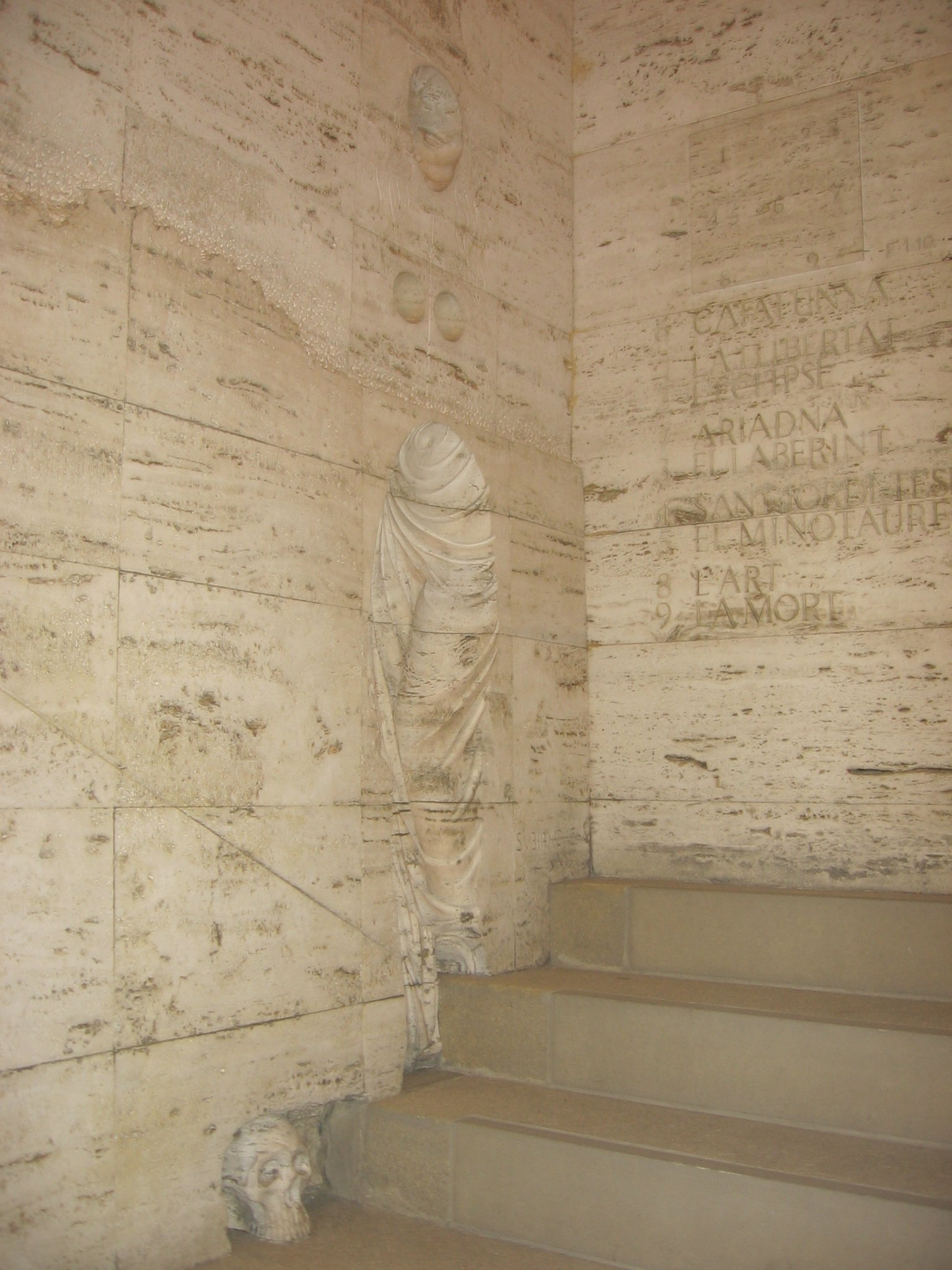
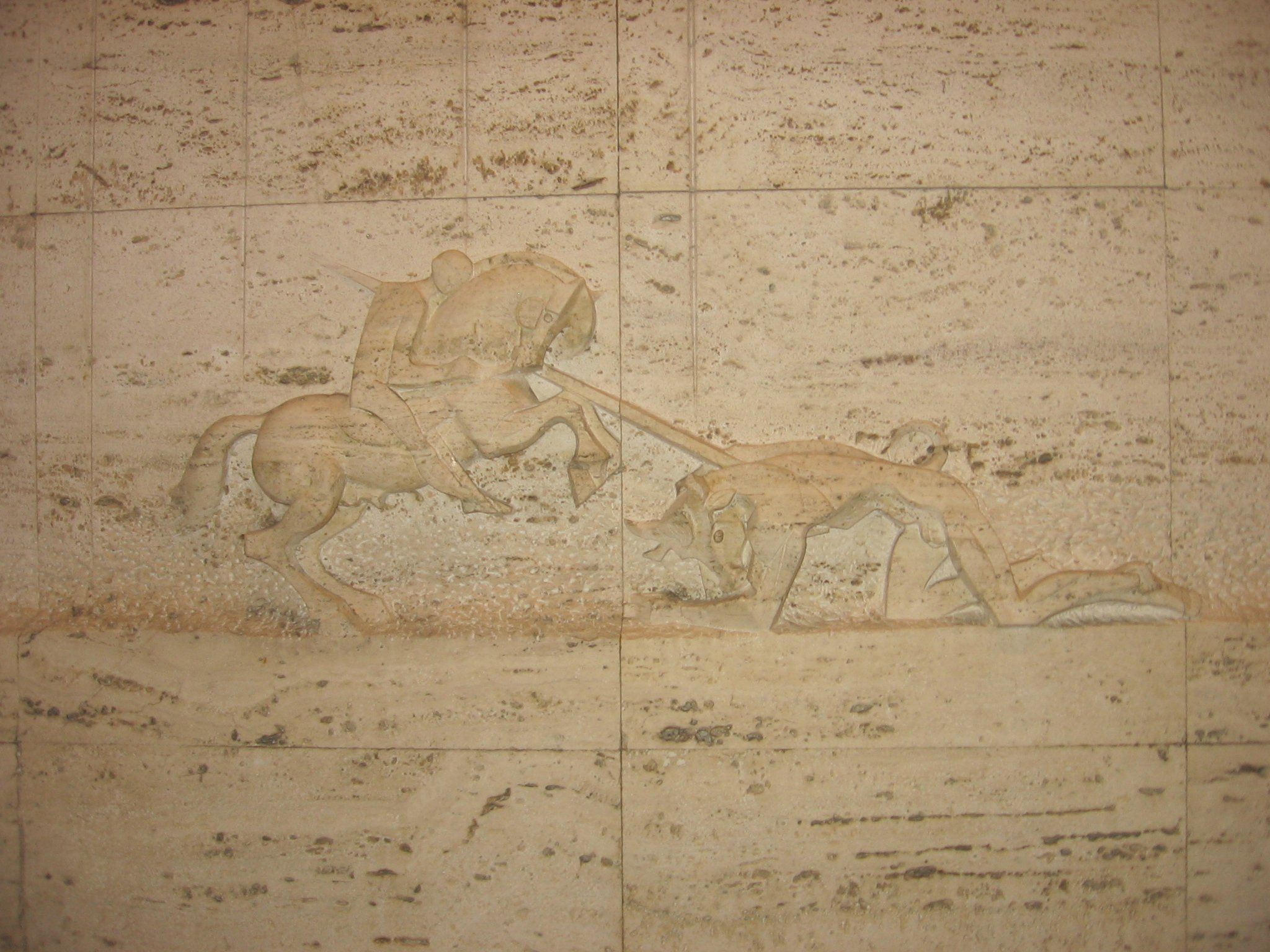
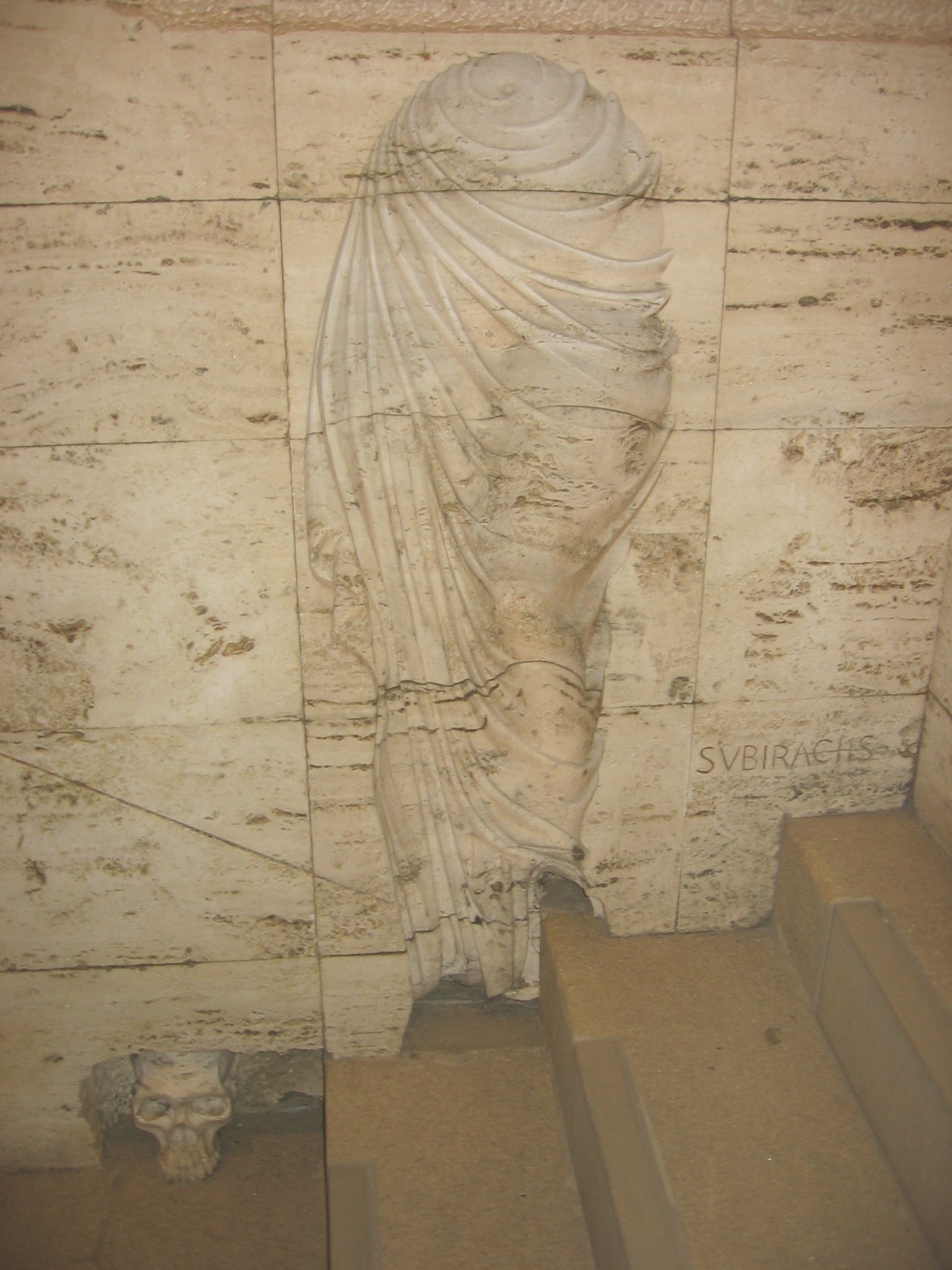
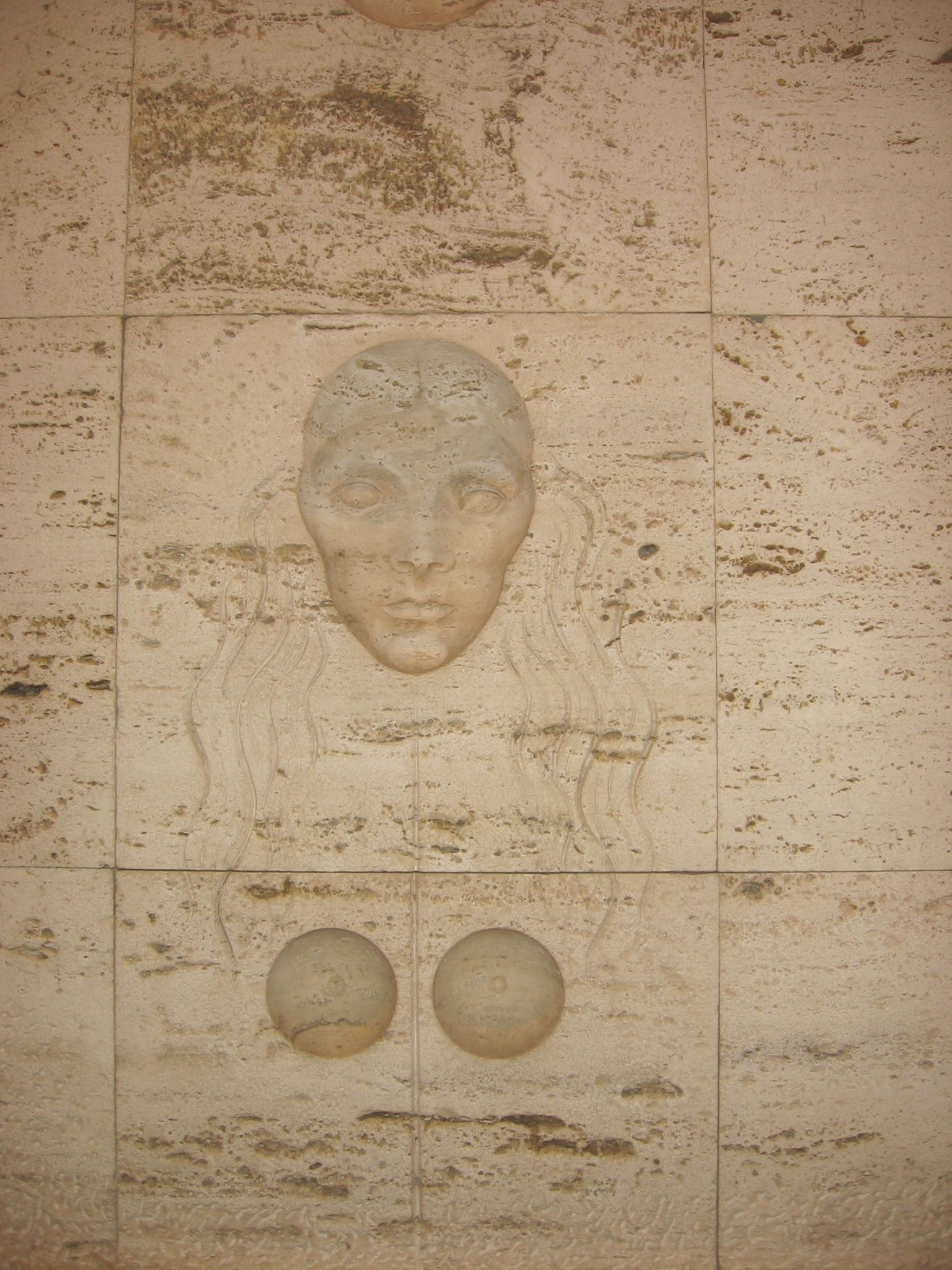
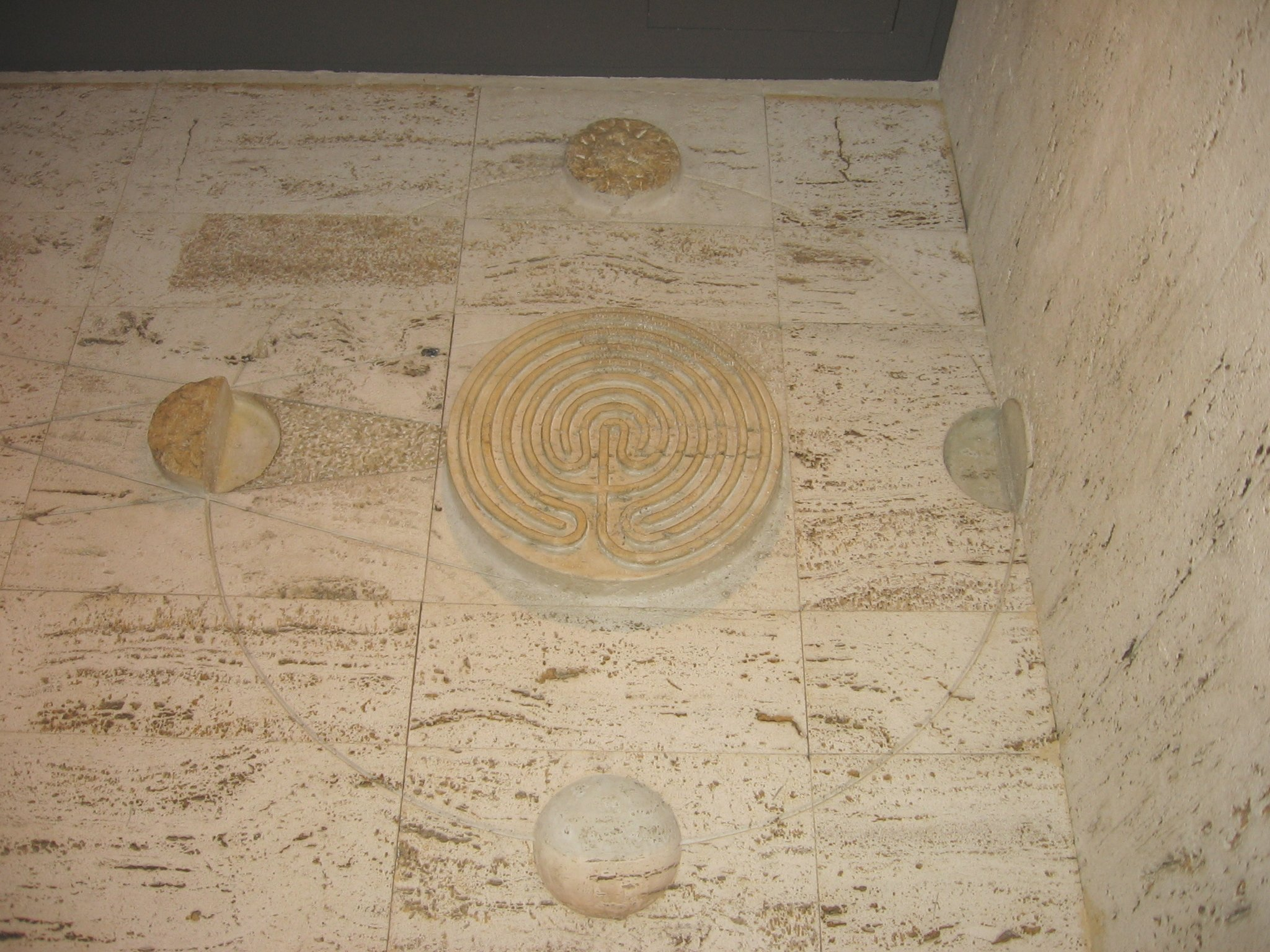
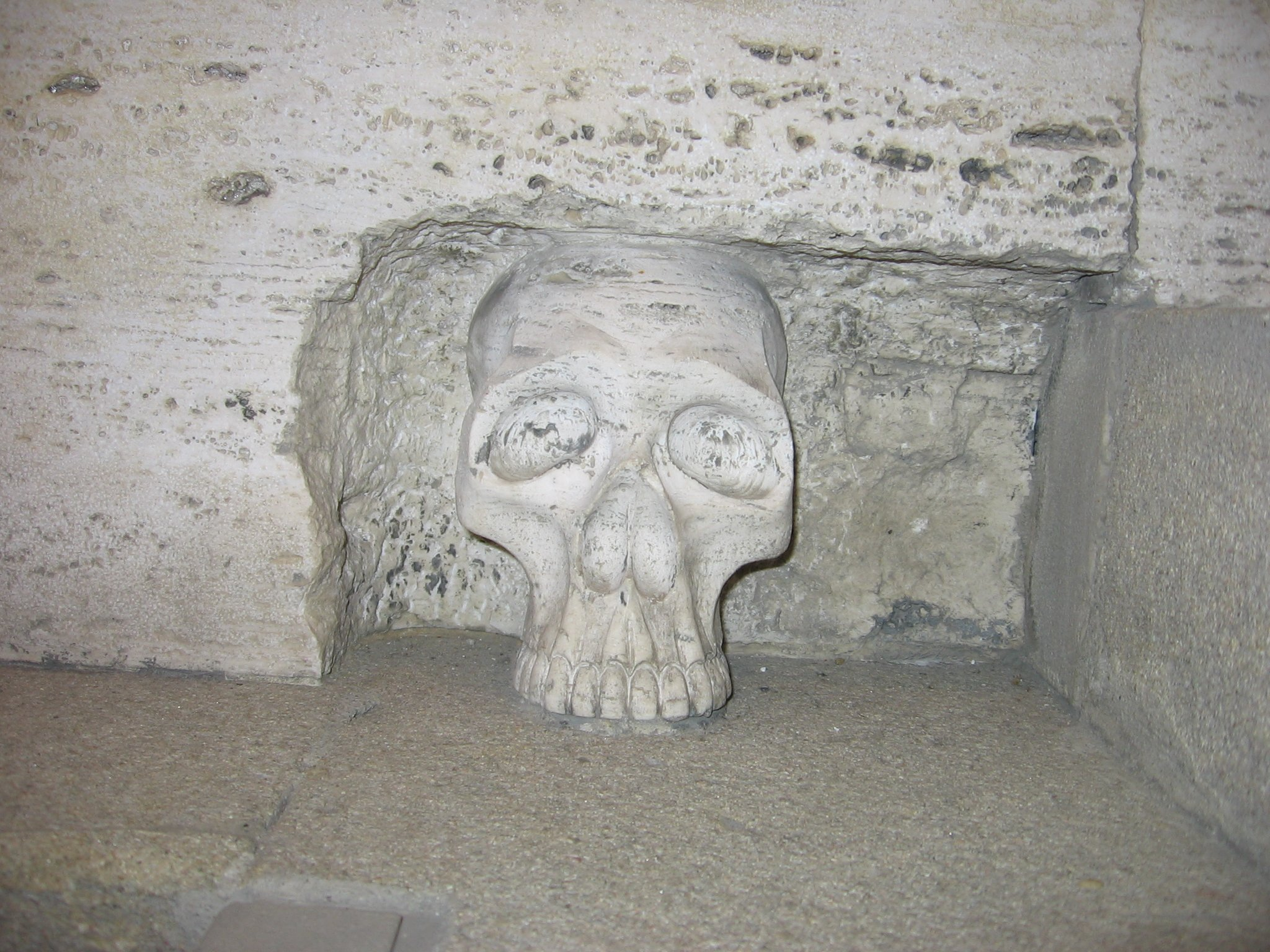

#### Sagrada Família

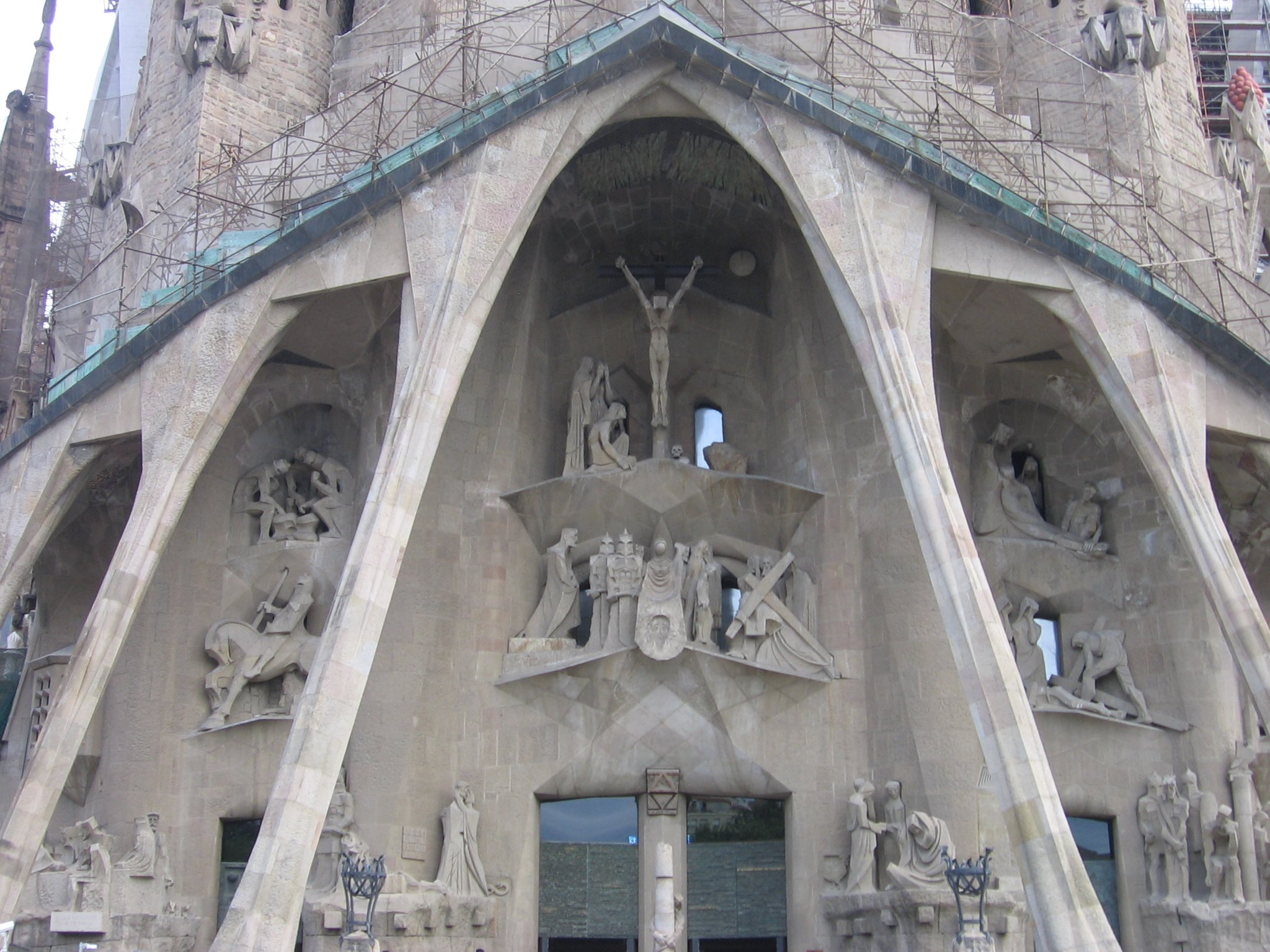
Façana de la Passió del Temple Expiatori de la Sagrada Família (1987-2009).

L'opera magna de Subirachs fou la decoració escultòrica de la Façana de la Passió del Temple Expiatori de la Sagrada Família de Barcelona, la qual va realitzar entre 1987 i 2009. Per fer aquesta obra va viure i treballar per un temps en un modest habitatge situat a l'interior del mateix temple, a imatge i semblança del seu ídol, Antoni Gaudí. En la realització d'aquesta obra va comptar amb la col·laboració dels seus ajudants Ramon Millet i Bruno Gallart.
En aquesta obra Subirachs recuperà el seu estil expressionista dels anys 1950, per emfatitzar el caràcter expressiu de les figures i el patetisme del tema. Malgrat això, la seva obra al temple gaudinià va ser molt criticada pel seu estil contemporani, el qual trencava amb l'estil en què s'havia desenvolupat el temple fins llavors, de caràcter més realista —especialment la Façana del Naixement. Es va arribar inclús a produir el 1990 una manifestació enfront de la Sagrada Família en contra de la seva intervenció, fet que deixà a l'artista molt adolorit. Malgrat tot, amb el temps bona part del públic barceloní ha arribat a estimar aquesta obra, que malgrat que les crítiques no trenca del tot amb l'esperit que Gaudí havia pensat per aquesta façana: 
| « | Algú trobarà aquesta porta massa extravagant; però jo voldria que fes por, i per aconseguir-lo no estalviaré el clarobscur, els motius entrants i sortints, tot el que resulti de més tètric efecte. És més, estic disposat a sacrificar la mateixa construcció, a trencar arcs i a tallar columnes per donar una idea del cruent del Sacrifici. | » |

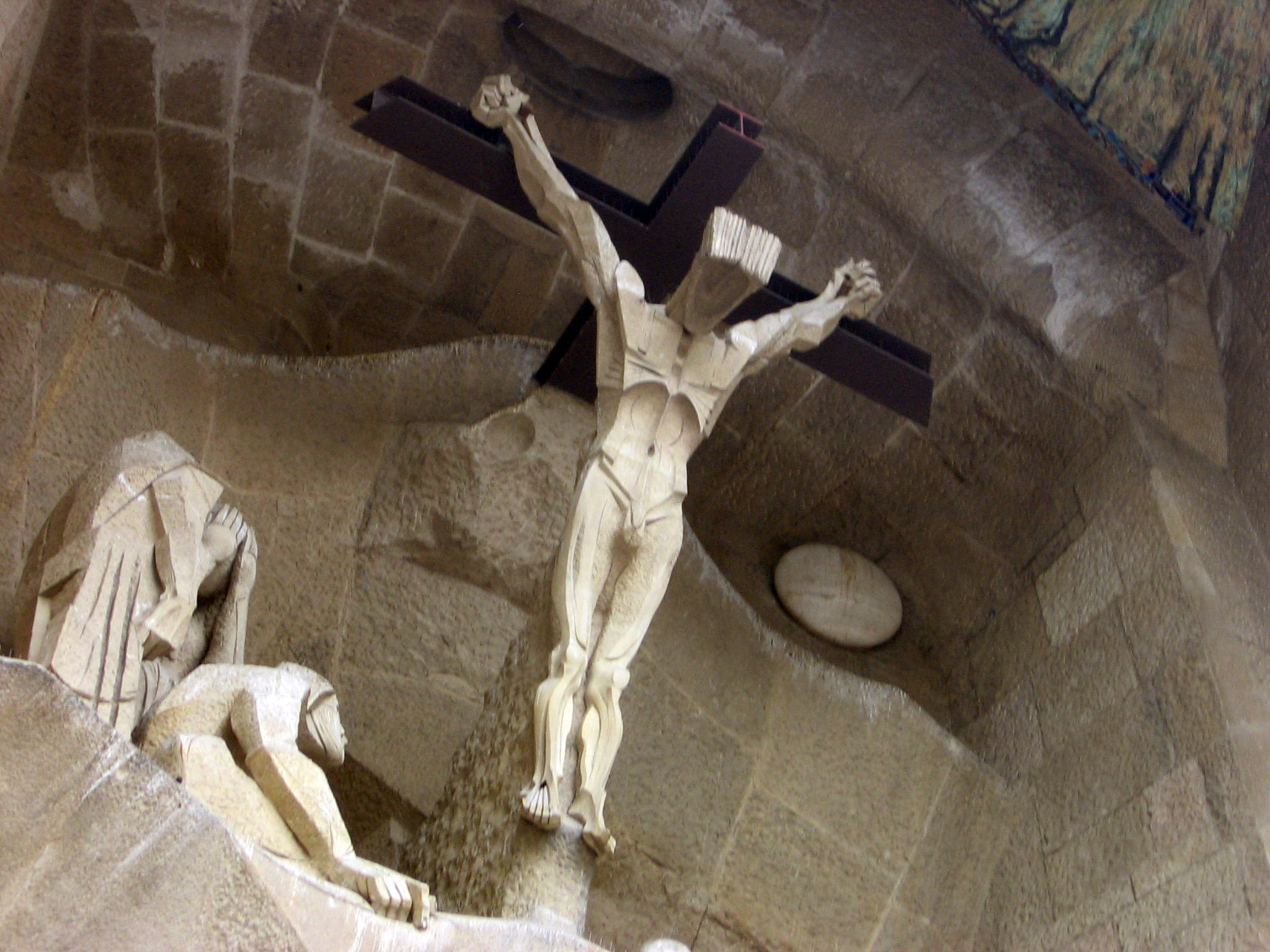
La crucifixió.

Dedicada a la Passió de Jesús, aquesta façana pretén reflectir el patiment de Crist en la seva crucifixió, com a redempció dels pecats de l'home. Per això, Gaudí va concebre una façana més austera i simplificada que la del Naixement, sense ornamentació, on destaqués la nuesa de la pedra, semblant un esquelet reduït a les línies simples dels seus ossos. En aquest sentit, Subirachs ideà un conjunt simple i esquemàtic, amb formes anguloses que provoquen un major efecte dramàtic. El cicle escultòric de la Passió està instal·lat en tres nivells, seguint un ordre ascendent en forma de S, per a reproduir el Calvari de Jesús:
- Nivell inferior: conté les escenes de l'última nit de Jesús abans de la crucifixió. L'Últim Sopar presenta a Jesús amb els dotze apòstols, en el moment en què Judes li trairà. Pere i els soldats és el moment en què Pere li talla l'orella al servent del Summe Sacerdot. En El bes de Judes les figures estan toscament tallades per suggerir una visió nocturna; darrere de Judes se situa la serp que simbolitza el demoni. La negació de Pere conté tres figures de dona que representen els tres cops que Pere va negar a Jesús. A Ecce Homo, Jesús és presentat amb la corona d'espines, custodiat per dos soldats i amb la figura d'un Pilat dubitatiu davant del que hauria de fer. La darrera escena d'aquest nivell és El judici de Jesús, en què Pilat es renta les mans.[95]

- Nivell mitjà: representa el Calvari de Jesús. Apareix en primer lloc Les Tres Maries i Simó de Cirene, en què aquest ajuda amb la creu a Jesús, rodejat per la Verge, Maria Magdalena i Maria de Cleofàs. La Verònica mostra el rostre de Jesús marcat en negatiu en la tela de la dona que l'eixugà la suor; la figura de Verònica no té rostre per no interferir amb la imatge del Natzarè. Aquí Subirachs fa un homenatge a Gaudí, donant-li la seva fisonomia a la figura de l'evangelista situat a l'esquerra, així com en la forma dels cascs dels soldats, que evoquen les xemeneies de la Casa Milà. Tanca el cicle El soldat Longí, qui va clavar la seva llança a Jesús, tot i que després es va convertir al cristianisme.[96]

- Nivell superior: hi figura la mort i enterrament de Jesús. Comença el nivell amb Soldats jugant als daus les vestidures de Jesús. La crucifixió és l'escena principal del pòrtic, amb Jesús penjat en la creu —de ferro i posada en horitzontal, enlloc de verticalment—, amb una I pintada en vermell a la biga central, símbol de l'INRI; apareixen de nou les tres Maries i Sant Joan, i figuren també en l'escena un crani, símbol de la mort (i del Gòlgota), i una lluna, que representa la nit. El vel esquinçat és una estructura de bronze que representa el vel del Temple de Jerusalem, el qual es va esquinçar a la mort de Jesús. En darrer lloc, en L'enterrament figuren Josep d'Arimatea i Nicodem dipositant el cos de Jesús al sepulcre, juntament amb la Verge Maria i un ou com a símbol de la resurrecció; l'efígie de Nicodem és un autoretrat de l'escultor Subirachs.[97]

A més d'aquest cicle escultòric, Subirachs realitzà també les portes de bronze dels tres pòrtics en què es divideix la façana, dedicats a les tres virtuts cardinals: Fe, Esperança i Caritat. El pòrtic central —de la Caritat— té dues portes dedicades a l'Evangeli, amb els textos evangèlics que narren els darrers dies de Jesús, separades per un mainell amb les lletres gregues alfa i omega, com a símbol del començament i la fi. Les portes amiden 5,28 metres d'alt per 2,82 d'ample, i pesen 6500 quilos. La de l'esquerra presenta els passatges relatius a la Passió de l'Evangeli de Mateu, i la de la dreta del de Joan. Enfront de les Portes de l'Evangeli se situa la columna de La Flagel·lació, la qual substitueix la creu inicialment prevista per Gaudí; per això, Subirachs va dividir la columna en quatre blocs, simbolitzant les quatre parts de la creu. Té cinc metres d'alçada, i està realitzada en marbre travertí.
El pòrtic de la Fe presenta la Porta de Getsemaní, de 4,41 metres d'alt per 2,40 d'ample, dedicada a l'oració de Jesús a l'hort de les oliveres. Hi són les imatges de Jesús orant, mentre que els seus deixebles dormen, i a la part superior esquerra apareix el cel nocturn amb la lluna plena, com a presagi de la mort. A la part inferior es troba un poliedre procedent del gravat La Malenconia d'Albrecht Dürer.

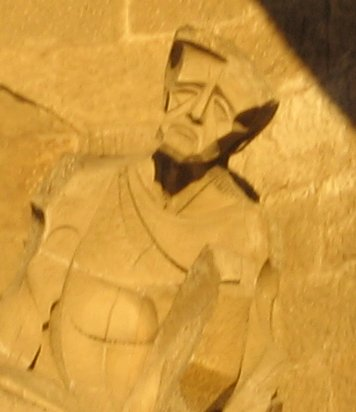
Autoretrat de Subirachs en la figura de Nicodem del grup de L'enterrament de la Façana de la Passió de la Sagrada Família.

El pòrtic de l'Esperança presenta la Porta de la Coronació d'espines, de 5 metres d'alçada i 2,40 d'ample. Aquí apareix Jesús escarnit amb la corona d'espines, el mantell i la canya, com a burla de la seva condició de rei. En altra escena, Crist és conduït davant d'Herodes i Pilat, els quals apareixen enfrontats de forma simètrica, com vists en un mirall. La porta inclou també una cita de La Divina Comèdia de Dante i un poema de La pell de brau de Salvador Espriu.
Al frontó situat sobre aquests tres pòrtics —actualment en construcció— se situarà un fris representant als profetes, acompanyats del xai del sacrifici d'Abraham; i els patriarques, juntament amb el lleó de Judà, vencedor de la mort. Aquestes figures bíbliques han sigut representades per Subirachs amb els seus noms i símbols corresponents en forma d'arabesc, gravats en un relleu de 36 metres de llarg i 5,5 d'alt. L'obra ja està finalitzada, i tan sols resta col·locar-la al seu lloc corresponent quan finalitzin les obres del frontó.
Subirachs realitzà també les figures dels quatre apòstols als quals estan dedicades les torres corresponents a la façana de la Passió: Jaume el Menor, Sant Tomàs, Sant Felip i Sant Bartomeu. Estan fetes en pedra de travertí de 3,25 metres d'alçada, i van ser col·locades entre febrer i octubre del 2000. Jaume està representat amb un bàcul de bisbe, ja que tradicionalment fou el primer bisbe de Jerusalem; Bartomeu apareix amb un ganivet, símbol del seu martiri, a més d'un pergamí, ja que va ser autor d'un evangeli apòcrif; Tomàs es mostra en actitud dubitativa, ja que va haver de tocar a Jesús per a creure en la seva resurrecció; i Felip sosté entre les seves mans un llibre, símbol de la predicació que va exercir a l'Àsia Menor.
En un nivell superior se situa l'Esperit Sant, una escultura per a la qual Subirachs s'inspirà en un colom, però de formes quasi abstractes, instal·lada el 2001; i finalment l'Ascensió de Jesús, al pont que uneix les torres de Sant Bartomeu i Sant Tomàs, a 60 metres d'alçada, obra realitzada en bronze, instal·lada el 2005.
A més de la seva obra a la façana de la Passió, Subirachs realitzà altres obres al temple: el 2007 s'instal·là una escultura de Sant Jordi a la barana del jubé —al costat interior de la façana de la Glòria—, una estàtua de bronze de tres metres d'alçada, inspirada en el Sant Jordi de Donatello. Tanmateix, al setembre del 2008 es van instal·lar les portes de la façana de la Glòria, realitzades en bronze, amb inscripcions del Pare Nostre, destacant a les portes centrals el segon paràgraf (Dona'ns avui el nostre pa de cada dia), escrit en cinquanta idiomes diferents.
L'obra escultòrica de Josep Maria Subirachs a la façana de la Passió va ser declarada l'11 de febrer de 2019 Bé Cultural d'Interès Nacional, segons la catalogació efectuada per la Generalitat de Catalunya, que va assenyalar que és un «episodi excepcional en l'escultura contemporània que ha convertit al seu autor en un referent essencial de l'art català».

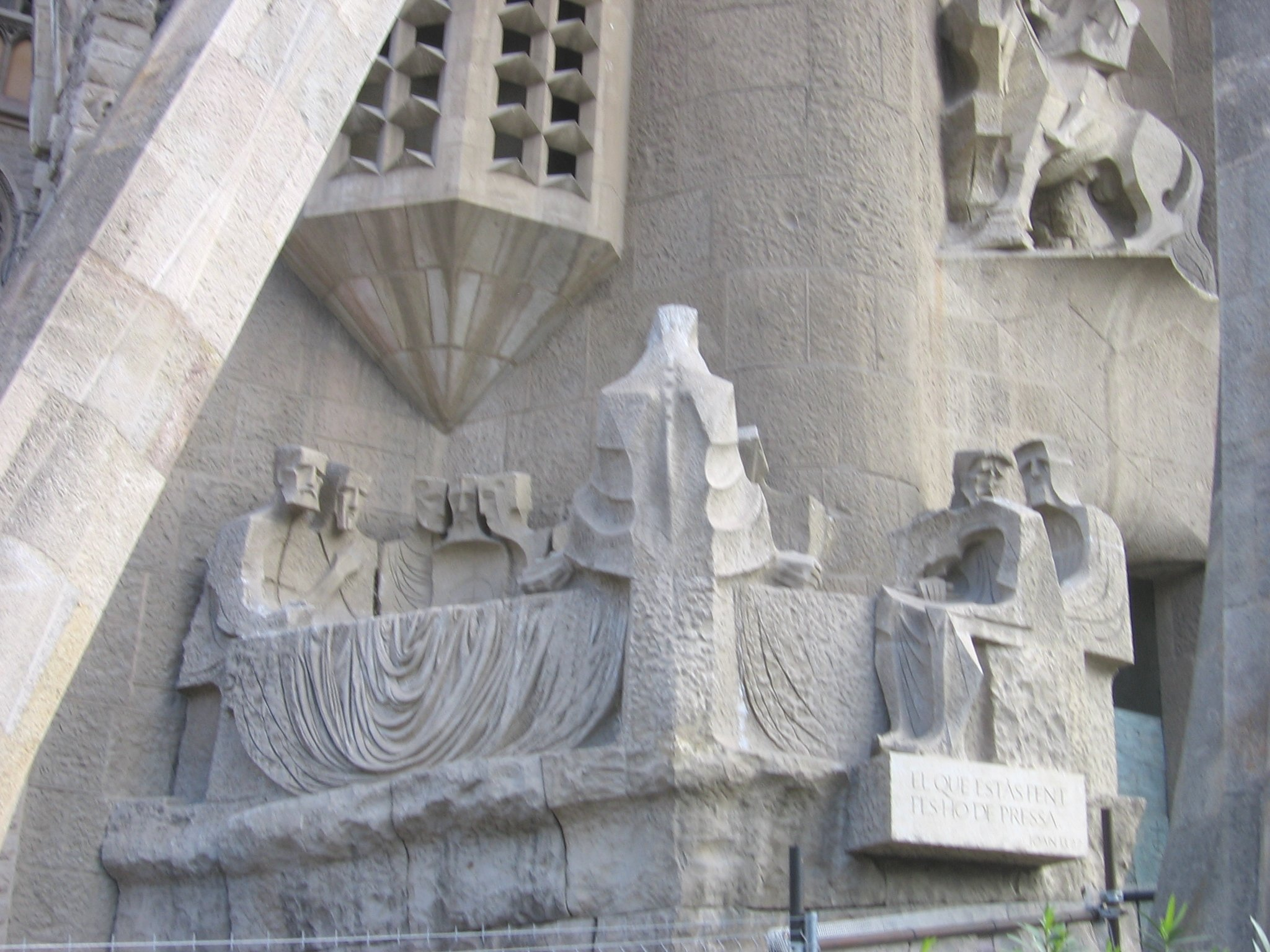
Últim Sopar.
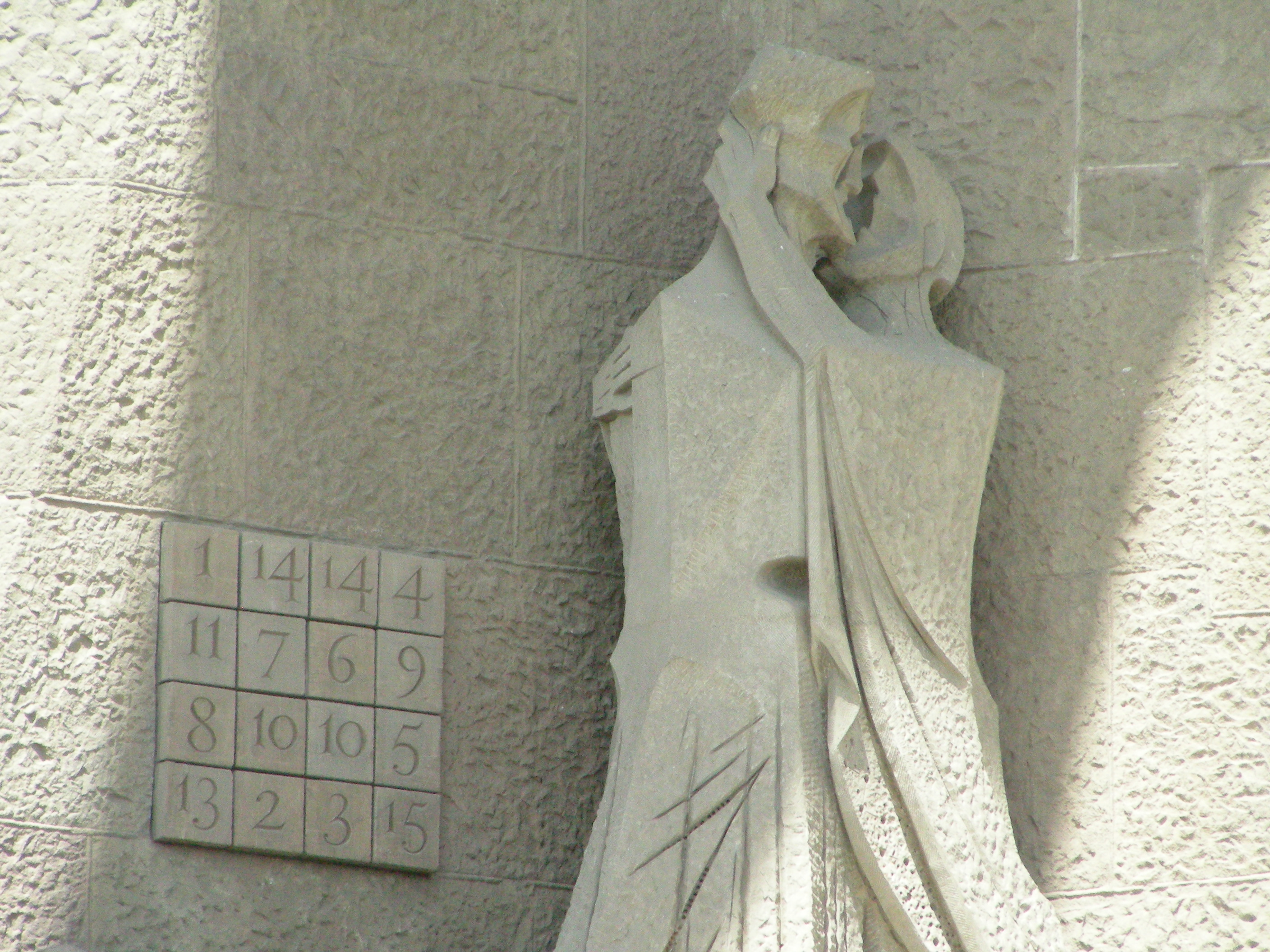
El bes de Judes.
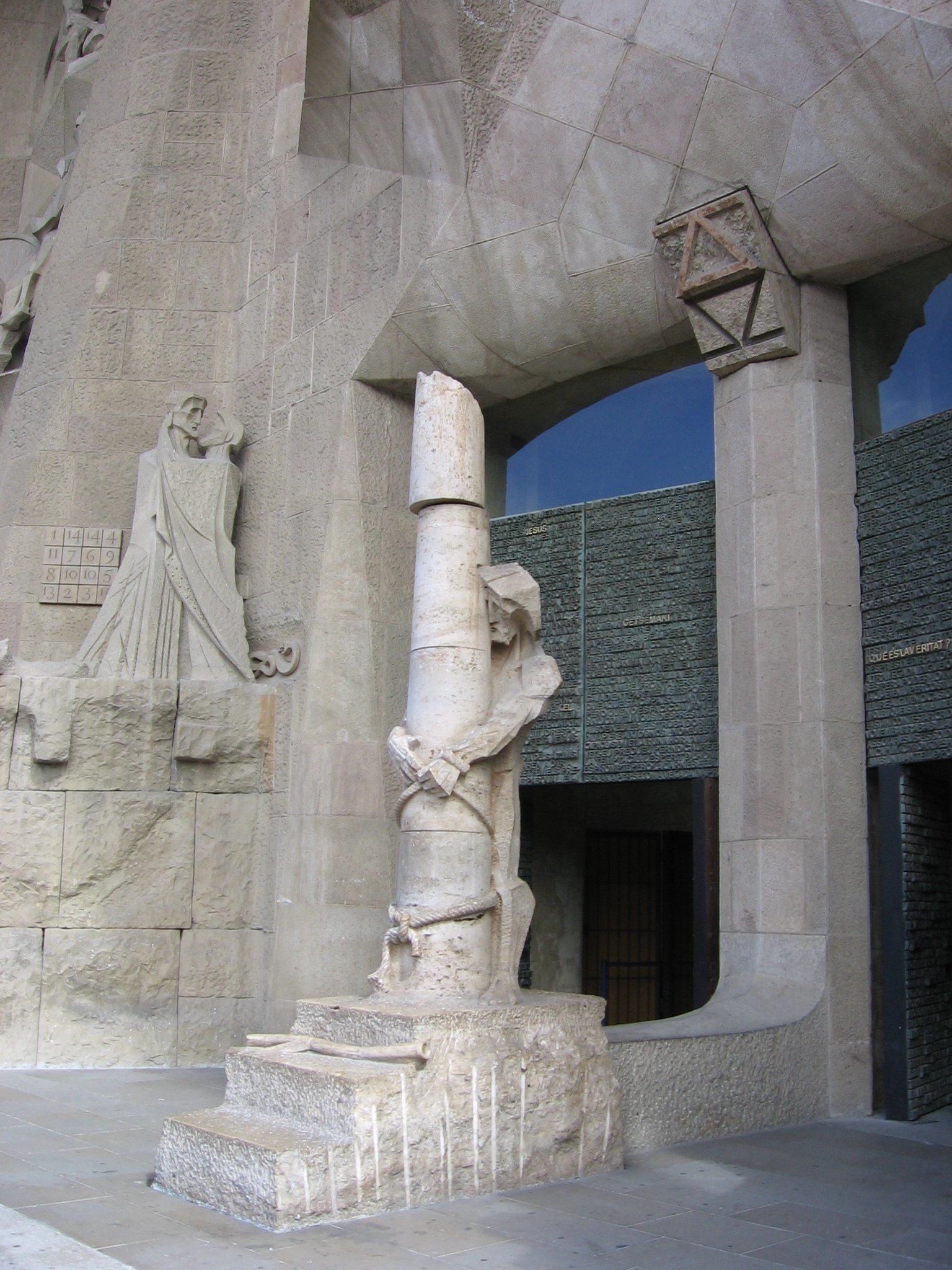
Columna de La Flagel·lació.
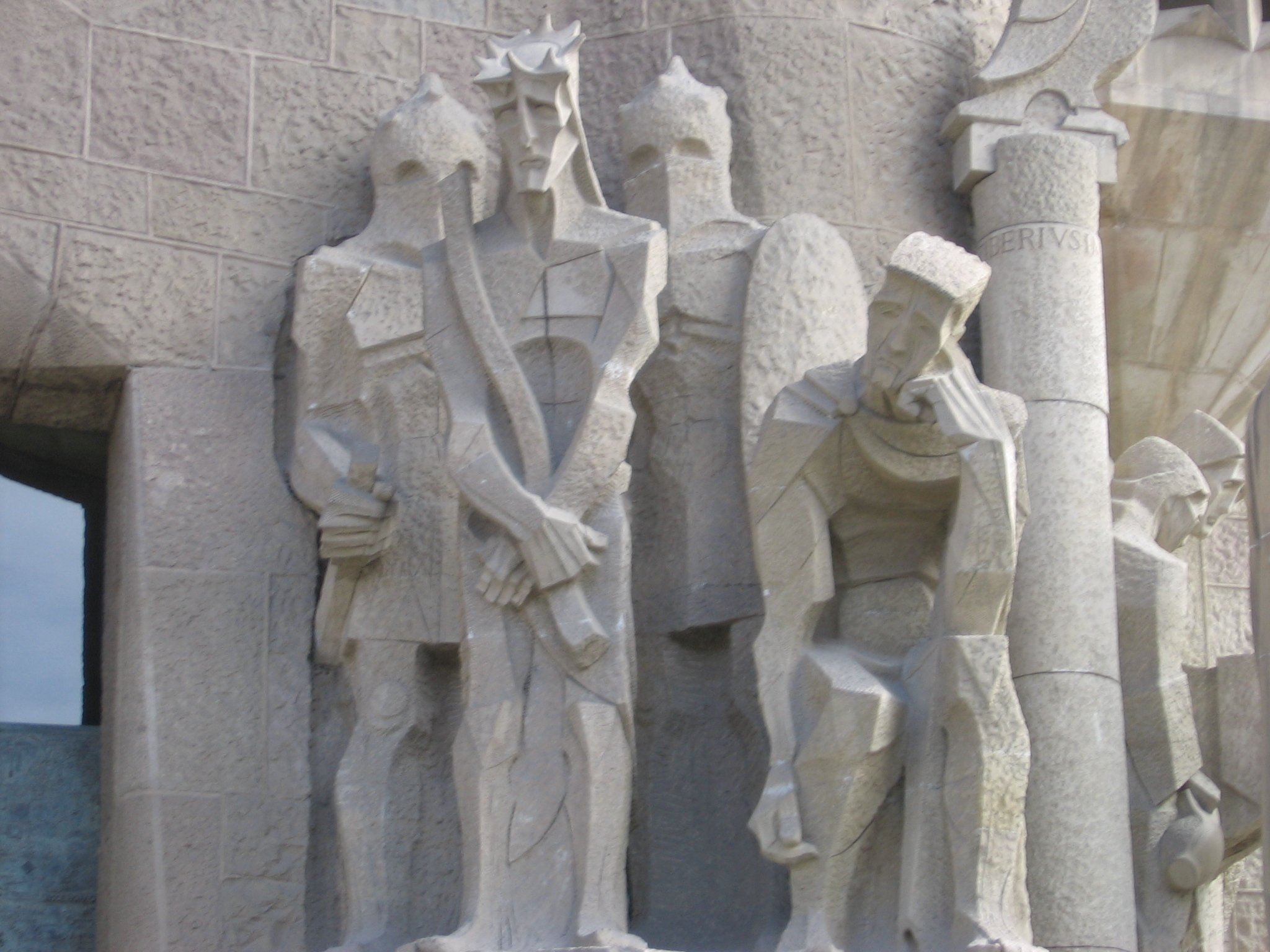
Ecce Homo.
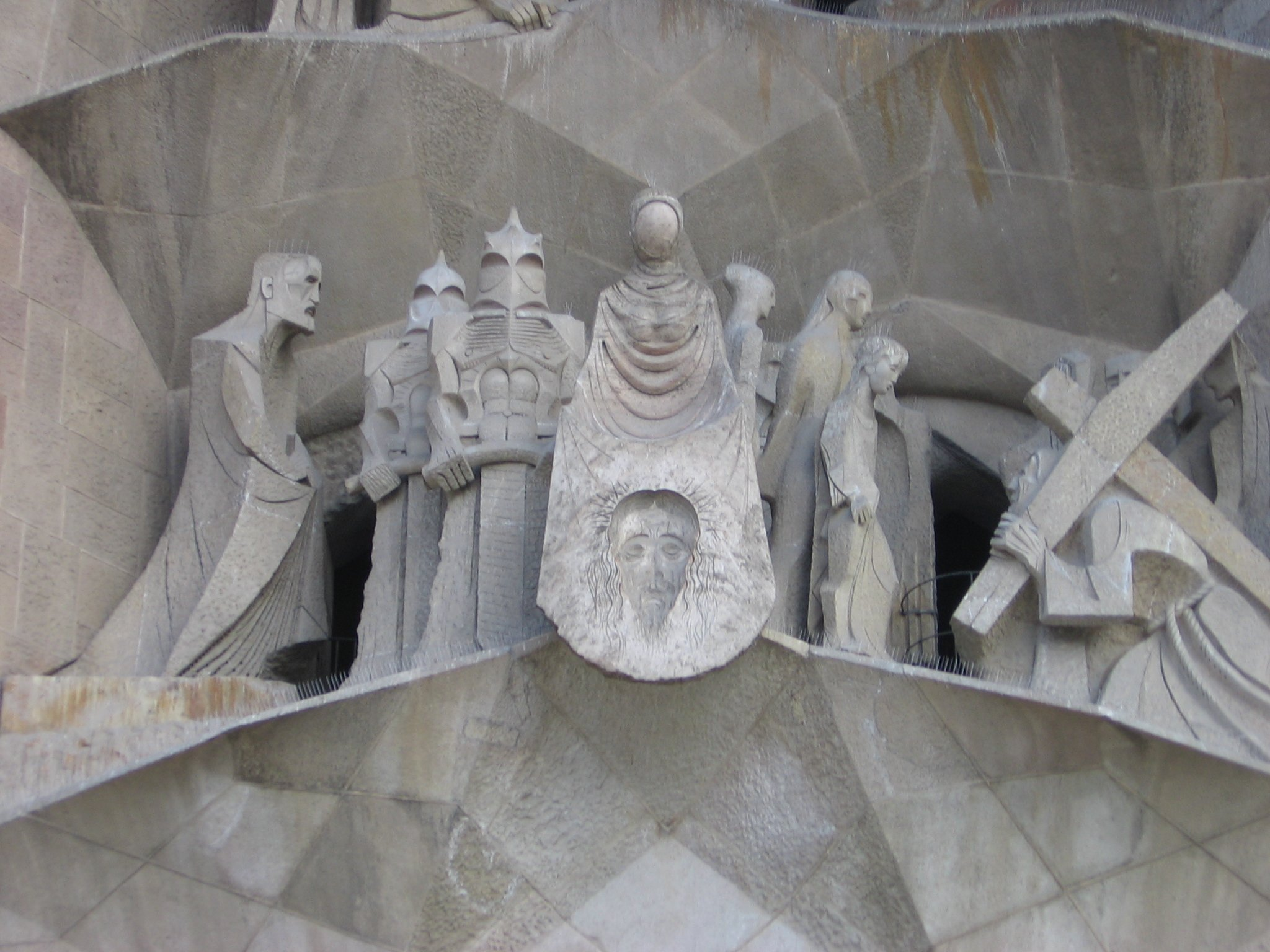
La Verònica.
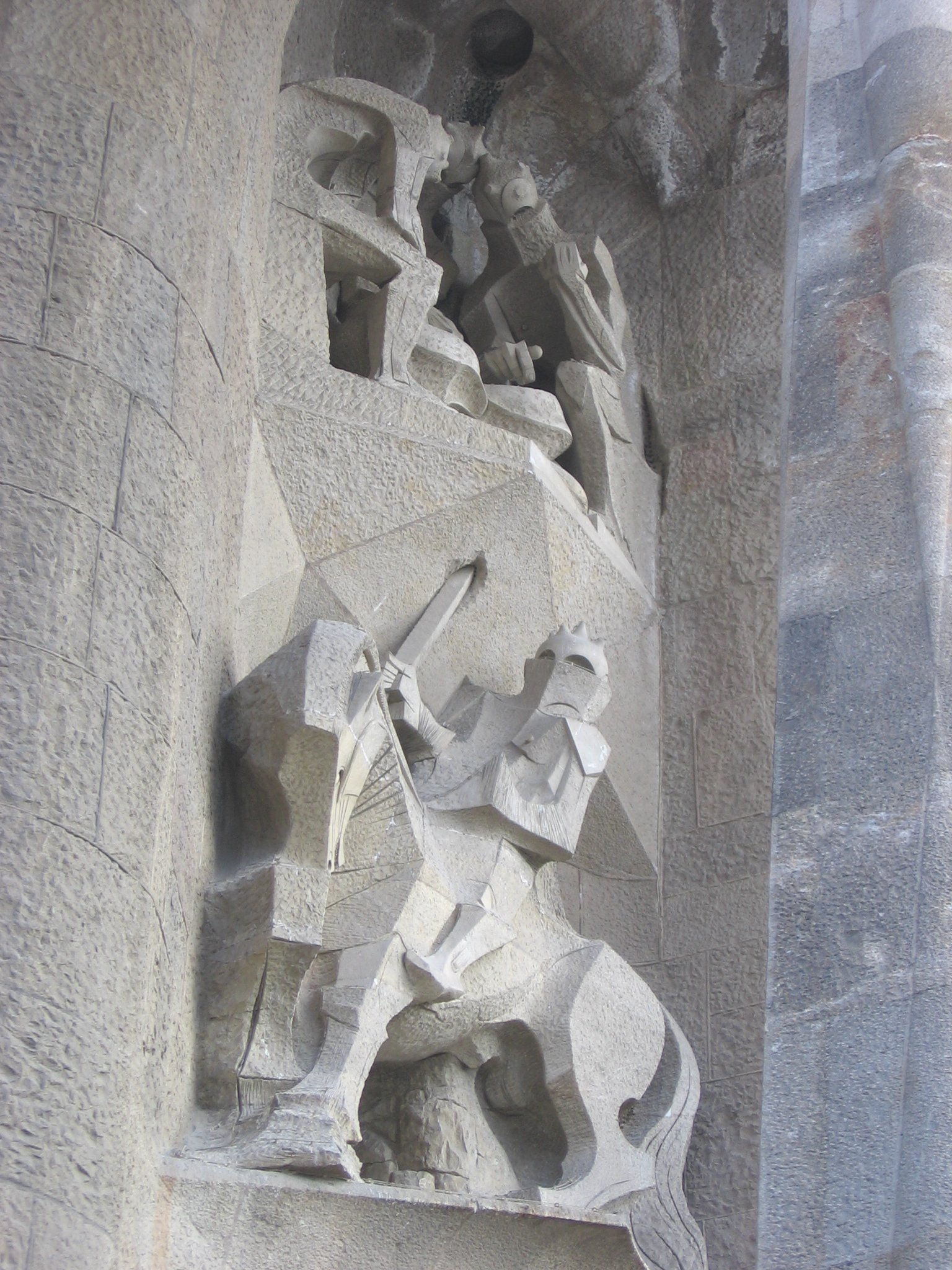
El soldat Longí.
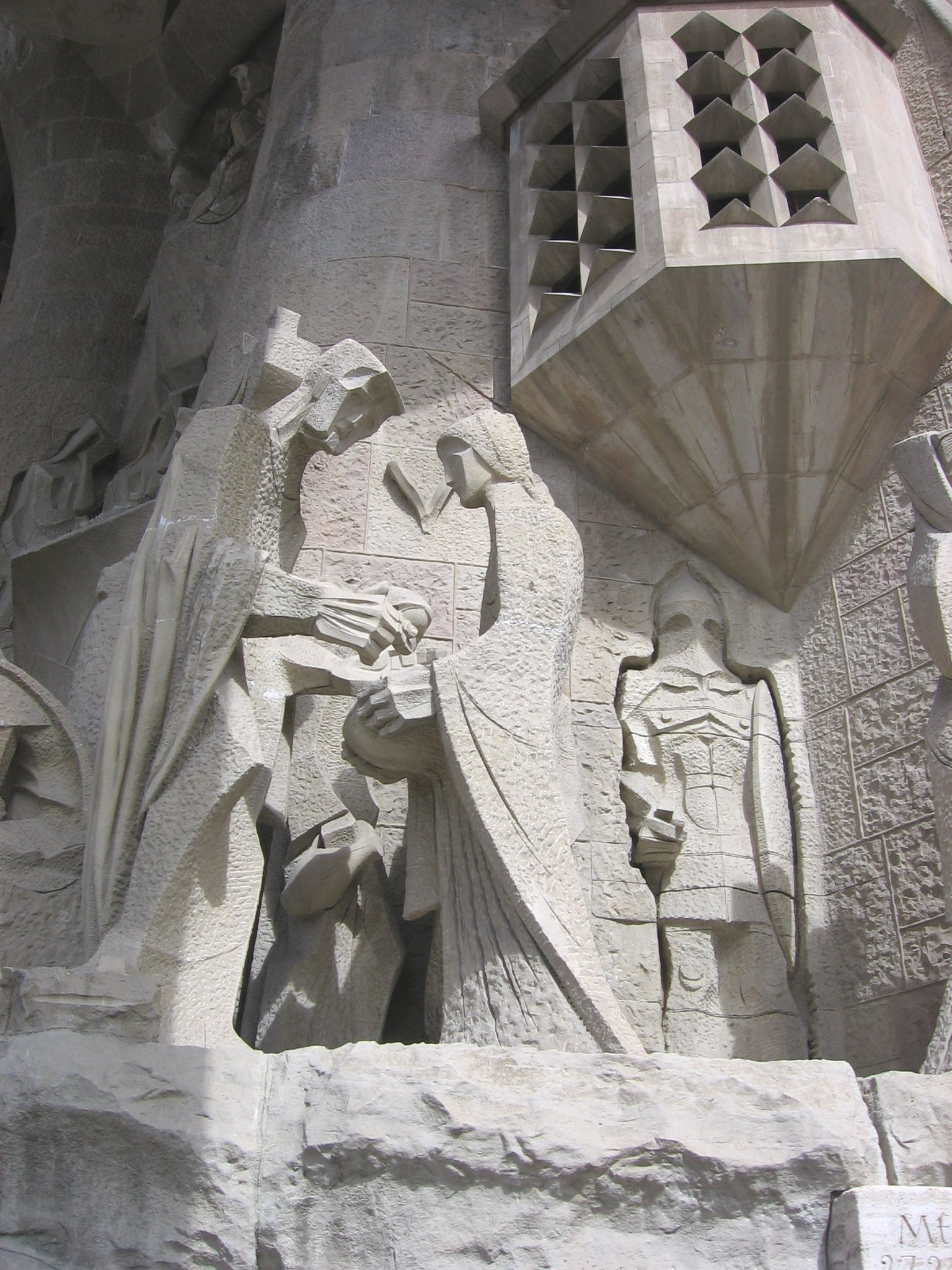
El judici de Jesús.

### Llistat d'obres representatives
Aquesta és una selecció no exhaustiva de les obres més significatives de Subirachs:
- 1947: Cadaqués. Col·lecció Rottier, Barcelona.
- 1953: Europa. Col·lecció Modest Cuixart, Barcelona.
- 1953: Moisès. Col·lecció Miguel Lerín, Barcelona.
- 1954: Maniquí-ídol. Col·lecció Josep Ferrer, Tarragona.
- 1957: Forma 212. Llars Mundet, Barcelona.
- 1958: Tekel (Premi Juli González). Col·lecció de l'artista.
- 1958: Ambons Ave / Eva i Sant Sopar i Crucifix, altar major de l'església de les Llars Mundet, Barcelona (pintura mural del fons de Joan-Josep Tharrats).
- 1959: Frisos i portes del Santuari de la Mare de Déu del Camí, Lleó.
- 1959: Les Taules de la Llei. Facultat de Dret de Barcelona.
- 1960: Evocació marinera. Passeig Joan de Borbó, al barri de la Barceloneta de Barcelona.
- 1962: Cera perduda vertical. Museu Internacional, Market Center Award, Dallas.
- 1962: Creu de Sant Miquel. Monestir de Montserrat.
- 1963: Monument a Narcís Monturiol. Barcelona.
- 1963: Monument a les víctimes de les inundacions del Vallès. Rubí.
- 1964: Santa Cecília, Crucifix i La Trinitat, altar major de la parròquia de Santa Cecília, Barcelona.
- 1965: Monument a Pompeu Fabra. Planoles.
- 1965: Monument a les víctimes de l'accident aeri de Carmona. Sevilla.
- 1965: Portes de Sant Pere i Sant Pau, església de la Residència Bell-lloc, La Roca del Vallès (amb vitralls d'Albert Ràfols-Casamada).
- 1966: Escuts de Barcelona. Vestíbul de la Casa de la Ciutat de Barcelona.
- 1966: La columna. Museu Middelheim d'Anvers (Bèlgica).
- 1967: Venus del cerro de Peníscola. Peníscola.
- 1967: La mesura de l'espaitemps. Edifici Mercuri de Barcelona.
- 1968: Monument al Comerç Internacional. Dallas.
- 1968: Monument a les Olimpiades de Mèxic. Ciutat de Mèxic.
- 1968-1972: Homenatge a Leonardo. Museu Estrada, Esplugues de Llobregat.
- 1969: Fris Barcelona, a la façana de l'edifici Novíssim de l'Ajuntament de Barcelona.
- 1969: Homenatge a Barcelona. Jardins del Mirador de l'Alcalde, Barcelona.
- 1969: Diagonal, mural per a l'estació homònima del Metro de Barcelona.
- 1970: Monument a Sant Domènec de Guzmán. Monestir de Montserrat.
- 1971: Relleus per a la façana del Banc de Sabadell a la Rambla de Catalunya de Barcelona.
- 1971: Comunicació i computació. Façana de l'edifici Macià, plaça Francesc Macià de Barcelona.
- 1972: A l'altre costat del mur. Museu d'Escultura a l'Aire Lliure del passeig de la Castellana de Madrid.
- 1973: Introversió, participant en la I Exposició Internacional d'Escultura al Carrer de Santa Cruz de Tenerife.
- 1973: A Príap. Platja d'Aro.
- 1975: Monument a l'Hospitalet de Llobregat. Hospitalet de Llobregat.
- 1975: A la Barcelona romana. El Prat de Llobregat.
- 1975: Gal·la Placídia. Sant Sadurní d'Anoia.
- 1975: Sant Jordi. Seu de la Caixa d'Estalvis de Catalunya, plaça Antoni Maura, Barcelona.
- 1975: Porta de Sant Jordi. Palau del Lloctinent, Barcelona.
- 1976: porta per a la sagristia de la capella de Sant Jordi del Palau de la Generalitat de Catalunya, així com el Relleu de Sant Jordi-Teseu a la galeria que uneix el Palau de la Generalitat amb la Casa dels Canonges.
- 1976: Monument a Ramon Llull. Monestir de Montserrat.
- 1977: Altar de la Capella del Santíssim. Monestir de Montserrat.
- 1977: Babel. Biblioteca Pública Pompeu Fabra, Mataró.
- 1977: Sant Francesc i Bernat Metge, Panteó de Francesc Cambó, Cementiri de Montjuïc, Barcelona.
- 1979: Fris a la façana de l'Estació de Sants de Barcelona (actualment al Museu del Ferrocarril de Catalunya a Vilanova i la Geltrú).
- 1979: Monument a Manresa. Manresa.
- 1979: Núria-Fedra, Centre de Documentació i Museu de les Arts Escèniques, de Barcelona.
- 1981: Relleu, Aeroport de Madrid-Barajas (actualment a l'aeroport d'Alacant-Elx).
- 1981: Homenatge a la Resistència Catalana. Parlament de Catalunya, Barcelona.
- 1982: Monument a la Recuperació de la Generalitat de Catalunya. Cervera.
- 1982-1984: Matèria-Forma. Casa de la Ciutat de Barcelona.
- 1983: Olimp. Monument a les Olimpiades, a la seu del COI, Lausana (Suïssa).
- 1983: Jònica. Homenatge a Kavafis. Palma.
- 1983: Monument a Francesc Macià. Vilanova i la Geltrú.
- 1983: La Creació (Homenatge a Miquel Àngel). Mataró.
- 1984: Monument a Pau Casals. El Vendrell.
- 1984: Bust del president Francesc Macià al Pati dels Tarongers del Palau de la Generalitat de Catalunya.
- 1985: Ariadna i Hermes. Monestir de Montserrat.
- 1985: Ambó a l'altar major del Monestir de Poblet.
- 1986: Monument a Salvador Espriu a Santa Coloma de Farners i relleu dedicat al mateix poeta a l'edifici antic de la Universitat de Barcelona.
- 1986: Monument al comte Borrell II. Cardona.
- 1986: Bust de la pianista Rosa Sabater al Palau de la Música Catalana a Barcelona.
- 1986: Sant Jordi. Monestir de Montserrat.
- 1986: L'arquitecte (Monument als constructors de la Catedral de Girona), al call de Girona.
- 1987-2009: Escultures i portes de la Façana de la Passió i Sant Jordi i portes de la Façana de la Glòria del Temple Expiatori de la Sagrada Família de Barcelona.
- 1987: Els pilars del cel, en commemoració dels Jocs Olímpics de Seüll.
- 1988: Monument a Gaspar de Portolà, amb Francesc Carulla. San Francisco (Califòrnia). El 1994 es va realitzar una còpia situada al Parador Nacional de Turisme d'Arties (Vall d'Aran).
- 1988: Monument a Federico García Lorca. Cadaqués.
- 1989: Unió d'Orient i Occident. Seül (Corea del Sud).
- 1989: Clio. Sant Julià de Lòria (Andorra).
- 1990: Bust del president Lluís Companys al Pati dels Tarongers del Palau de la Generalitat de Catalunya.
- 1990: Monument al Mil·lenari de Catalunya. Tarragona.
- 1991: Monument a Francesc Macià. Plaça de Catalunya, Barcelona.
- 1993: Fris Iris. Plaza de Colón, Madrid.
- 1994: Catalunya. Plaça Catalunya de Sabadell.
- 1999: Bust del president Josep Tarradellas al Pati dels Tarongers del Palau de la Generalitat de Catalunya.
- 2001: Bust del president Josep Irla al Pati dels Tarongers del Palau de la Generalitat de Catalunya.
- 2002: Jònica (Homenatge al Noucentisme). Jardins del Balneari Vichy Catalán de Caldes de Malavella.
- 2002: Escultura monumental per al Parc d'Escultures de la ciutat de Gwangju, província de Gyeonggi (Corea del Sud).[109]

## Exposicions
Aquesta és una selecció no exhaustiva de les exposicions més significatives de Subirachs:
- 1948: Casa del Llibre, Barcelona.
- 1949: II Saló d'Octubre, Barcelona.
- 1950: I Saló d'Art Independent, Sala Caralt, Barcelona.
- 1951: I Biennal Hispano-americana, Madrid.
- 1953: Biennal Internacional de São Paulo. II Saló de Jazz, Barcelona.
- 1954: Biennal d'Anvers. Galerie Unicum, Bruges. Galerie Madeleine Baes, Knokke.
- 1955: III Biennal Internacional d'Escultura, Middelheim Museum d'Anvers.
- 1956: Galerie Georges Giroux, Brussel·les.
- 1957: II Biennal d'Alexandria. Chinese National Art Museum, Taipei.
- 1958: Galeries Laietanes, Barcelona.
- 1959: Galeries Jardín, Barcelona. Galería Biosca, Madrid. Galerie 59, Aschaffenburg.
- 1960: Ateneo de Madrid. Sala Gaspar, Barcelona.
- 1961: VI Biennal Internacional d'Escultura, Middelheim Museum d'Anvers.
- 1962: Joachim Gallery, Chicago. Galerie Mesure, París. Sala Gaspar, Barcelona.
- 1963: VII Biennal de São Paulo. Salon de la Jeune Sculpture, Museu Rodin, París.
- 1964: Mostra Contemporany Sculptors of Spain, Fira Mundial de Nova York.
- 1965: Sala Gaspar, Barcelona. Galerie Semiha Huber, Zúric. Galería Sur, Santander.
- 1966: Ateneo de Madrid. Galería Grises, Bilbao. Exposition Internationale de Sculpture Contemporaine, Maison Rodin, París. Bertha Schaefer Gallery, Nova York. X Biennal Internacional d'Escultura, Middelheim Museum d'Anvers.
- 1967: Sala Gaspar, Barcelona.
- 1968: Galería Seiquer, Madrid. XXXIV Biennal de Venècia.
- 1969: Exposició Art espagnol d'aujourd'hui, Museu Rath, Ginebra. Mostra Contemporary Spanish Art, Galeria Nacional del Canadà, Ottawa.
- 1970: Musée du Petit Palais, Ginebra.
- 1971: Galería Skira, Madrid.
- 1972: Bertha Schaefer Gallery, Nova York.
- 1973: Galeria René-Metrás, Barcelona.
- 1974: Galeria Artur Ramon, Barcelona. Galerie D'Eendt, Amsterdam.
- 1975: III Biennal Internacional de la Petita Escultura, Budapest.
- 1976: Mostra ART 7'76, Basilea. ARTEXPO 76, Barcelona. Fundació Joan Miró, Barcelona.
- 1977: Galería Biosca, Madrid. ART 8'77, Basilea. Sala d'Exposicions de la Caixa Laietana, Mataró.
- 1978: 1ère Triennale Européenne de Sculpture, Palais Royal, París. Galerie Levy, Hamburg. Galeria Sacharoff, Barcelona. ART 9'78, Basilea.
- 1979: ART 10'79, Basilea. Exposició Subirachs. Homenatge a Fortuny i a Gaudí, Centre de Lectura de Reus.
- 1980: Sala d'Art Daedalus, Barcelona.
- 1981: Galería Biosca, Madrid. ART 12'81, Basilea.
- 1982: R.K. Parker Gallery, Nova York. ARCO'82, Madrid.
- 1983: ARCO'83, Madrid. ART EXPO'83, Nova York. ART 14'83, Basilea.
- 1984: Exposició organitzada per la Generalitat de Catalunya a París, Albi i Perpinyà.
- 1985: ARCO'85, Madrid. I Biennal d'Art del Futbol Club Barcelona, Palau Reial de Pedralbes.
- 1987: Institut Francès, Barcelona. Casa Goya, Burdeus.
- 1988: Museu Millesgärden, Estocolm. Exposició Subirachs. Opera Grafica, Sala Tecnorama de Verona i Galleria Arte al Borgo de Palerm.
- 1990: Exposició retrospectiva a l'Art Museum Ginza de Tòquio.
- 1992: Casa del Monte, Madrid. Pavelló de Catalunya de l'Exposició Universal de Sevilla de 1992.
- 1993: Exposició Subirachs. Œuvres Récentes, Institut Francès de Barcelona. Museu d'Art Modern de Tarragona.
- 1994: Pia Almoina de Barcelona. Centre Jujol - Can Negre, Sant Joan Despí.
- 1995: Galería Biosca, Madrid. Cercle Artístic de Sant Lluc, Barcelona.
- 1997: Antologia a la Tour Fromage, Vall d'Aosta (Itàlia). XII Biennal Internacional de l'Esport en les Belles Arts, Drassanes Reials de Barcelona.
- 2000: 50 Anys d'Obres de Subirachs, Museu Municipal de Tossa de Mar. Subirachs. Skulpturen, Zeichnungen und Grafik, Galerie Opernring Margaretha Schwerer, Viena.
- 2001: Subirachs. Idea, matèria, forma, Museu de Mataró.
- 2002: De Gaudí a Tàpies. Maestros Catalanes del siglo XX, Museu de Belles Arts de Sevilla.
- 2003: Retrospectiva Subirachs. Volums, textures, símbols, Palau Moja de Barcelona.
- 2004: Subirachs. 50 ans de dessins, Maison de la Catalogne, París.
- 2005: Museu del Llac Occidental, Hangzhou (Xina).
- 2007: Subirachs a Montserrat, Museu de Montserrat.
- 2008: Espace d'Art Contemporain Puigmartí, La Guingueta d'Ix.
- 2010: Subirachs. Analogías, dualidades, oposiciones, Llotja de Saragossa.
- 2014: (Des)equilibris. Subirachs, Espai Guinovart, Agramunt.
- 2014: Subirachs. Dibuixos, Artur Ramon Art, Barcelona.
- 2014: Subirachs. Obra escollida Estudi Regomir, Barcelona.
- 2014: Subirachs. Obra selecta, Museu de Montserrat.
- 2015: Subirachs. De principi a fi, Centre del Carme, València.[110]

## Premis i reconeixements
- Primer premi d'escultura al Segon Saló del Jazz de Barcelona (1953).[1]
- Medalla de bronze a la Segona Biennal d'Alexandria, Egipte (1957).[1]
- Gran Premi Sant Jordi de la Diputació de Barcelona (1958).[1]
- Premi Julio González de la Cambra Barcelonina d'Art (1958).[1]
- 1r Premi Internacional de Dibuix Ynglada-Guillot (1966).[111]
- 1r Premi Internacional Sant Martí d'Or (1971).[112]
- Premi de la crítica a la millor exposició de l'any 1973 (1974).[1]
- Corresponding Member de la Hispanic Society of America de Nova York (1976).[113]
- Acadèmic de la Reial Acadèmia Catalana de Belles Arts de Sant Jordi de Barcelona (1982).[1]
- Creu de Sant Jordi de la Generalitat de Catalunya (1982).[114]
- Chevalier dans l'Ordre des Arts et des Lettresde França (1986).[114][1]
- Personnalité de l'Année 1987, distinció internacional atorgada per la seva aportació al món de les Arts a París.[113]
- Premio Sparo de l'Agrupació Catalana d'Entitats Artístiques (1988).
- Acadèmic de la Real Academia de Bellas Artes de San Fernando de Madrid (1989).[1]
- Premi Correo de las Artes al «millor artista en l'especialitat d'escultura», Madrid (1993).[112]
- Medalla d'Or del Fons Internacional de Pintura de Barcelona (1996).[114]
- Nomenat «Artista català viu més important del segle XX» segons enquesta duta a terme pel diari La Vanguardia, Catalunya Ràdio i Enciclopèdia Catalana (1997).
- Medalla d'Or al Mèrit en les Belles Arts del Ministeri de Cultura d'Espanya (1998).[1]
- Premi Protagonistas 2002 de Arte del programa de ràdio Onda Cero.[115]
- Medalla d'honor de la Reial Acadèmia de Belles Arts de Santa Isabel d'Hongria (2003).[113]
- Medalla d'Or al Mèrit Artístic de l'Ajuntament de Barcelona (2012).[114]
- En honor seu s'anomenà l'asteroide (134124) Subirachs, descobert el 2 de gener de 2005 a Begues (Baix Llobregat).[116]